# Lista dei Digimon
Di seguito un elenco in ordine di livello evolutivo dei vari Digimon che compaiono nei vari media dell'omonimo franchise.

## Livello primario
Il livello primario (幼年期 I?, Yōnen-ki I, lett. "Neonato I") è il termine usato che si riferisce al primo stadio dell'evoluzione dei Digimon direttamente da un Digiuovo, indicato anche come livello I.
Possiedono pochissime capacità offensive e generalmente si affidano alle cure di altri Digimon o umani per sopravvivere. La maggior parte di loro attacca usando le bolle o qualche altra tecnica leggermente offensiva, come scagliarsi contro un nemico.
Si evolvono rapidamente in primo stadio. Alcuni Digimon di livello primario hanno una sola forma di primo stadio in cui evolversi, ma altri possono digievolversi in più forme e altri ancora possono evolversi direttamente nelle loro forme di livello intermedio o campione a seconda dei casi. Alcuni Digimon saltano completamente questa fase e si schiuderanno nella fase primo stadio o addirittura intermedio dal Digiuovo.
In alcuni media come i videogiochi della serie Digimon Story, non viene fatta alcuna distinzione tra livello primario e livello primo stadio.

### Algomon (livello primario)
Algomon (アルゴモン?, Arugomon), talvolta chiamato Argomon, è un Digimon Mutante che nasce da un bug in un algoritmo. Ha l'abitudine di trovare e convergere assieme ai propri simili in luoghi in cui si verificano perdite di dati ad alta capacità. Si riuniscono uno per uno, formano delle orde e poi coprono la loro preda. Digievolve in Algomon (primo stadio).

### Bombmon
Bombmon (ボムモン?, Bomumon) è un Digimon Melma irascibile che fa saltare facilmente la miccia che ha in testa per cose banali. Man mano che perde la pazienza, la sua miccia si accorcia costantemente e questa si è completamente ritirata nella sua testa, la sua rabbia esplode. Sebbene abbia mosse speciali come Bomberhead, che accumula onde d'urto sull'avversario, e Fireworks Revolution, che disperde particelle di vari colori, tutte hanno il potere di un petardo. Tuttavia, a causa del suo aspetto simile a quello di una bomba che crea dei petardi, è spesso apprezzato come mezzo d'intrattenimento per le feste. Partecipa volentieri a quest'ultime, ma detesta essere provocato e comincia immancabilmente ad arrabbiarsi.

### Bommon
Bommon (ボムモン?, Bomumon) è un Digimon Melma sferico con tre occhi che ha un corpo a forma di bomba. La miccia sulla sua coda si accende nel momento in cui si schiude dal suo uovo e si accorcia costantemente, ma poiché si evolve alla generazione successiva prima che la miccia scompaia, nessuno sa cosa succederà se la miccia si dovesse spegnere. Possiede una personalità irascibile e si dice che quando diventa di cattivo umore, il progresso della miccia diventa più veloce. Poiché le scintille Bachibachibacchin della sua miccia producono un rumore intenso, qualsiasi avversario sarebbe sorpreso se venissero improvvisamente prodotte davanti ai loro occhi.

### Botamon
Botamon (ボタモン?) è un Digimon Melma di colore nero. Sulla superficie del suo corpo a forma di melma, è cresciuta una peluria nera e spessa che lo copre interamente. Non è in grado di combattere perché è appena nato, ma può produrre oggetti simili a bolle dalla sua bocca per intimidire il nemico. Digievolve in Airdramon, Koromon, LadyDevimon (tramite mega digievoluzione) e Wanyamon.

### Chibickmon
Chibickmon (チビックモン?, Chibikkumon) è un Digimon Melma socievole e laborioso. Dal momento che gli piace aiutare il prossimo, prima ancora che questi sappia che tipo di lavoro stia facendo, un gran numero di queste creature apparirà per aiutare il soggetto in difficoltà. Tuttavia, vista la giovane età di questa specie, finisce per non comprendere davvero la situazione, e anche se sta cercando di aiutare qualcuno, finisce per intromettersi involontariamente. Se viene ignorato oppure viene trattato in maniera scortese inizia a singhiozzare, rivelandosi di conseguenza un po' deprimente. Chiunque abbia a che fare con un Chibickmon, anche se lo ritiene un fastidio, deve lodarlo, anche con una bugia, pur di evitare di vederlo triste. Ama lavorare sodo e il suo sogno è quello di unirsi rapidamente agli Starmon che vede come degli idoli. Digievolve in Pickmon e Shoutmon SH (con Shoutmon e Starmon senza Pickmon). Inoltre è in grado di diventare una Chibick Sword (con un Pickmon raro), ovvero una particolare spada impugnabile anche dagli esseri umani.

### Chibomon
Chibomon (チコモン?, Chikomon, Chicomon in Giappone) è un Digimon Melma di colore blu che ha un ciuffo all'indietro che parte dalla fronte. Sebbene sia piccolo e impotente, ha il potenziale per evolversi in ogni Digimon Drago. Per questo motivo, è un Digimon considerato estremamente prezioso dai domatori e dai ricercatori di Digimon Drago. È amato per il suo carattere cordiale e dalla curiosità traboccante, caratteristica della maggior parte di Digimon di livello primario. Proprio come gli altri Digimon di questa classe, sputa bolle acide per attaccare, ma come al solito, il loro potere è inesistente. Digievolve in DemiVeemon.

### Conomon
Conomon (ココモン?, Kokomon, Cocomon in Giappone) è un Digimon Melma di colore marrone estremamente raro che nasce sempre in coppia con uno Zerimon nello stesso Digiuovo, sebbene non sia chiaro il motivo di questo particolare fenomeno. Rispetto a Zerimon che ha un solo corno ed è estremamente energico, Conomon vanta di tre corna e una personalità relativamente docile, inoltre ha una lunga coda. Come altri Digimon di livello primario, sputa bolle di acido per intimidire gli avversari. Digievolve in Kokomon e Lopmon.

### Cotsucomon
Cotsucomon (コツコモン?, Kotsukomon) è un Digimon Armatura che nasce già indossando un cappello di pelle. Sembra più forte della media del livello primario grazie alla sua attrezzatura, ma poiché è fatto di un materiale morbido, offre a malapena una protezione difensiva dagli attacchi nemici. È estremamente vigile e si ritira nel suo cappello alla minima provocazione. La sua mossa speciale consiste nel colpire l'avversario con la falda del suo cappello chiamato Kottsun. Digievolve in Kakkinmon.

### Datirimon
Datirimon (ピピモン?, Pipimon, Pipimon in Giappone) è Un Digimon Melma che è nato dal frutto di un albero. Si dice che appaia come partner davanti a persone che hanno perso e poi riacquistato la speranza.

### Dodomon
Dodomon (ドドモン?) è un piccolo Digimon Melma ricoperto da una dura pelliccia violacea chiamata "Mithril Hair". Ha una larga bocca ed è abituato alla vita notturna. Manifesta una personalità aggressiva subito dopo essere nato e, nonostante le sue zanne non siano ancora cresciute, spalanca la bocca e intimidisce completamente l'avversario con il modo in cui gli scatta contro. Per questo motivo, molti Digimon vengono completamente ingannati dal suo aspetto apparentemente innocuo, inoltre è un Digimon raro. Se un avversario si avvicina, sputa le Chīsana Tetsu Tsubu, ovvero delle piccole perle di ferro, dalla sua bocca. Digievolve in Dorimon e WarGrowlmon (Orange) (tramite mega digievoluzione).

### Dokimon
Dokimon (ドキモン?) è un Digimon Melma nato da dati vitali umani. Il suo corpo è sferico e quasi completamente bianco con una striscia verde somigliante ad una V. Ha gli occhi gialli e un ciuffo che spunta dalla testa. Ad un primo impatto sembra un Digimon normale ma quando qualcuno prova a sollevarlo, sentirà che tutto il corpo di Dokimon vibra a un ritmo costante. Il ritmo di queste vibrazioni sembra riflettere quello del battito cardiaco della persona che lo sostiene. Quando è in pericolo, minaccia il nemico con l'elettricità statica emessa dalla punta del suo corno. Digievolve in Bibimon.

### Fufumon
Fufumon (フフモン?) è un Digimon Melma a forma di goccia. Ha la pelle gialla ed un corno rosso fra gli occhi. Il suo corpo è estremamente leggero ed è in grado di fluttuare nell'aria da quando è nato. Quando la sua vita è minacciata da un assalto di un avversario più grande, lo spingerà con il corno della sua testa per intimidirlo con tutte le sue forze, ma poiché il corno è molto morbido, la spinta non ferirà l'avversario. Anche se è facile per gli aggressori prenderlo di mira perché galleggia molto lentamente nell'aria, tenterà di difendersi quando questi si avvicineranno a lui sputando le Chīsana Tetsu no Toge, ovvero delle piccole punte di ferro, dalla sua bocca per attaccare.

### Fujitsumon
Fujitsumon (フジツモン?) è un piccolissimo Digimon Crostaceo di livello primario, è formato da un guscio marrone e due occhiolini gialli. Non digievolve in quanto fa parte dell'organismo di Octomon e funge da simbionte che lo avvisa in caso di pericolo.

### Fuukashita Medal
Fuukashita Medal (フウカシタメダル?, Fuukashita Medaru) è personaggio proveniente da Medarot inserito nel franchise Digimon come pesce d'aprile. Si tratta di un Medal, ovvero una medaglia, che funge da cervello di un Medarot, contenente un'intelligenza artificiale. A differenza della sua versione completa e migliorata, questa sembra essere in qualche modo danneggiata e incompleta. Digievolve in Medal.

### Jyarimon
Jyarimon (ジャリモン?, Jarimon) è un Digimon Melma dal corpo rosso e con due orecchie mediamente lunghe. Si può considerare come un Digimon piuttosto raro in quanto non esistono molti esemplari di questa specie in quanto la maggior parte di loro viene catturata o muore prima di crescere. Sebbene siano difficili da notare, ha delle minuscole zanne fitte che crescono nella sua bocca, ed è portato per crescere in un potente Digimon Drago. Sebbene sia impotente, ha l'inclinazione ad affrontare chi ha un corpo più grande del suo, e questo diventa il motivo del suo basso tasso di sopravvivenza. Attacca con delle bolle riscaldate dalle alte temperature costanti all'interno del suo corpo. Digievolve in Boltmon (tramite mega digievoluzione) e Gigimon.

### Ketomon
Ketomon (ケトモン?) è un piccolo Digimon Melma violaceo con striature dorate. I suoi grandi occhi sono la sua caratteristica distintiva. Quest'ultimi infatti hanno la capacità di discernere la natura dei Digimon, permettendogli di rilevare in anticipo quelli violenti e avvertire i suoi alleati del pericolo. Quando viene messo alle strette, emette bolle acide dai suoi occhi (Poppin 'Tear), facendo tremare il nemico mentre piange. Digievolve in Hopmon

### Kiimon
Kiimon (キイモン?, Kiimon, Keemon in Giappone) è un piccolissimo Digimon Melma di livello primario appena nato, ha un corpo sferico e viola. Ha due occhi rossi e due piccole orecchie. Anche se è molto giovane, odia stare in mezzo alla folla e vive nascondendosi. Da un luogo nascosto, gli piace cercare di molestare gli altri, sputando una pistola ad acqua piena di vernice chiamata Pushū. Digievolve in Yaamon.

### Kuramon
Kuramon (クラモン?) è un Digimon non identificato, il cui corpo ricorda quello di una medusa. Ha un solo grande occhio, che occupa parte del corpo. Questo Digimon è apparso improvvisamente in Internet; è nato dall'odio generato dalla malizia delle persone che abusano della rete di computer, così come i conflitti che si svolgono all'interno della rete, che hanno finito per manifestarsi e creare così un unico Digiuovo, dando vita a Kuramon. L'istinto di distruzione dell'umanità è condensato in quel Digiuovo, e come tale il misterioso Digimon che è nato da esso è un essere molto pericoloso. Si moltiplica come un virus all'interno della rete, provocando un lieve errore di connessione. La sua mossa speciale gli consente di produrre una sostanza schiumosa dal suo occhio gigantesco (Glare Eye). Digievolve in Armageddemon (tramite mega digievoluzione o con Keramon, Chrysalimon, Infermon e Diaboromon), Diaboromon (con Keramon) e Tsumemon.

### Leafmon
Leafmon (リーフモン?, Rīfumon) è un piccolo Digimon Melma di colore verde. Timido ed affettuoso, ha una grande foglia che gli permette di restare all'ombra ovunque vada. Assomiglia ad una verdura fresca grazie alla minuscola foglia presente sulla sua coda. Ha molti elementi in comune con le piante e la composizione del suo corpo include la clorofilla, quindi usa la fotosintesi per crescere. Possiede una coda a forma di foglia che lo protegge dalla luce solare intensa o quando piove. Per via della sua natura pura e innocente, non diffida degli altri anche quando questi sono spaventosi o malintenzionati; è molto ingenuo e un po' timido. Essendo appena nato non è in grado di combattere, ma il suo spirito innocente, traboccante di vitalità, può far ricordare alle persone circostanti i sentimenti puri che spesso vengono dimenticati, avvolgendoli in un'aria calma. Tuttavia, se uno cerca di scherzare troppo, sputerà bolle acide per intimidirlo. Digievolve in Minomon.

### MetalKoromon
MetalKoromon (チョロモン?, Choromon, Choromon in Giappone) è un Digimon Macchina che ha gli occhi rossi che fungono da fotosensori. Si muova in maniera irrequieta e agisce in base ai comandi impartiti da un semplice programma che lo fa muovere in reazione alle luci intense, se l'ambiente circostante si oscura diventa completamente incapace di muoversi. Quando è di buon umore scarica l'elettricità contenuta nel suo corpo dalla punta della coda. La sua mossa speciale gli consente di scagliare dei grani di ferro per causare un disordine temporaneo nell'IA dell'avversario (Jamming Powder). Dopo aver confuso l'avversario con questa tecnica, ne approfitta per scappare.

### Mokumon
Mokumon (モクモン?) è un Digimon Fumo composto da un vapore simile al fumo e cenere. Ha una piccolissima fiammella sulla sommità del capo, e due scintille come occhi. Può assumere varie forme. È un Digimon unico dove il suo kernel (Digicore) sembra sia posto al centro del suo corpo nudo, che sembra proteggere con il fumo. Poiché il suo Digicore è completamente spoglio, Mokumon è un Digimon che conduce uno stile di vita insolito dato che copre il suo corpo di fumo da quando è stato bruciato per la prima volta. Diffonde il fumo che esce dal suo corpo tutt'intorno, quindi coglie l'opportunità di fuggire. Digievolve in DemiMeramon.

### Nyokimon
Nyokimon (ニョキモン?) è un Digimon Seme di colore nero con due foglioline verdi sul capo. La superficie del suo corpo è ricoperta da un tessuto trasparente. È stato confermato che il suo vero corpo si trovi all'interno della pelle trasparente e sembra essere una variante di Botamon. Inoltre si pensa che sia una specie di Botamon il cui aspetto si è trasformato in questo corpo erbaceo. Per questo motivo, non è solo un Digimon di specie vegetale, ma ha anche il potenziale per evolversi in Digimon di specie Drago e simili. La sua personalità è estremamente gentile e ha un viso timido. La sua capacità offensiva è inesistente, quindi lancia i semi scoppiettanti del suo Seed Cracker, e mentre l'avversario è sorpreso, fugge rapidamente. Digievolve in Yokomon.

### Pabumon
Pabumon (バブモン?, Babumon, Bubbmon in Giappone) è un Digimon Melma di colore verde chiaro che porta un ciuccio giallo in bocca. Anche se a prima vista sembra solamente un concentrato di bolli verdi, è in grado di muoversi liberamente ed esprimere una pletora di espressioni facciali. Poiché la superficie del suo corpo non si è ancora indurita, il suo potere difensivo è inesistente ed è ugualmente inadatto al combattimento. Dalla porzione che sembra un ciuccio tenuto in bocca, genera delle minuscole bolle, che fa proliferare all'infinito. Ad un certo punto la sua proliferazione ha iniziato a essere utilizzata per lo sviluppo di virus informatici, ma poiché la sua forza vitale era troppo debole, non è mai stata implementata. Sebbene la sua vita sia breve, è un adorabile Digimon di livello primario che trascorre il suo tempo seriamente. La sua specialità è la fuga mentre i movimenti di un eventuale intruso vengono limitati dalle bolle adesive che genera dall'interno del suo corpo. Digievolve in Motimon.

### Pafumon
Pafumon (パフモン?) è un Digimon Spirito dal lungo pelo morbido e candido. Ha un corpo traslucido e leggero come una piuma, e grazie a questa sua leggerezza può costantemente galleggiare nell'aria. Ha l'abitudine di muoversi sfruttando i venti, e si dice che se le condizioni del vento sono adatte migrerà per una notevole distanza. Non gli piace combattere e ha una personalità gentile, tuttavia quando si trova in difficoltà sorprende il suo avversario spalancando la bocca, aspirando aria e gonfiando il suo corpo fino a tre volte la sua dimensione normale (Puff Balloon), quindi coglie l'occasione per espellere l'aria e scappare.

### Paomon
Paomon (パオモン?) è un Digimon Melma sferico e molto peloso, ha due orecchie fucsia e una coda cortissima. A differenza di altri Digimon che si sono sviluppati naturalmente, è un essere artificiale che è stato creato attraverso lo sforzo umano per essere utilizzato per l'apprezzamento e l'allevamento. I Digimon di livello primario nati in maniera naturale sono piuttosto comuni e non vi è alcuna carenza per quanto riguarda il loro numero, nonostante ciò un gruppo di scienziati ha comunque deciso di crearne alcuni di propria mano dopo aver rimodellato il programma di configurazione, rendendo di conseguenza i Digimon creati artificialmente in questa particolare fase molto rari. Secondo una teoria, Paomon sarebbe stato sviluppato congiuntamente da gruppi di ricerca situato presso Shanghai, Taiwan e Okinawa, ma il suo luogo di nascita effettivo non è certo. A volte sputa delle bolle acide e resistenti per intimidire l'avversario. Digievolve in Shaomon.

### Petitmon
Petitmon (プチモン?, Puchimon, Petitmon in Giappone) è un piccolissimo Digimon Melma dall'aspetto di rettile. Ha due grandi corna sulla testa e delle piccole ali sulle spalle. Poiché il suo corpo è estremamente leggero, vive costantemente fluttuando nell'aria e mantiene la sua postura soffiando l'aria dalle ali e dalla bocca. Sebbene di solito abbia una personalità allegra, se vengono toccate le tre squame sul ventre, diventa di cattivo umore. Quando viene attaccato, sputa il suo Atsui Toiki per sorprendere l'avversario, mentre contemporaneamente lo usa come forza propulsiva per fuggire rapidamente, quindi non è facile da catturare. Digievolve in Babydramon.

### Pichimon
Pichimon (ピチモン?, Pichimon, Pitchmon in Giappone) è un piccolo Digimon Melma che ha la forma di un microbo. Ha due piccole pinne ed un paio di lunghe antenne. È stato scoperto nel Net Ocean, un luogo di nascita della vita all'interno di Digiworld a lungo studiato; è uno dei Digimon più piccoli tra tutti quelli esistenti. Dal momento che sembra vivere solamente di emozioni, il suo comportamento cambia molto frequentemente. Poiché è estremamente curioso, desidera fortemente comunicare con il mondo esterno, ma finora non è stato trovato alcun modo per farlo. Tuttavia, è un Digimon di livello primario che è amato da tutti, grazie ai suoi grandi occhi rossi luminosi che sono abbastanza affascinanti da scuotere i sentimenti dell'avversario. Sputa bolle simili a sapone dalla sua bocca e acceca gli occhi dell'avversario, poi fugge via. Digievolve in Bukamon, MarineAngemon e N.E.O (con otto DigiMemorie).

### Popomon
Popomon (ポポモン?) è un piccolissimo Digimon Melma che assomiglia a una specie di pianta; vive nei boschi e nei prati. Usa abilmente la sua coda, che sembra una foglia, e si muove saltando poco a poco. Poiché ha un carattere molto timido, fuggirà immediatamente se si avvicinano degli estranei, ma si dice che una volta che avrà dato la sua fiducia a qualcuno, sarà attaccato a loro per tutta la vita. Mentre sfugge all'avversario usa il suo Hair Mist, sparpagliando i peli del suo mantello per distrarlo. Digievolve in Frimon.

### Poyomon
Poyomon (ポヨモン?) è un Digimon Melma dal corpo traslucido che si muove attraverso il Net Ocean come una medusa. Si tratta di una creatura primitiva ma con uno spiccato senso di adattamento. Viene considerato il Digimon con la struttura del corpo più primitiva tra tutti quelli scoperti, e perciò è stato classificato come la "forma transizionale" per risolvere il mistero dell'origine dei Digimon da parte degli studiosi e degli appassionati che studiano le radici dei mostri digitali. Per difendersi dagli intrusi, sputa dalla bocca delle bollicine molto acide. Digievolve in SaberLeomon (tramite mega digievoluzione) e Tokomon.

### Punimon
Punimon (プニモン?) è un piccolo Digimon Melma di colore rosso. Ha un corpo gelatinoso e soffice oltre che tre specie di corni sulla testa. Non è in grado di combattere, ma in compenso può produrre delle bolle acide e resistenti per intimidire i suoi avversari. Digievolve in Salamon e Tsunomon.

### Pupumon
Pupumon (ププモン?) è un Digimon Melma estremamente piccolo e dalla pelle chiara con due orecchie simili ad ali d'insetto, di colore blu. Ha un corpo leggero come una bolla e le sue ali sono molto sottili. I suoi occhi un po' grandi sono molto sensibili al movimento di ogni oggetto, e se qualcosa si muove lo nota immediatamente e si sposta subito, ma questo non significa che sia un codardo, e se qualcuno inizierà ad essere scortese con lui lo contrattaccherà. Se l'avversario si avvicina, sputa il Doku no Awa, ovvero delle bolle velenose, dalla sua bocca. Digievolve in Puroromon.

### Pururumon
Pururumon (プルルモン?) è un Digimon Melma molto piccolo con un becco ancora piuttosto turgido e molle. Ha due piccole ali che gli permettono di volare. Ha un corpo paffuto simile al silicone; cerca di fluttuare strisciando il suo corpo in avanti. Entrambe le sue piccole pinne sono inaspettatamente maneggevoli, ma nonostante ciò non è ancora in grado di volare. Poiché ama l'odore del Sole, nelle giornate di bel tempo giace disteso sul prato e annusa il profumo dell'erba, diventando di buon umore. Se finisce nei guai, fa fuoriuscire delle bolle acide coprendo l'avversario, quindi coglie l'opportunità di fuggire. Digievolve in Poromon.

### Pusumon
Pusumon (プスモン?) è un Digimon Melma il cui intero corpo è ricoperto da una morbida pelliccia simile al cotone; solo i peli gialli che sporgono dalla sua fronte sono abbastanza duri. Cresce accompagnato dal suo immancabile ciuccio, senza di esso diviene irrequieto e inizia a piangere forte e incessantemente se finisce per perderlo. È in grado di espandere il suo corpo facendo un respiro profondo e sparando l'aria inspirata insieme al suo ciuccio per intimidire l'avversario. Digievolve in Pusurimon.

### Puttimon
Puttimon (プットモン?, Puttomon, Putmon in Giappone) è un Digimon Angelo Piccolo. Ha un corpo morbidissimo e bianco, un ciuffo sulla fronte e due piccole ali dorate. Viene considerato il modello di base per tutti i futuri Digimon di tipo Angelo, tuttavia fa una scarsa distinzione tra il bene e il male e può essere parecchio malizioso. Se non altro, è famoso per provocare negli altri sensazioni piacevoli come l'euforia, la buona sorte ed altre. Anche se da neonato è raro che lo faccia, può volare abilmente nel cielo con le due ali che crescono dal dorso. Quando vola nel cielo, è in grado di mettere il suo avversario in uno stato d'animo di felicità con una misteriosa polvere chiamata "Angel Dust". Digievolve in Cupimon.

### Puwamon
Puwamon (プワモン?) è un Digimon Pulcino. Ha un piumaggio soffice, alternato ad una leggera peluria castana. Non è ancora molto bravo a volare e spesso soffre di vertigini. La sua vista è eccezionale e poiché riesce a rilevare una vasta gamma di Digimon, può reagire istantaneamente ai movimenti circostanti. Ha un carattere molto curioso e ha iniziato a guadagnare popolarità perché è tutto tranne che timido e riesce facilmente a creare dei legami con gli altri. Tuttavia non gli piace molto che qualcuno gli tocchi la sua coda, e se ciò accade con noncuranza, Puwamon attaccherà il malcapitato con delle piume accecanti (Fuwā Feather). Digievolve in Biyomon.

### Relemon
Relemon (レレモン?, Reremon) è un Digimon Melma. Ha una peluria gialla ed una coda sproporzionatamente grande rispetto al corpo. Si tratta di un misterioso Digimon che si dice sia nato solo nelle notti di Luna. Inoltre si sostiene che i Relemon nati specificamente nella notte di Luna piena ricevano il suo potere magico e, man mano che crescono, sono in grado di utilizzare abilità maggiori e più maestose degli altri Digimon. Poiché è un tipo notturno, appare raramente davanti alle persone e ha una personalità timida. Non è in grado di attaccare, ma può trasformarsi in qualsiasi cosa abbia le dimensioni simili a quelle del suo corpo per difendersi. Nonostante ciò è comunque possibile notarlo in quanto non può mai nascondere la coda. Digievolve in Viximon.

### Sakumon
Sakumon (サクモン?) è un piccolo Digimon Arma con una lama molto brillante che sporge dalla sua testa; il suo corpo è interamente dorato. Ha un carattere malizioso e si muove molto quando è sveglio, tuttavia non riesce a bilanciare bene il peso della sua testa, e perciò ogni tanto finisce per rotolare rendendosi involontariamente pericoloso a causa della sua lama tagliente, così i Digimon circostanti non appena lo vedono ruzzolare, iniziano a correre cercando di fuggire per evitare di farsi male. Digievolve in Sakuttomon.

### Tsubumon
Tsubumon (ツブモン?, Tsubumon, Tubumon in Giappone) è un Digimon Melma la cui caratteristica è un ciuffo esattamente dritto sopra al piccolo corpo sferico. Ha l'aspetto di un seme, sebbene non sia un Digimon legato alla specie vegetali. Non può volare, ma in compenso è in grado di muoversi sulla terra, sull'acqua e in qualsiasi altro tipo di territorio, saltellando e rimbalzando, e si dice che non ci sia luogo in cui Tsubumon non possa spostarsi. Tuttavia, per via del suo piccolo corpo, finisce per prendere il volo nelle giornate in cui il vento è forte, e per questo viene spesso scambiato per un Digimon di specie vegetale. Con la sua mossa caratteristica, San no Awa, ovvero delle bolle acide, allontana l'avversario. Digievolve in Upamon.

### YukimiBotamon
YukimiBotamon (ユキミボタモン?), noto anche come SnowBotamon, è un piccolo Digimon Melma che ama giocare nella neve. Il suo intero corpo è ricoperto da soffici peli bianchi che lo fanno sembrare una piccola palla dal colore candido e co le orecchiette tondeggianti. È considerata una specie di Botamon, ed è stata chiamata YukimiBotamon per il suo corpo bianco come la neve (difatti in giapponese, uno dei possibili significati di yuki è neve), ma i dettagli non sono chiaramente noti. È debole al calore e tende a preferire i luoghi ghiacciati come i monti innevati; il suo corpo è costantemente freddo. La sua tecnica di attacco consiste nell'espirare aria gelida, Sparabolle (Diamond Dust). Quando YukimiBotamon espira, l'umidità nell'aria si congela e cade mentre luccica brillantemente. Digievolve in Hiyarimon e Nyaromon.

### Yuramon
Yuramon (ユラモン?) è un Digimon Seme di livello primario con l'intero corpo ricoperto da una sostanza simile a dei peli bianchi, lunghi e morbidi. La sua pelle è viola ed è in grado di volare. Ha due lunghe antenne grinzose. Quando si schiude dal suo Digiuovo, cerca un ambiente adatto alla sua crescita e vaga leggermente nell'aria, come un seme di tarassaco. Se trova un luogo accogliente dove non ci saranno potenziali aggressori, si sistemerà al suolo e inizierà i preparativi per la digievoluzione. La sua capacità offensiva è praticamente nulla, quindi sputerà delle bolle per ostacolare il movimento dell'avversario, quindi coglierà l'occasione per scappare. Digievolve in Tanemon e Whamon (tramite mega digievoluzione).

### Zerimon
Zerimon (ゼリモン?) è un Digimon Melma di piccole dimensioni e gelatinoso, ha la pelle verde, un grande corno e una coda a tre punte. Si tratta di un Digimon estremamente raro, che nasce sempre in coppia con un Conomon nello stesso Digiuovo, sebbene non sia chiaro il motivo di questo particolare fenomeno. Rispetto a Conomon che ha tre corna e un carattere relativamente docile, Zerimon possiede un solo corno e ha una personalità estremamente energica. Inoltre, a differenza di altri Digimon Melma, Zerimon vanta di un corno solido e rigido. Come altri Digimon di livello primario, sputa bolle di acido per intimidire gli avversari. Digievolve in Gummymon.

### Zurumon
Zurumon (ズルモン?) è un piccolo Digimon Melma dal colore giallastro. Si tratta di un Digimon nato dalla fusione di un virus informatico malevolo e dalla negatività degli umani che abusano dei computer, è differisce dagli altri Digimon dello stesso livello per quanto riguarda il suo obiettivo. Manovra agilmente il suo corpo flessibile e si muove come se strisciasse sul terreno. Poiché la sostanza che compone il suo corpo è una potente tossina e sputa delle bolle molto velenose dalla sua bocca, anche i Digimon di grandi dimensioni non si avvicineranno ad esso.

## Primo stadio
Il primo stadio (幼年期 II?, Yōnen-ki II, lett. "Neonato II") è il termine usato che si riferisce al secondo stadio dell'evoluzione dei Digimon.
Sono leggermente più forti e maggiormente sviluppati dei Digimon appena nati e di solito gli crescono degli arti di qualche tipo per iniziare a svolgere dei movimenti più articolati rispetto alle loro forme precedenti, più simili a delle melme. La maggior parte di loro attacca usando delle bolle o qualche altra tecnica leggermente offensiva. Si evolvono piuttosto rapidamente al livello intermedio.
Alcuni Digimon di livello primo stadio a volte hanno solo una forma in cui evolversi, cosa che di solito accade quando vengono creati per essere la forma antecedente ai Digimon creati appositamente per l'anime. Per lo più, hanno evoluzioni ramificate che possono variare da due a sei opzioni con la maggior parte dei primo stadio che si ramifica in forme di tipo virus, dati e vaccino. Alcuni Digimon saltano questa fase, così come alcuni di livello primario che si schiudono direttamente nella fase intermedio dal Digiuovo.
I Digimon di livello primo stadio, come quelli di livello primario, non appaiono nel gioco di carte, fatta esclusione nelle illustrazioni minori presenti sulle carte opzionali. Tuttavia vi sono delle eccezioni, come ad esempio Calumon, che ha diverse carte dedicate, sebbene queste siano pensate per essere giocate come carte opzionali che inducono l'evoluzione piuttosto che la loro fruizione in battaglia.
In alcuni media come i videogiochi della serie Digimon Story, non viene fatta alcuna distinzione tra livello primario e livello primo stadio.

### Algomon (primo stadio)
Algomon (アルゴモン?, Arugomon), talvolta chiamato Argomon, è la forma in cui cresce un Algomon di livello primario; come quest'ultimo è un Digimon Mutante. Si può facilmente trovare in luoghi in cui si verificano perdite di dati ad alta capacità e consuma quest'ultimi attraverso la bocca sul lato inferiore per nutrirsi. Quando un nemico si avvicina, sputa delle San no awa, ovvero delle bolle acide, dal suo volto simile ad un gigantesco occhio. Digievolve da Algomon di livello primario e digievolve in Algomon (intermedio).

### Arcadiamon (primo stadio)
Arcadiamon (アルカディモン幼年期?, Arukadimon yōnen-ki, Arkadimon (primo stadio) in Giappone), chiamato Arkadimon in Digimon Adventure V-Tamer 01, è un Digimon Bestia Affascinante maledetto creato artificialmente sulla base dei dati di vari Digimon. Poiché questi dettagli sono sconosciuti, è attualmente oggetto di indagine. Digievolve in Arcadiamon (intermedio).

### Babydmon
Babydmon (ベビドモン?, Bebidomon) è un Digimon Drago Piccolo, il cui aspetto ricorda quello di un rettile. Ha una coda fatta di fumo e due piccole ali, che gli consentono di librarsi a mezz'aria. Sebbene questo Digimon sia stato scoperto solo di recente, è stato chiarito attraverso l'analisi dei dati che contiene un codice di programma specifico che è correlato alle antiche specie di Digimon da tempo perdute. Babydmon è feroce nonostante le sue piccole dimensioni e chiunque faccia movimenti incuranti davanti ad esso verrà colpito dal gas ad alta temperatura formato all'interno del suo corpo (Hot Gas). Oltre al calore, Hot Gas è anche composto da sostanze nocive, quindi i malcapitati faranno meglio a lavarsi prontamente gli occhi se non vogliono danneggiare la loro vista. Digievolve da Petitmon e digievolve in Dracmon.

### Bibimon
Bibimon (ビビモン?) è un Digimon Minore che si regge su quattro zampe. Il suo corpo è quasi interamente giallo tranne per una striscia verde somigliante ad una V ereditata dalla sua precedente forma Dokimon. Ha alcuni ciuffi e il suo tratto distintivo è il simbolo di un fulmine sopra la sua testa. È un Digimon che non conosce cosa sia la compostezza e si muove sempre in modo malizioso. Tuttavia, poiché non è ancora abituato a camminare con quattro zampe, molto spesso perde l'equilibrio nel mezzo della corsa e si ribalta. Quando si tratta di combattere, usa il suo Minimal Flash, un placcaggio intriso di elettricità statica, per combattere coraggiosamente contro il nemico, anche se è solamente di livello primo stadio. Digievolve da Dokimon e digievolve in Pulsemon.

### Budmon
Budmon (バドモン?, Badomon) è un Digimon Pianta della foresta. Molto piccolo, le sue spine viola contengono uno strano veleno. È nato dalla combinazione di varie piante velenose e ha la forma di un bocciolo in fiore. Solitamente, si sposa nell'aria facendosi trasportare dalla sua foglia e non attacca mai finché non c'è alcun rischio. La sua mossa speciale è il suo Dokutogetoge, ovvero un attacco che lo vede usare le spine velenose del suo corpo per ferire l'avversario, rendendolo di conseguenza molto pericoloso. Se si arrabbia, può anche sparare delle spine sempre piene di veleno. Digievolve in Lalamon e Woodmon (tramite mega digievoluzione).

### Bukamon
Bukamon (プカモン?, Pukamon, Pukamon in Giappone) è un Digimon Minore che nonostante abbia l'aspetto simile a quello di un dinosauro acquatica, in realtà è un divertente Digimon che vanta di movimenti intelligenti simili a quelli di un cavalluccio marino. La personalità amichevole che aveva quando era Pichimon è completamente svanita e fugge rapidamente se gli altri si avvicinano. La sua pelle esterna non può ancora sopportare la pressione dell'acqua e la bassa temperatura del mare profondo, quindi il suo periodo di tempo in cui può immergersi non è molto lungo. Digievolve da Pichimon e digievolve in Gomamon.

### Calumon
Calumon (クルモン?, Kurumon, Culumon in Giappone) è un Digimon Bestia Sacra; in origine era l'entità responsabile dell'evoluzione di Digimon chiamata Digi-Entelechia (o talvolta Digicatalizzatore) ma è stata trasformata nella forma di Digimon dal potere dei DigiGnomi. Inoltre è un Digimon enigmatico, completamente avvolto nel mistero. Ama giocare molto e ovunque ci sarà qualcosa di divertente da fare, si presenterà sul luogo il prima possibile. D'altro canto, svanisce altrettanto velocemente all'improvviso. Gli piace giocare con Guilmon e i suoi amici, ma quello che fa Calumon di solito non è ben noto. Il suo modo di parlare include inserire la parola "calu" (kuru nella versione originale) alla fine di ogni frase. Nonostante sia un Digimon di livello primo stadio nella maggior parte dei media, viene considerato di livello intermedio nel gioco di carte e in Digimon Tamers.

### Chapmon
Chapmon (チャップモン?, Chappumon) è un piccolo Digimon Minore che vive solamente nelle acque dolci più calme e limpide (come stagni, laghetti poco profondi e i fiumiciattoli meno impetuosi). Ha il corpo di un anatroccolo, ma ha anche caratteristiche da tartaruga. Dato che la sua presenza è limitata solamente ad alcune zone di Digiworld, è abbastanza raro trovare degli esemplari di questo categoria. Trascorre la maggior parte della giornata sulla superficie dell'acqua e quando dorme, lo fa solo con la faccia che sporge dalla superficie. Ha la sensibilità per rilevare l'avvicinamento degli avversari solo da piccoli movimenti della superficie dell'acqua e scapperà in punto sicuro prima di essere trovato. Anche quando viene scoperto, sputa la sua Foam Shower, ovvero una doccia di schiuma, dalla bocca per confondere l'avversario con le bolle, dopodiché fugge. Digievolve in Kamemon.

### Chicchimon
Chicchimon (チッチモン?, Chitchimon, Chitchimon in Giappone) è un Digimon che si presenta come un pulcino, ed è ancora debole fisicamente e non adatto per una lotta vera e propria. Digievolve in Hyokomon.

### Cupimon
Cupimon (キュピモン?, Kyupimon) è un Digimon Angelo Piccolo molto fragile ed elegante. Timido e silenzioso, balla alla luce della Luna con i suoi simili. Ama la benevolenza e gli piace rendere tutti felici, contrariamente a quando era un Puttimon. In particolare, è indicato come l'"Angelo della Carità", ed è specializzato nel provocare sentimenti di amore in ogni persona. Vola sempre nei cieli di Digiworld, diffondendo amore a tutti, facendoli poi sentire felici. Si dice che anche un Digimon più adulto con un grande spirito combattivo cesserà di combattere una volta che incontra Cupimon. La sua mossa speciale genera un anello di luce dalla protuberanza sulla sua testa e lo lancia contro l'avversario (Angel Ring). Digievolve da Puttimon.

### DemiMeramon
DemiMeramon (プチメラモン?, PuchiMeramon, PetiMeramon in Giappone) è un Digimon Fiamma simile a una piccola palla di fuoco. Si è evoluto da Mokumon, il suo intero corpo è costantemente in fiamme a causa del fatto che il suo Digicore brucia ferocemente e non è in grado di spegnersi nonostante le ridotte dimensioni di esso. Ha un temperamento selvaggio nonostante sia ancora piccolo, ma non è in grado di combattere al meglio nonostante la sua personalità aggressiva poiché il suo potere offensivo è ancora troppo basso. Inoltre, è estremamente debole all'acqua e ai Digimon di tipo Neve-Ghiaccio, quindi fuggirà nel momento in cui li incontra. Non è stata ancora scoperta la relazione che c'è tra DemiMeramon e Meramon in quanto la questione è ancora da chiarire. Sputa piccoli colpi di fiamma dalla sua bocca per attaccare l'avversario, ma queste fiammelle non sono molto potenti. Nonostante sia un Digimon di livello primo stadio nella maggior parte dei media, viene considerato di livello primario in Digimon World e di livello intermedio in Digimon Masters. Digievolve da Mokumon e digievolve in Candlemon e Meramon.

### DemiVeemon
DemiVeemon (チビモン?, Chibimon, Chibimon in Giappone) è un Digimon Drago Piccolo molto simile a Chibomon e Veemon nel carattere e nell'aspetto fisico, ha le sembianze di un draghetto affettuoso e giocherellone. Possiede un corpo con degli arti, caratteristica piuttosto insolita per un Digimon di livello primo stadio, quindi è in grado afferrare oggetti con entrambe le sue piccole mani e muoversi saltellando con entrambi i piedi. Essendo molto vorace, predilige soprattutto i cibi dolci. Inoltre, siccome ama dormire, se il suo domatore gli toglie gli occhi di dosso, si addormenta immediatamente. Con la sua mossa speciale mentre salta colpisce l'avversario (Hop Attack). Digievolve da Chibomon e digievolve in Veemon.

### Dorimon
Dorimon (ドリモン?) è un Digimon Minore di colore viola. Si comporta come un adulto, sebbene sia ancora un cucciolo. È in grado di correre molto velocemente se affronta percorsi dove la strada è un rettilineo. Spesso si comporta in maniera selvaggia poiché odia qualsiasi tentativo di essere addomesticato, di conseguenza si rivela pericoloso in quanto inizierà a caricare incautamente con tutto il suo corpo e finirà per eseguire un attacco di speronamento se si tenterà un qualsiasi approccio. Rispetto a quando era un Dodomon, le sue orecchie sono diventate affilate e dure, e poiché fungono anche da corna, i suoi attacchi di speronamento subiscono alcuni piccoli danni, anche se non può girare quando va a velocità elevate. La sua mossa speciale consiste nel sputare una perla di ferro dalla bocca mentre carica l'avversario (Metal Drop). Digievolve da Dodomon e digievolve in Dorumon.

### Frimon
Frimon (フリモン?, Furimon) è un Digimon Minore che possiede un volant sul collo. La sua balza è ricavata da una parte indurita dei suoi peli e sfrutta quest'ultima per coprire il proprio corpo quando un pericolo imminente si avvicina rivelandosi una sorta di "armatura" molto resistente. Poiché è un essere estremamente curioso, ha l'abitudine di interagire con tutto ciò che si muove attorno a lui e utilizza la lunga coda, chiamata Shippo Binta, per saltellare e muoversi. Quest'ultima si rivela essere anche un mezzo di divertimento è perciò è abbastanza semplice trovarlo mentre sta girando su se stesso mentre cerca di prendere la propria coda; inoltre viene utilizzata anche come arma di difesa, dove aumenta la forza centrifuga dei suoi movimenti, rivelandosi letale a tal punto da far svenire gli altri Digimon di primo stadio nelle vicinanze che vengono colpiti. Digievolve da Popomon e digievolve in Agumon (Anticorpo X), Kumamon, KoKabuterimon, Liollmon, Otamamon, Patamon e Biyomon.

### Gigimon
Gigimon (ギギモン?) è un Digimon Minore dalla pelle vermiglia e squamosa. Ha striature e fasce nere su tutto il corpo, e delle orecchie caratteristiche. Ha quattro zampe e presenta diverse somiglianze con la sua precedente forma Jyarimon. Le sue caratteristiche fisiche assomigliano a quelle di Tokomon e ha delle forti zanne che stanno ancora crescendo all'interno della sua bocca. Tuttavia, a differenza di Tokomon, che si evolve nella specie Mammifero, Gigimon diventa di specie Drago, ha un carattere duro ed è feroce nonostante le piccole dimensioni. Non sono pochi i Digimon più grandi che sono stati ingannati dal suo aspetto e hanno finito per subire un suo contrattacco. La sua mossa speciale gli consente di colpire l'avversario mordendolo (Hot Bite). La sua temperatura corporea è molto calda, proprio come Jyarimon, e si dice che sia in grado di bruciare le cose che sono state morse. Digievolve da Jyarimon e digievolve in Guilmon.

### Gummymon
Gummymon (グミモン?, Gumimon) è un Digimon Minore molliccio e verde, dotato di un corno sulla fronte. Ha ereditato il suo carattere estremamente energico dalla sua precedente forma, Zerimon, e difatti è sia allegro che vivace. Sebbene stia ancora crescendo, il suo corpo è ancora soffice in quanto il tessuto di cui è composto è ancora instabile, d'altro canto il corno che ha in fronte si è indurito e con questo riesce a intimidire l'avversario con delle botte in testa. Il suo più grande cambiamento rispetto a Zerimon è che gli sono cresciute delle orecchie sporgenti. La sua mossa speciale è sputare molte bolle (Double Bobble). Digievolve da Zerimon e digievolve in Terriermon.

### Hiyarimon
Hiyarimon (ヒヤリモン?) è un Digimon Minore che ha l'aspetto di un piccolo drago. Digievolve da YukimiBotamon e digievolve in Blucomon.

### Hopmon
Hopmon (ホップモン?, Hoppumon) è un Digimon Melma. Il suo intero corpo è ricoperto di scaglie abbastanza piccole da essere invisibili ad occhio nudo, ed è più robusto di quanto sembri. Ha superato la sua personalità timida e ha un senso di giustizia in erba e disprezza i corrotti anche in giovane età. La sua mossa caratteristica è rimbalzare come una super palla e colpire con la parte posteriore, quest'ultimo attacco si chiama Hop Hip. Digievolve da Ketomon e digievolve in Monodramon.

### Kakkinmon
Kakkinmon (カッキンモン?) è un Digimon Armatura il cui cappello è diventato uno scudo di rame, mentre la sua personalità è divenuta ancora più dura. È meno vigile di quando era Cotsucomon in quanto il suo equipaggiamento è diventato più resistente, il che gli ha permesso di adottare una personalità impavida e avventata. Tuttavia, poiché il suo scudo è ancora fatto solo di rame, se diventa troppo aggressivo finisce per mettersi nei guai rischiando di venir facilmente ferito dai Digimon più forti e in grado di scalfire il suo scudo. La sua mossa speciale è Kankan la quale colpisce l'avversario con gli angoli acuti del suo scudo. Digievolve da Cotsucomon e digievolve in Ludomon.

### KoDokugumon
KoDokugumon (コドクグモン?) è un Digimon Insetto di primo stadio nonché figlio di Dokugumon. I KoDokugumon vivono in gruppi di innumerevoli esemplari che attaccano gli intrusi. Anche se fa parte dei Digimon di primo stadio, ha un grande potere d'attacco. Nonostante sia un Digimon di livello primo stadio nella maggior parte dei media, viene considerato di livello intermedio in Digimon New Century. Digievolve in Dokugumon.

### Kapurimon
Kapurimon (カプリモン?, Kapurimon, Caprimon in Giappone) è un piccolo Digimon Minore che indossa un elmetto metallico. Attaccate al suo casco vi sono due corna che al loro interno contengono delle particolari antenne in grado di ricevere qualsiasi onda radio o suono in lontananza. Kapurimon ha alcune somiglianze con i pipistrelli in quanto la sua vista è debole ed è in grado di produrre onde ultrasoniche dalla bocca, gli permettono di riconoscere facilmente gli oggetti davanti a sé quando una di queste onde rimbalza. Grazie a queste sue caratteristiche è in grado di agire indipendentemente dal giorno o dalla notte. La sua tecnica genera una risonanza tre le sue due corna chiamata Howling Hertz e se va a segno anche un Digimon di grandi dimensioni può finire completamente paralizzato per diverso tempo. Digievolve da MetalKoromon, Mokumon e Zurumon e digievolve in Armadillomon, Gotsumon, Hagurumon, Impmon, Kokuwamon, Kotemon, Pawn Chessmon (Black), Phascomon e ToyAgumon.

### Kokomon
Kokomon (チョコモン?, Chokomon, Chocomon in Giappone) è un Digimon Minore molliccio e marrone, dotato di tre corna sulla fronte. Le personalità del robusto Gummymon e del docile Kokomon sono opposte, ma vanno molto d'accordo e agiscono sempre all'unisono. Vivono costantemente l'uno con l'altro, e se i due si separano anche solo temporaneamente, Kokomon si indebolirà a causa della troppa solitudine. La sua mossa speciale gli consente di sputare molte bolle (Double Bobble). Digievolve da Conomon e digievolve in Lopmon.

### Koromon
Koromon (コロモン?) è un Digimon Minore; il suo corpo è una palla rosa con due occhi rossi e due lunghe orecchie. Rispetto alle sue forme precedenti, ha perso la peluria che lo ricopriva e le sue dimensioni sono maggiori rispetto al passato. Sebbene sia in grado di muoversi più attivamente, non è ancora in grado di combattere. Può produrre delle bolle dalla bocca per intimidire gli avversari. Digievolve da Botamon e digievolve in Agumon, Agumon (2006) (con o senza digievoluzione Burst) e Agumon (Black).

### KoZenimon
KoZenimon (コゼニモン?) è un piccolo Digimon Mutante a forma di moneta da 1 yen che risiede nel baule di Ganemon. È sempre pieno di allegria e il suo punto di forza è la sua capacità di rimanere ottimista anche durante i periodi di recessione. Svolge allegramente il suo compito di raccogliere denaro come ordinato da Ganemon, e tiene sempre fede al motto "Anche 1 yen, una volta accumulato, può diventare 1 milione di yen". Kozenimon spesso agisce in gruppo, il che si riflette nelle sue mosse speciali come Icchi Dan Ketsu, dove attaccano simultaneamente in gran numero, e ¥ UE-N, dove tutti i Kozenimon che sono stati presi in giro da un nemico iniziano a piangere insieme, creando un'onda d'urto. Fu uno dei vincitori di un concorso dedicato ai Digimon originali dedicato a Digimon Fusion Battles tenutosi nel 2011.

### Kyaromon
Kyaromon (キャロモン?) è un Digimon Minore con una lunga coda vistosa. Poiché è molto curioso, si interessa a qualsiasi cosa trova sul suo cammino e ha l'abitudine di correre verso qualunque cosa abbia suscitato il suo interesse. L'interno del suo corpo è per lo più vuoto, e poiché è elastico come una palla di gomma, il suo Shippo Swing, in cui mette la sua forza nella coda e colpisce, sembra avere la forza di spazzare via anche un Digimon di livello intermedio.

### Kyokyomon
Kyokyomon (キョキョモン?) è un Digimon Minore il cui corpo è cresciuto e si è allungato. Se si arrabbia, può allungarsi fino a quasi nove volte la sua lunghezza normale per attaccare l'avversario, ma poiché si estende solo in avanti, l'avversario di solito lo evita completamente. Ha un corpo leggero come Fufumon e galleggia leggermente nell'aria, ma è in grado di muoversi in modo relativamente agile remando nell'aria con le zampe. La sua mossa speciale è Metal Straw, che gli permette di allungare il proprio corpo e poi sparare una punta di ferro dalla sua bocca. Digievolve da Fufumon e digievolve in Ryudamon.

### Medal
Medal (メダル?, Medaru) è un personaggio proveniente da Medarot inserito nel franchise Digimon come pesce d'aprile. Si tratta di un piccolo oggetto esagonale simile a una moneta che contiene un'intelligenza artificiale. Il Medal funziona come il "cervello" di un Medarot, diventando attiva quando viene collocata all'interno di un Tinpet o Medarotch. Digievolve da Fuukashita Medal e digievolve in Tinpet.

### Meicoomon (primo stadio)
Meicoomon (メイクーモン?, Meikūmon) è la forma primo stadio di Meicoomon e assomiglia molto esteticamente a Nyaromon tranne che per i colori. Ha un corpo sferico di color arancione chiaro e una coda simile a quella di una tigre. Digievolve in Meicoomon di livello intermedio.

### Minomon
Minomon (ミノモン?) è un Digimon Larva dal fragile corpo verde, in compenso è protetto da un guscio spinoso e resistente. Nelle giornata di bel tempo, oppure semplicemente quando è di buon umore, sporge la faccia dal guscio e mostra la sua espressione vegetativa. Si arrampica in luoghi elevati facendo uso della piccola edera che ha sulla testa e si muove aggrappandosi ad un Digimon più grande, invece se si trova su una breve distanza, è anche in grado di muoversi fluttuando nell'aria. A causa della sua natura vegetativa, non riesce a mostrare facilmente le sue emozioni sul suo viso. Inoltre, dato che vive costantemente in solitudine, che si potrebbe definire la sua "specialità", ha la forza d'animo interiore di non scoraggiarsi mai anche quando si preoccupa e si agita. La sua mossa speciale lo vede lanciare una sostanza dura a forma di pigna (Pinecone). Digievolve da Leafmon e digievolve in Wormmon.

### Missimon
Missimon (ミサイモン?, Misaimon) è un Digimon Macchina con una maschera d'acciaio e due occhi rossi, alle estremità della maschera ha due corna nere il suo corpo assomiglia vagamente a quello di un insetto con la base di un missile. Nel momento in cui si evolve in Missimon, il suo missile viene acceso e lo fa volare senza sosta finché non passa allo stadio successivo. Sebbene sia in grado di regolare la sua velocità di volo in una certa misura, non è in grado di fermarsi poiché cadrà se non mantiene una velocità di volo sufficiente. Può utilizzare questa velocità per eseguire una forte spinta con tutto il suo corpo (Missile Crash), sfoggiando un grande potere distruttivo, ma questo attacco non colpisce quasi mai il suo bersaglio a causa del suo scarso controllo.

### Monimon
Monimon (モニモン?) è un Digimon Braun, ninja di basso rango che opera sempre in gruppo. Anche se lavora in squadra, ciascuno dei membri opera in solitaria non troppo lontano dagli altri mentre questi rimane nascosto sotto la vegetazione o all'ombra di una roccia. Le sue emozioni tendono a proiettarsi sul suo viso, ovvero un monitor, sotto forma di emoticon. Un'altra caratteristica legata al suo viso monitor è che quest'ultimo proietta i suoi sogni quando dorme, rendendoli visibili a tutti, lasciando Monimon decisamente imbarazzato. Le sue mosse speciali sono saltare sull'avversario in gruppo (Rappa), sparare con una pistola ad acqua dalla sua bocca (Suppa) e fuggire istantaneamente ad alta velocità (Toppa). Nonostante sia un Digimon di livello primo stadio nella maggior parte dei media, viene considerato senza livello in Digimon Collectors.

### Moonmon
Moonmon (ムンモン?, Munmon) è un Digimon con un corpo trasparente come una goccia d'acqua e le guance leggermente arrossate. Ha un cuore puro. Viene facilmente influenzato dalla personalità del Domatore che lo alleva. Digievolve in Lunamon.

### Motimon
Motimon (モチモン?, Mochimon, Mochimon in Giappone) è un Digimon Minore caratterizzato da una pelle rosa ed elastica. Il suo corpo è morbido e nella parte inferiore di esso sono presenti delle protuberanze che usa per camminare. Il suo nome giapponese, Mochimon, spiega la sua caratteristica principale di gonfiarsi quando si agita, facendolo sembrare un mochi. Vanta di un grande intelletto che non può nemmeno essere immaginato dal suo aspetto, tra gli studiosi del settore si ipotizza che la sua origine derivi da una caratteristica di qualche dizionario di un computer. Comprende la lingua degli esseri umani e talvolta lo si vede deformare liberamente il proprio corpo come se cercasse di intercettare delle comunicazioni. Produce bolle simili al mochi per limitare i movimenti dell'avversario. Digievolve da Pabumon e digievolve in MetalGreymon (Virus) (tramite mega digievoluzione) e Tentomon.

### Nyaromon
Nyaromon (ニャロモン?) è un Digimon Minore dall'arruffata pelliccia gialla e viola con diverse caratteristiche tipiche dei gatti. Ha un carattere capriccioso, frivolo e molto curioso ma ha anche un lato solitario. La sua mossa speciale è gonfiare la lunga coda, formare dei ciuffi simili a dei fili e poi frustare i Digimon cattivi con lui (Fox Tail). Tuttavia non è mai stato osservato un avversario indietreggiare di fronte a questo attacco. Digievolve da YukimiBotamon e digievolve in Ophanimon: Falldown Mode (tramite mega digievoluzione) e Salamon.

### Pagumon
Pagumon (パグモン?) è un Digimon Minore dal corpo grigio e di piccole dimensioni in grado di volare a bassa quota utilizzando quelle che sembrano due orecchie che crescono dalla sua testa. È in grado di muoverle abilmente e usarle come mani, eseguendo gesti come muovere le palpebre, tirare fuori la lingua o schiaffeggiandosi la schiena sul retro per deridere l'avversario. Ama fare gli scherzi ed è prepotente con Digimon come Koromon o Tsunomon inseguendoli in giro. A volte, fa il prepotente anche con gli altri sputando le Doku no Awa, ovvero delle bolle velenose, dalla sua bocca. Digievolve in Antylomon (Deva) (tramite mega digievoluzione), Gazimon, Gizamon e Raremon.

### Pickmon
Pickmon (ピックモン?, Pikkumon) è uno dei Digimon Minori arruolati nel corpo degli Starmon, dove costituiscono la maggior parte dei membri. Gli Starmon sono composti da un corpo di diversi Pickmon con uno Starmon posizionato come cuore. C'è una rigida gerarchia nel corpo e la disobbedienza non è consentita, in quanto devono avere un'obbedienza assoluta al loro superiore. Per questo motivo, ci sono sempre più Pickmon che hanno rinunciato a metà strada di diventare uno Starmon, e quando ciò succede questi se ne vanno e tornano a casa. Tuttavia i Pickmon che lavorano sodo e resistono, mirano all'indipendenza e si distinguono dalla massa riuscendo a essere promossi a maggiore e diventando uno Starmon. Digievolve da Chibickmon e digievolve in Starmon. È in grado anche di diventare una Chibick Sword (con Chibickmon) e una fionda. Nonostante sia un Digimon di livello primo stadio nella maggior parte dei media, viene considerato senza livello in Digimon Collectors.

### Pinamon
Pinamon (ピナモン?) è un Digimon Pulcino che corre sempre in maniera irrequieta, non sta mai fermo tranne quando è annoiato oppure dorme. Le sue emozioni non vengono mostrate sul suo volto, ma vengono espresse dal modo in cui corre, quindi è un Digimon con il quale stabilire un legame si rivela molto difficile. Pinamon odia quando qualcuno cerca di toccare le sue due code, proprio come Puwamon, e quando qualcuno ci riesce riceve una piccola scarica elettrica chiamata Piripiri Spark, generata dalle code.

### Poromon
Poromon (ポロモン?) è un Digimon Uccello Piccolo volatile dal piumaggio rosa e soffice. Si è evoluto direttamente da Pururumon e ora è in grado di librarsi a bassa quota, sebbene a malapena. Ha delle piccole piume che crescono strettamente imballate sul suo corpo e insolitamente per un Digimon di livello primo stadio, ha le ali. La sua caratteristica più affascinante è l'ornamento di piume attaccato alla sua testa, di cui va molto fiero. È un tipo fondamentalmente ordinato che gli piace mettersi in mostra e sfoggiare la sua bellezza, tuttavia siccome non può voltare il collo anche quando vuole solamente pulirsi, si affida ai suoi compagni per farlo. La sua mossa caratterista è Pororo Breeze che gli consente di sbattere le ali per sollevare una nuvola di sabbia, quindi coglie l'opportunità di fuggire quando l'avversario sussulta. Digievolve da Pururumon e digievolve in Hawkmon.

### Puroromon
Puroromon (プロロモン?) è un Digimon Larva che vola grazie alle sue tre paia di ali. Non è ancora forte, ma comunque è difficile da catturare per via del suo volo casuale, che sorprendentemente infastidisce completamente l'avversario. La sua mossa speciale consiste nell'iniettare una piccola quantità di veleno con il piccolo pungiglione sulla groppa, tale mossa prende il nome di Chikkuritto.

### Pusurimon
Pusurimon (プスリモン?) è un Digimon Minore quadrupede con spine gialle che crescono dal dorso. Corre sempre energicamente, anche se a volte sembrerà fermarsi quando in realtà si è appena addormentato sul posto. La sua mossa caratteristica è utilizzare la pelliccia del proprio corpo facendola indurire, per poi raggomitolarsi in una palla ed eseguire un salto durante la rotazione (Chikuchiku Rolling). Digievolve da Pusumon e digievolve in Herissmon.

### Sakuttomon
Sakuttomon (サクットモン?) è un Digimon Arma evolutosi da Sakumon e ora ha due lame. Il suo equilibrio è stato finalmente stabilizzato dalle lame ora posizionate rispettivamente alla sua sinistra e alla sua destra, oltre all'aggiunta dei suoi piedini. Anche se ha smesso di rotolare ed è diventato più attivo, finisce talvolta per rimanere incastrato in un soffitto o in un muro, rimanendo incapace di muoversi senza l'aiuto altrui. Digievolve da Sakumon e digievolve in Zubamon.

### Sunmon
Sunmon (サンモン?, Sanmon) è un Digimon con il corpo simile alla forma del Sole e la sua testa ha una piccola fiamma. Ha una personalità brillante e galleggia nell'aria.

### Tanemon
Tanemon (タネモン?) è un Digimon Minore. Digimon Bulbo, ha una particolare erba che assomiglia a un germoglio di pianta e che germoglia dalla sua testa. È uno Yuramon che vagava alla ricerca di un ambiente ottimale, che poi si è deposto al suolo e si è evoluto. Dato che è estremamente timido, se percepisce la presenza di un intruso, si rintanerà con i quattro i piedi alla base del suo corpo e seppellirà completamente una parte dello stesso nel terreno. Una volta che è completamente nascosto nel sottosuolo, l'erba che cresce dalla sua testa assume il camuffamento di una pianta, permettendole di difendere il suo corpo dagli intrusi. Tuttavia, questo suo occultamento è inefficace contro i Digimon erbivori. Digievolve da Yuramon e digievolve in Palmon.

### Tokomon
Tokomon (トコモン?) è un Digimon Minore con due sporgenze poste sulla propria testa che fungono da ali. È uno dei pochi e rari Digimon di livello primo stadio a possedere delle gambe e ha un aspetto molto carino e dolce. Se si sente in pericolo attaccherà il proprio aggressore mediante la sua grande bocca e lo morderà con le lunghe zanne al suo interno. Nonostante ciò ha una personalità molto innocente e non porta rancore nei confronti del prossimo. Digievolve da Poyomon e digievolve in MagnaAngemon (tramite mega digievoluzione), Patamon e Tokomon (Anticorpo X) (con l'Anticorpo X).

### Tokomon (Anticorpo X)
Tokomon (Anticorpo X) (トコモン（X抗体）?, Tokomon (X-Kōtai)) è un Digimon Minore; si tratta di un Tokomon che ha subito gli effetti dell'Anticorpo X sul suo Digicore e rappresenta una vera e propria rarità che un Digimon di questo livello sia stato sottoposto a questo particolare tipo di vaccino e perciò viene spesso preso di mira dagli altri Digimon. Tuttavia è diventato molto coraggioso e non si fa scoraggiare da nessuno, riesce a superare le numerose difficoltà e i pericoli sfruttando la sua bassa statura e la maggiore agilità. La sua tecnica è il Tokotoko Dive che può essere scagliata dopo aver raccolto tutte le forze in corpo e che gli permette di far cadere anche Digimon di grandi dimensioni, e quindi catturare Tokomon si rivela un'impresa tutt'altro che facile. Digievolve da Tokomon (tramite l'Anticorpo X).

### Torikaramon
Torikaramon (とりからボールモン?, TorikaraBōrumon, TorikaraBallmon in Giappone) è un Digimon Cibo nato dai dati delle ricette dei cibi fritti. Poiché vola mentre emana un delizioso odore persistente, sembra che se Torikaramon è nelle vicinanze, gli altri Digimon comincino a sentirsi più affamati di prima. Quando viene inseguito dai Digimon affamati, li abbatte soffiando Shokubutsusei no Awa, ovvero delle bolle vegetali, dalla sua bocca e fila via, lasciando dietro di sé solamente il suo profumo invitante mentre ostacola il movimento dei suoi avversari. Questa specie ha compiuto il suo debutto in Digimon Frontier dove sono apparsi sei fratelli che collaborano al salvataggio del padre Burgermon. Nonostante sia un Digimon di livello primo stadio nella maggior parte dei media, viene considerato di livello primario nel gioco di carte. Digievolve in Burgermon.

### Tsumemon
Tsumemon (ツメモン?) è un Digimon non identificato di primo stadio che si è evoluto ulteriormente da Kuramon. Le punte dei suoi tentacoli sono diventate a forma di artiglio e anche la sua ferocia è aumentata. Consuma i dati a una velocità spaventosa, facendo andare in tilt la rete Internet. La sua evoluzione ha portato anche ad un incremento esponenziale della sua velocità di movimento che lo ha reso ancora più difficile da catturare. La sua mossa speciale è Nail Scratch che gli permette di tagliare nemici e oggetti con gli artigli posti sui suoi tentacoli. Digievolve da Kuramon e digievolve in Keramon.

### Tsunomon
Tsunomon (ツノモン?, Tsunomon, Tunomon in Giappone) è un Digimon Minore che ha indurito uno dei corni che ha sulla sua testa, derivato dalla sua forma precedente di quando era Punimon. Inoltre ha compiuto un'evoluzione più simile ad un Digimon con le sembianze di un animale e difatti ora è ricoperto di peli. È ancora al culmine della giocosità e ama fare gli scherzi, il suo istinto combattivo non si è ancora risvegliato. Digievolve da Punimon e digievolve in Elecmon, Gabumon e Gabumon (Black).

### Upamon
Upamon (ウパモン?) è un Digimon Anfibio con delle orecchie simili a branchie che crescono da entrambi i lati della testa. Sebbene sia in grado di vivere sia sulla terra ferma che sott'acqua, sembra che sia piuttosto portato alla vita sul terreno. Ha una personalità spensierata e per questo è frequentemente vittima di bullismo da parte degli altri Digimon. Tuttavia, ci sono delle occasioni in cui scambia questi comportamenti con dei giochi, e perciò si diverte comunque. La sua mossa speciale gli consente di provocare un urlo ultrasonico, facendo sussultare l'avversario (Shock Shout). Digievolve da Tsubumon e digievolve in Armadillomon.

### Vitium Baby
Vitium Baby (ヴィティウム幼年期?, Vitiumu yōnenki) è una misteriosa creatura con una struttura diversa dai normali Digimon. È in grado di emergere dalle distorsioni dimensionali che si verificano in varie parti di Digiworld ma non è noto come faccia esattamente. Appare solamente in Digimon World Re:Digitize e nel remake Digimon World Re:Digitize Decode. Digievolve in Vitium Adult.

### Viximon
Viximon (ポコモン?, Pokomon, Pokomon in Giappone) è un Digimon Minore dalla soffice pelliccia gialla che ama trascorrere attivamente le ore notturne. È l'evoluzione diretta di Relemon. Si dice che toccando la sua morbidissima coda si cada vittime di una maledizione. Siccome agisce solo di sera e nelle notti di Luna, si dice che la sua esistenza sia vicina a un'illusione. Per questo motivo, conferisce una sorta di status tra i domatori allevare un Viximon. Diventerà un Digimon estremamente incoraggiante a seconda di come verrà allevato. Fa di tutto per evitare di essere al centro dell'attenzione, e sebbene sia difficile catturare Viximon, dato che nonostante il suo aspetto è veloce, si presenterà senza pensare se si espone il suo cibo preferito, ovvero il tofu fritto. La sua mossa speciale è trasformarsi in una pietra che emette un gas tossico (Sesshou-seki). Digievolve da Relemon e digievolve in Renamon.

### Wanyamon
Wanyamon (ワニャモン?) è un Digimon Minore animalesco dalla pelliccia irsuta di colore blu ed azzurrino. Ha due dentini affilati ed una lunga coda. È nato dalla fusione dei dati di piccoli animali da compagnia come cani e gatti. Poiché i suoi movimenti inaspettati sono rapidi, è necessario essere cauti se non si vuole farlo scappare, ma diventa se gli si mostra dell'affetto come se fosse un animale domestico diventa molto attaccato emotivamente. La sua mossa speciale è dare un morso fugace dopo essersi finto innocuo (Smile Fang). Digievolve da Botamon e digievolve in Kumamon e Gaomon (con o senza digievoluzione Burst).

### Xiaomon
Xiaomon (シャオモン?, Shaomon) è un Digimon Minore a quattro zampe che si è evoluto da Paomon. Si dice che i Digimon creati artificialmente si evolvano fondamentalmente solo fino al livello primo stadio, e il Digimon artificiale più noto per questo è Xiaomon. Forma dei profondi legami con gli altri molto facilmente e tra i Digimon è il più facile da addestrare. La sua mossa speciale è Tummo che rilascia un'onda ad alta frequenza che funge da incantesimo efficace contro i suoi nemici. Digievolve da Paomon e digievolve in Labramon.

### Yaamon
Yaamon (ヤーモン?, Yāmon, Yarmon in Giappone) è un Digimon Minore che si è evoluto da Kiimon. Rispetto a quest'ultimo ha un carattere contorto e quando incontra un Digimon che si diverte, lo ricopre di inchiostro con il suo Paint Splash, che sputa dalla bocca. Gli piace vedere gli altri Digimon sbalorditi dai suoi scherzi e tiri mancini. Digievolve da Kiimon e digievolve in Impmon.

### Yokomon
Yokomon (ピョコモン?, Pyokomon, Pyocomon in Giappone) è un Digimon Bulbo e Minore con un grande fiore che sboccia dalla sua testa. È in grado di muoversi abilmente grazia ai suoi tentacoli simili a radici e con la sua leggerezza può sollevarsi nell'aria, ma solo a piccola quota. È un tipo molto curioso, si agita, è irrequieto e il suo aspetto sembra molto carino agli occhi degli altri. Ha l'abitudine di vivere insieme ai suoi simili in branchi e si dice che a causa del raggruppamento, questi gruppetti finiranno per crescere sempre più fino a toccare poche centinaia di esemplari. Digievolve da Nyokimon e digievolve in Biyomon.

## Intermedio
L'intermedio (成長期?, Seichōki, lett. "Bambino") è il termine usato che si riferisce al terzo stadio dell'evoluzione dei Digimon.
I Digimon di livello intermedio sono tra i più popolari e conosciuti, essendo ampiamente presenti nell'anime e nei videogiochi in generale. Questa forma è attraente in quanto è abbastanza giovane da far considerare i Digimon carini e coccoloni, pur avendo disegni e poteri di attacco distinti. Le loro attuali dimensioni dimostrano anche che è più facile per loro adattarsi a svariati habitat, cosa che i Digimon più grandi non sarebbero in grado di fare. L'evoluzione dei Digimon inizia a ramificarsi selvaggiamente da questo punto in poi, con alcuni come Agumon che hanno innumerevoli possibili evoluzioni.

### Agumon
Agumon (アグモン?) è un Digimon Rettile con un aspetto simile a un piccolo dinosauro; è cresciuto ed è diventato in grado di camminare su due gambe. Siccome è ancora nel pieno della crescita la sua forza è ancora minima, ma il suo carattere è impavido e feroce. Rispetto alle sue precedenti forme, gli sono cresciuti degli artigli e duri e affilati e sfodera il loro potere in battaglia. È predestinato ad evolversi in un grande e potente Digimon. La sua mossa speciale è emettere una sfera infuocata dalla bocca, Baby Meteora (Baby Flame). Digievolve da Koromon e digievolve in Agumon (-Yūki no kizuna-), Agumon (Anticorpo X) (con l'Anticorpo X), Centarumon, Greymon, Meramon, MetalGreymon, MetalGreymon (Virus), Omnimon (tramite mega digievoluzione) (con o senza Gabumon oppure tramite Connessione Invisibile) e WarGreymon (tramite mega digievoluzione) (con o senza Koromon, Greymon e MetalGreymon). Sage Ashford di CBR ha classificato Agumon come il migliore Digimon di livello intermedio. Megan Peters di Comic Book Resources ha considerato Agumon come il secondo miglior Digimon partner. Ethan Supovitz di CBR ha classificato Agumon come il settimo Digimon partner più forte dell'intero franchise. In un sondaggio sulla popolarità di Digimon risalente al 2020, Agumon è stato votato come il quinto Digimon più popolare.

### Agumon (2006)
Agumon (2006) (アグモン （２００６）?) è un Digimon Rettile; è un Agumon unico che ha legato delle cinture di cuoio rosso attorno alle braccia, si presume che la sua maturazione differisca dalle sue evoluzioni tradizionali. Nonostante la sua potenza combattiva sia ancora in fase di sviluppo, ha aumentato molto la sua resistenza fisica e ha migliorato notevolmente il combattimento corpo a corpo grazie a diversi allenamenti. La sua mossa speciale, Baby Meteora (Baby Flame), gli permette di emettere una sfera infuocata dalla bocca, inoltre può accumulare diverse volte lo stesso attacco all'interno della sua bocca per poi renderlo al nemico tutto in una volta, questa variante più potente viene chiamata Baby Burner. Digievolve da Koromon (con o senza digievoluzione Burst) e digievolve in Agumon: Burst Mode, GeoGreymon (con o senza digievoluzione Burst), Greymon e ShineGreymon (tramite mega digievoluzione). Ethan Supovitz di CBR ha classificato Agumon (2006) come il terzo Digimon partner più forte dell'intero franchise.

### Agumon (Black)
Agumon (Black) (アグモン（黒）?, Agumon (Kuro)), chiamato BlackAgumon (ブラックアグモン?, BurakkuAgumon) in Digimon Rumble Arena 2, è un Digimon Rettile che è cresciuto ed è diventato in grado di camminare su due gambe, ha l'aspetto di un minuscolo dinosauro. Poiché sta ancora crescendo per diventare di livello campione, non è molto forte, ma poiché ha un carattere piuttosto feroce, non conosce paura che possa fermarlo. Rispetto alle sue forme precedenti gli sono cresciuti degli artigli duri e affilati sulle zampe e con essi dimostra il suo potere in battaglia. È un essere che predice l'evoluzione verso un grande e potente Digimon. La sua mossa speciale è chiamata Baby Meteora (Baby Flame), che gli consente di emettere una sfera infuocata dalla bocca. Si differenzia dagli Agumon originali, che sono di colore giallo, in quanto la sua pelle è completamente nera. Digievolve in Agumon (Black) (Anticorpo X) (con l'Anticorpo X), BlackWarGreymon (tramite mega digievoluzione), DarkTyrannomon e Greymon (Blue).

### Agumon (Black) (2006)
Agumon (Black) (2006) (アグモン（黒）（２００６）?, Agumon (Kuro) (2006)) è un Digimon Rettile; è una variante di Agumon (2006) ma di colore nero. Digievolve in Agunimon, Angemon, BlackGrowlmon, Coredramon (Green), Dorugamon, Firamon, Flamedramon, GeoGreymon, Rockmon, Greymon, Greymon (Blue), Growlmon, Growlmon (Orange) e Leomon (Anticorpo X).

### Agumon (Anticorpo X)
Agumon (Anticorpo X) (アグモン（X抗体）?, Agumon (X-Kōtai)) è un Digimon Dinosauro; è un Agumon sottoposto all'Anticorpo X. Le sue qualità per evolversi in una specie di Greymon sono divenute particolarmente eccezionali e hanno reso le sue caratteristiche fisiche da dinosauro ancora migliori di prima, le linee blu tipiche di Greymon cominciano ad essere visibili in varie parti del corpo e la sua specie cambia da rettile a dinosauro. I suoi artigli sono affilati, rendendoli più letali, e come risultato della sua ferocia ancora maggiore, ora è in grado di utilizzare il suo Baby Burner, ovvero una versione potenziata di diverse Baby Meteore (Baby Flame), dove accumula diversi colpi per poi scagliarli tutti insieme dalla sua bocca contro il nemico. Digievolve da Agumon (tramite l'Anticorpo X) e digievolve in Greymon (Anticorpo X) e Omekamon.

### Agumon (Black) (Anticorpo X)
Agumon (Black) (Anticorpo X) (アグモン（黒）（X抗体）?, Agumon (Kuro) (X-Kōtai)) è un Digimon Dinosauro; è un Agumon (Black) sottoposto all'Anticorpo X. Analogamente al normale Agumon, è diventato più feroce a causa degli effetti dell'Anticorpo X e per questo la sua caccia alla preda è ancora più spietata di prima. Si affida esclusivamente al suo alto potere offensivo e agisce esclusivamente per istinto, può essere definita come una furia senza freni nonché uno spettacolo spaventoso a cui assistere. La sua mossa speciale gli permette di emettere tutto il fuoco immagazzinato nella sua bocca in un colpo chiamato BB Burner. Digievolve da Agumon (Black) (tramite l'Anticorpo X).

### Agumon Hakase
Agumon Hakase (アグモン博士?) è un Digimon Dinosauro; è un Agumon genio che ha un dottorato in studi sui mostri digitali conseguito presso la Digital World University, l'università di Digiworld. Il distintivo che porta sul petto è la prova del suo dottorato. Anche se si dice che il suo grado sia stato creato da Agumon Hakase stesso, è certamente ben informato sui tipi e sui territori dei Digimon. A causa del suo particolare accento in cui attribuisce "Gya" alla fine delle sue osservazioni, si pensa che provenga da un luogo lontano. Le sue mosse speciali consistono nel cercare di incantarsi con intelligenza attraverso il suo cappello Hakase Bou, e cercare di persuadere l'avversario con la sua verga, Hakase Bō. Digievolve da Agumon (2006), Babydmon e Nyaromon e digievolve in Bakemon, Coredramon (Green), Devidramon, Garurumon, Gwappamon, GeoGreymon, Peckmon, Reppamon, Starmon, Vegiemon e Wizardmon.

### Algomon (intermedio)
Algomon (アルゴモン?, Arugomon), talvolta chiamato Argomon, è la forma evoluta dal primo stadio di Algomon; è un Digimon Mutante. Sorveglia gli Algomon più giovani che stanno consumando dati e intercetta i nemici quando questi si avvicinano. Attacca con il suo Brute Knuckle, dove avvolge i tentacoli delle sue braccia in sfere che poi utilizza per colpire gli avversari e Imprisonment, dove trattiene la sua prede con i suoi tentacoli sciolti. Digievolve da Algomon (primo stadio) e digievolve in Algomon (campione).

### Alraumon
Alraumon (アルラウモン?, Aruraumon in Giappone), chiamato Aruraumon in Digimon World, è un Digimon Pianta che si è digievoluto in un Digimon simile a Palmon. Sembra che a mezzogiorno apra le braccia e il fiore posto sulla propria testa per eseguire la fotosintesi. L'aroma emesso dal fiore sulla sua testa è sicuramente ereditato da Palmon, e di conseguenza è parecchio disgustoso. La sua mossa speciale, Nemesis Ivy, consiste nell'avvolgere l'avversario con gli artigli estesi dalle sue mani per poi disorientarlo.

### Arcadiamon (intermedio)
Arcadiamon (アルカディモン成長期?, Arukadimon seichōki, Arkadimon (intermedio) in Giappone), chiamato Arkadimon in Digimon Adventure V-Tamer 01, è un Digimon Bestia Affascinante maledetto creato artificialmente sulla base dei dati di vari Digimon. La sua natura è evolversi assorbendo i dati del suo avversario, ma non è chiaro se possiede una coscienza vera e propria. Poiché questi dettagli sono sconosciuti, è attualmente oggetto di indagine. Le sue mosse speciali smontano e assorbono i dati del suo avversario (Soul Absorption), oltre a cancellarne i dati di configurazione (Erase Sickle). Digievolve da Arcadiamon (primo stadio) e digievolve in Arcadiamon (campione).

### Armadillomon
Armadillomon (アルマジモン?, Arumajimon, Armadimon in Giappone) è un Digimon Mammifero il cui corpo è ricoperto da un guscio duro; come suggerisce il suo nome, assomiglia ad un armadillo. Ha una personalità spensierata e allegra, ma a volte finisce per ferirsi quando si lascia coinvolgere troppo dagli eventi. Proprio come Veemon e diversi altri Digimon, Armadillomon è un discendente di una specie antica, quindi è in grado di eseguire evoluzioni speciali definite come Armor. La sua mossa caratteristica, Raspata a Raffica (Scratch Beat), colpisce l'avversario con gli artigli allungati sulle zampe anteriori. La sua mossa speciale invece è Capriola Rotante (Rolling Stone) che lo vede raggomitolare il suo corpo e correre contro l'avversario. Digievolve da Upamon e digievolve in Ankylomon (con o senza PawnChessmon (White) e Palmon), Chamelemon (con o senza il Digiuovo della Bontà), Digmon (con il Digiuovo della Conoscenza), Pteranomon (con il Digiuovo dell'Amore), Shakkoumon (con Angemon) e Submarimon (con o senza il Digiuovo dell'Affidabilità). Megan Peters di Comic Book Resources ha considerato Armadillomon come il sesto miglior Digimon partner.

### Bacomon
Bacomon (バコモン?, バコモン, Bakomon) è un Digimon Mutante che nasconde tutto il suo corpo all'interno di alcune scatole di cartone. La sua personalità è timida al punto che preferisce rinchiudersi in ambienti chiusi, ma essendo rivestito di cartone gli conferisce un senso di sicurezza che gli permette di camminare disinibito all'aperto. Chiunque cerchi di sbirciare al suo interno finirà per essere imballato e intrappolato in una delle scatole. Non ama lottare perché il cartone che lo copre è molto morbido e poco resistente, e perciò rischierebbe di mostrare il suo aspetto agli altri. Le sue mosse speciali sono lanciare il nastro da imballaggio che tiene in mano, circondare e avvolgere l'avversario per fermarlo sulle sue tracce (Gum Roll), prima di concludere la battaglia impacchettandolo in una scatola di cartone e scagliandolo via (Transdelivery). Fu uno dei vincitori di un concorso dedicato ai Digimon originali dedicato a Digimon Fusion Battles tenutosi nel 2011.

### Bearmon
Bearmon (ベアモン?, Beamon), chiamato Kumamon in Digimon World 2003, è un Digimon Bestia con l'aspetto di un cucciolo d'orso, il cui marchio di fabbrica è il suo cappellino da baseball che indossa al contrario. Anche se all'inizio si mostra un po' timido quando fa la conoscenza degli altri Digimon, ci mette poco per diventare un loro amico del cuore. Tuttavia, una volta che inizia a combattere, con la forza fisica e la forza di volontà insolite che possiede, diventa molto affidabile e abile a tal punto da riuscire a continuare lo scontro indipendentemente dal tipo di attacco che subisce. La capacità di combattimento ravvicinato nascosta nel suo corpo è molto forte, al punto che lega i pugni in cinture di cuoio in modo che i suoi pugni speciali non si feriscano. La sua mossa speciale, Koguma Seikendzuki, gli permette di colpire il petto dell'avversario con tutta la sua forza. Digievolve da Wanyamon e digievolve in Gallantmon (con Guilmon). Sage Ashford di CBR ha classificato Bearmon come il nono migliore Digimon di livello intermedio.

### Bemmon
Bemmon (ベムモン?, Bemumon), chiamato originariamente in un concept art Snatchmon (intermedio) (スナッチモン〈成長期〉?, Sunatchimon 〈seichōki〉), è un Digimon dalla testa allungata, gli occhi verdi (il sinistro è coperto), una lunga coda e le gambe con giunture al contrario, rivestito di una tuta viola e con una catena al collo. Il nome viene da B.E.M., che sta per "Bug Eyed Monster" (letteralmente mostro dagli occhi di insetto). Anche se i Bemmon appaiono come deboli, il loro potere va oltre ogni immaginazione. Si tratta di Digimon artificiali creati dagli umani come arma multifunzionale. I Bemmon possono nutrirsi di altri Digimon per diventare più forti, e hanno la capacità di unire i propri dati con altre tecnologie per trasformarsi in ogni macchina che assimilano. Compaiono esclusivamente in Digimon World 2003. Digievolve in Snatchmon (fondendo quattro Bemmon che hanno assorbito una grande quantità di dati di matrice assieme) e in Destromon (fondendosi con la Fortezza Juggernaut).

### Betamon
Betamon (ベタモン?) è un Digimon Anfibio quadrupede, molto simile ad un grosso rospo. Presenta una cresta di capelli rossa molto alta. Sebbene abbia una personalità gentile e docile, una volta arrabbiato emette la sua Scarica Elettrica (Dengeki Biririn) dal suo corpo, generando più di un 1 MV di elettricità per colpire l'avversario. Digievolve da Bukamon e digievolve in Seadramon.

### Betamon (Anticorpo X)
Betamon (Anticorpo X) (ベタモン（X抗体）?, Betamon (X-Kōtai)) è un Digimon Acquatico che cammina su quattro zampe. La sua personalità è gentile, ma sebbene sia docile, una volta che Betamon è arrabbiato emette la sua Scarica Elettrica (Dengeki Biririn), ovvero una potente scossa elettrica dal suo corpo, generando più di 1 MT di corrente elettrica per colpire l'avversario. L'Anticorpo X ha portato dei cambiamenti nel suo aspetto rispetto al Betamon originale. Viene utilizzato per il divertimento da alcuni appassionati grazie al suo colore del corpo verde smeraldo e alla personalità gentile; continua a essere cacciato eccessivamente e, sebbene sia in pericolo, viene gradualmente sperimentato nel combattimento come una forma di vita che si evolve in un forte Digimon acquatico. Sia gli artigli sulle sue zampe che la sua cresta sono cresciuti e ora esegue attacchi contro i nemici in avvicinamento. Anche la sua Scarica Elettrica è stata potenziata; una volta che la sua rabbia raggiunge il suo apice, emette la sua Scarica Elettrica 185V, che misura fino a 1,85 MV. Digievolve da Betamon (tramite l'Anticorpo X).

### Biyomon
Biyomon (ピヨモン?, Piyomon, Piyomon in Giappone) è un Digimon Pulcino le cui ali si sono sviluppate per essere usate come braccia. È in grado di muovere abilmente le sue ali e usarle per afferrare oggetti, tuttavia non è molto efficiente nelle fasi di volo. Di solito vive sulla terra ferma, ma quando il pericolo si avvicina scappa volando via. Siccome la sua abilità di volo è allo stesso livello di Patamon, vede quest'ultimo come suo rivale. Il suo sogno è diventare un giorno Birdramon, che può volare liberamente nel cielo, e sembra che non voglia affatto diventare Kokatorimon, che al contrario non è in grado di farlo in alcun modo. Poiché la sua personalità è molto curiosa, ama beccare la testa di Tanemon. La sua mossa speciale sono delle fiamme eteree, Fuoco Magico (Magical Fire). Digievolve da Puwamon e Yokomon e digievolve in Aquilamon (con o senza Dorumon oppure Hawkmon in coppia con Dorumon), Birdramon, Garudramon (tramite mega digievoluzione), Hououmon (tramite mega digievoluzione) e Kyukanchoumon (con il Digiuovo dell'Amore).

### BlackGuilmon
BlackGuilmon (ブラックギルモン?, BurakkuGirumon) è un Digimon Rettile con una personalità feroce, tipica delle bestie carnivore. È allo stesso livello di Guilmon in termini di parametri. La natura selvaggia di un Digimon di attributo Virus mostra maggiormente in esso rispetto a Guilmon. È apparso per la prima volta in Digimon Rumble Arena 2. Digievolve in BlackGrowlmon.

### Blucomon
Blucomon (ブルコモン?, Burukomon, Bulucomon in Giappone) è un piccolo Digimon Drago che risiede in aree isolate dal mondo esterno dal ghiaccio. La sua forza fisica è stata mitigata dall'ambiente freddo e duro, permettendogli di sollevare facilmente oggetti più grandi di lui. Tuttavia, poiché il suo corpo è composto principalmente di ghiaccio, questo si restringerà e la sua potenza si indebolirà se esposto a temperature elevate. Essendo allevati in aree con piccole popolazioni, tenderanno a formare legami molto forti anche con Digimon di diverse specie che incontrano. È particolarmente amico dei Penguinmon. Le sue mosse speciali gli consentono di espirare aria fredda dalla sua bocca, sparando innumerevoli frammenti di ghiaccio (Baby Hail) e attaccando continuamente con il suo guscio di ghiaccio esterno (Ice Mash). Digievolve in Paledramon.

### Bokomon
Bokomon (ボコモン?) è un Digimon Mutante che indossa un haramaki. Un esperto studioso di Digimon, possiede il "Monoshiri Book" (Libro della conoscenza), che è una particolare enciclopedia sul mondo digitale con informazioni scritte in dettaglio, ma che mostra in poche occasioni. Non è un Digimon portato per il combattimento e solitamente ha un carattere turbolento e vivace, ma quando c'è un problema grave, diventa sorprendentemente affidabile, assumendo immediatamente un aspetto serio. La sua mossa speciale gli permette di fuggire a una velocità incredibile (Nigeashimou Dash).

### Bun
Bun (ブン?), chiamato nell'edizione italiana Bunomon, è un piccolo Digimon misterioso simile a un drago che appare nel manga one-shot C'mon Digimon. Non sembra avere la capacità di evolversi, ma può aumentare la propria forza durante i combattimenti. Il suo vero nome è sconosciuto; "Bun" è il nome datogli dal suo domatore. È considerato un "Badmon", un Digimon difettoso che non è in grado di evolversi.

### Burgermon
Burgermon (バーガモン?, Bāgamon, Burgamon in Giappone), chiamato Hamburgermon nel doppiaggio italiano di Digimon Frontier, è un Digimon Cibo che ha preso i dati di vari hamburger. Gli piace servire hamburger agli altri e ci mette tutte la sua abilità per prepararli, soprattutto per i Digimon affamati. Mira ad avviare un ristorante a tema di prim'ordine che attirerà molti clienti con EbiBurgamon. È spietato nei confronti di chi disturba gli altri mentre mangiano e li allontana con il suo Delicious Patty, dove mette l'avversario dentro un grande e delizioso tortino e lo impasta per impedirgli qualsiasi movimento, e Green Pickles, in cui lancia un disco a forma di sottaceto come un frisbee. Digievolve da TorikaraBallmon e digievolve in Burgermon (campione).

### BushiAgumon
BushiAgumon (ブシアグモン? lett. "Agumon samurai") è un Digimon Dinosauro samurai che viene definito come un super spadaccino errante. Lo stemma di famiglia che adorna il suo petto è la prova del suo status di super spadaccino, almeno secondo lo stesso BushiAgumon, anche se non si può negare che la sua spada sia di prim'ordine. Tuttavia, il significato dietro il suo titolo di "super spadaccino" è un mistero. Le sue mosse speciali sono Chou kousoku ichimonji-giri (Taglio orizzontale a velocità super elevata) e Chou teisoku ichimonji-giri (Taglio orizzontale a velocità super bassa). Sembra eccellere nell'attaccare a ritmi diversi. Digievolve da Koromon e digievolve in Reppamon.

### Candlemon
Candlemon (キャンドモン?, Kyandomon, Candmon in Giappone) è un Digimon Fiamma dall'aspetto simile a quello di una candela, da qui il nome. Il suo Digicore, che si può definire essere il cuore di un Digimon, brucia intensamente mente è posto in cima alla sua testa sotto forma di miccia. Quando il Digicore sulla testa di Candlemon smette di bruciare, diventa incapace di mantenere i suoi processi vitali. Una teoria suggerisce che la fiamma sulla sua testa sia la sua vera forma e che il resto del suo corpo non sia altro che un manichino. Nonostante sia un Digimon Fiamma, ha una personalità docile e non crea pericoli per ciò che lo circonda di sua spontanea volontà. La sua mossa speciale è lanciare piccole palle di fuoco, Fiamma Esplosiva (Bonfire). Digievolve in Meramon, Reverse Weddinmon (con Weddinmon e Shortmon), Weddinmon, Wizardmon e Xros Up Opossummon (Candlemon) (con Opossummon).

### Cardmon C1
Cardmon C1 (カードモンC1?, Kādomon C1) è un Digimon Carta caratterizzato da un corpo sferico di colore giallo con la bocca bianca. Porta sulla testa una carta fluttuante. Compare unicamente in Digimon World 2003 dove se sconfitto regala al giocatore dei pacchi di carte che potrà poi far aprire ai Divermon nelle città. Digievolve in Cardmon U1.

### Cardmon C2
Cardmon C2 (カードモンC2?, Kādomon C2) è un Digimon Carta dal corpo sferico di colore blu fiordaliso e con la bocca bianca. Porta sulla schiena una carta fluttuante. Compare unicamente in Digimon World 2003 dove se sconfitto regala al giocatore dei pacchi di carte che potrà poi far aprire ai Divermon nelle città. Digievolve in Cardmon U2.

### ChibiTortomon
ChibiTortomon (カメモン?, Kamemon, Kamemon in Giappone), anche noto come ChibiKamemon (チビカメモン?) nella versione giapponese di Digimon Fusion Battles, è un Digimon Cyborg con l'aspetto simile a quello di una tartaruga. che ha una trackball tipica dei mouse al posto dell'ombelico e porta sempre un elmetto da soldato sulla propria testa; quest'ultimo non può essere mai riposto. Le sue mosse speciali sono un missile guidato a forma di freccia che insegue l'avversario fino a quando non lo entra in contatto con quest'ultimo (Pointer Arrow) e fa rotolare la palla posta nel suo addome per caricare il nemico, dopodiché lo aggredisce con l'elmo che ha in testa ('met Tackle). Inoltre, ha l'abilità "Koura Guard" che gli permette di immagazzinare tutto il suo corpo nel suo guscio e riflettere gli attacchi dell'avversario senza subire danni. Digievolve in Shoutmon X2 Plus M (con Shoutmon X2), GreatestCutemon (con Cutemon, Dondokomon, Knightmon, due PawnChessmon, Bastemon e Jijimon), Gawappamon (con o senza digievoluzione Burst), Golem Jiji ChibiTortomon (con Jijimon e Rockmon), Xros Up Shoutmon (ChibiTortomon) (con Shoutmon).

### Chikurimon
Chikurimon (チクリモン?) è un Digimon Mina che si nasconde sott'acqua o all'ombra delle rocce, non si muove molto mentre attende tranquillamente nel posto in cui si apposta. Sebbene abbia l'abitudine di attaccare coloro che si avvicinano, non è mai belligerante e non attaccherà coloro che gli stanno lontano. Poiché prolifera in modo anomalo quando la temperatura supera i 30 °C, Chikurimon può essere spesso visto densamente affollato nei laghi o intorno alle rocce con l'arrivo dell'estate, e i Digimon che vengono a bere l'acqua vengono spesso attaccati. La sua mossa speciale finale è il Final Chikurimon, che gli consente di sacrificarsi esplodendo insieme al suo avversario. Digievolve in Armed MadLeomon (con MadLeomon, Mammothmon e Troopmon).

### Chuumon
Chuumon (チューモン?, Chūmon, Tyumon in Giappone) è un Digimon Bestia simile a un topo che nutre sempre Sukamon con pensieri senza scrupoli. Ha forgiato una forte amicizia con Sukamon, anche se la cosa non è comprensibile se sia corrisposta o meno da parte dell'altro Digimon. Dopo un incidente passato in cui Chuumon è stato catturato in una trappola dal sistema Carnivore posto sulla rete, è stato salvato da Sukamon che era lì di passaggio. Sebbene sia generalmente codardo, la sua astuzia non ha eguali e si precipiterà in salvo al primo segno di pericolo. La sua mossa speciale è lanciare una bomba a forma di formaggio, Bomba di Formaggio (Cheese Bomb). Mangiarla per errore scambiandola per cibo normale è ampiamente sconsigliato. Digievolve in Searchmon e Tyrannomon.

### ChuuChuumon
ChuuChuumon (チューチューモン?, ChūChūmon, Tyutyumon in Giappone) è un Digimon Bestia tattico che ha un corpo minuscolo ma anche una mente astuta. Poiché i piani di ChuuChuumon sono assolutamente precisi, sono sufficienti per guidare mirabilmente anche il lento e ottuso Damemon e guadagnare grandi guadagni militari attraverso il combattimento. Solo la vittoria è importante per ChuuChuumon e considera l'avanzamento dei suoi piani più importante di qualsiasi altra cosa. Le sue battaglie vengono risolte prima ancora che inizino, ed è disposto anche a diventare il partner di qualcuno per farlo, ma sarà pronto a tradilo in qualsiasi momento. Parole come "amicizia" e "fiducia" non si trovano nel suo dizionario. Quando a coloro che ostacolano i suoi piani, li manipola a piacimento con il suo Tyutyu Twitter, in cui mette l'avversario in uno stato di ipnosi sussurrandogli nelle orecchie. Nonostante sia un Digimon di livello intermedio nella maggior parte dei media, viene considerato senza livello in Digimon Collectors.

### ClearAgumon
ClearAgumon (クリアアグモン?, KuriaAgumon) è un Digimon Burattino composto da blocchi di plastica a incastro. Come variante di ToyAgumon, prende il nome di ClearAgumon per il fatto che è composto da blocchi trasparenti (in inglese la parola "clear" significa anche "chiaro"). Sebbene sia codardo, possiede un buon cuore che non perdona il male. È un Digimon molto raro e si dice che sia stato creato da un bambino proprio come nel caso di ToyAgumon, ma è difficile da trovare, ed è stato stimato che la probabilità di riuscirci è di un millesimo di quella di ToyAgumon. Le sue mosse speciali sono sputare una fiamma giocattolo (Precious Flare) e lanciare un missile giocattolo dalla sua bocca (Dream Missile).

### Commandramon
Commandramon (コマンドラモン?, Komandoramon) è un Digimon Cyborg di fanteria appartenente alla "D-Brigade" meccanizzata. La "D-Brigade" è una brigata meccanizzata composta da Digimon Cyborg di tipo Drago, e le missioni assegnate a questa forza speciale non sono mai rese pubbliche. La superficie della pelle di Commandramon è stata modificata con una fibra speciale che rileva i colori circostanti in tempo reale ed è in grado di visualizzare una varietà di motivi mimetici. Di conseguenza, si dice che la maggior parte degli "obiettivi" di Commandramon non si accorga nemmeno della sua presenza prima di essere messi a tacere definitivamente. Le sue mosse speciali lo vedono sparare con il suo fucile d'assalto a mano (M16 Assassin) e lanciare una piccola bomba (DCD Bomb). Digievolve in Sealsdramon.

### Coronamon
Coronamon (コロナモン?, Koronamon) è un Digimon Bestia nato dalla fusione di dati che riguardano il Sole. Ha una personalità innocente e vanta di forte senso della giustizia genuino. Le sue mosse speciali rilasciano dei pugni continui riscaldati dal potere della fiamma (Corona-knuckle) e un colpo fiammeggiante che concentra il potere della fiamma posta sulla sua fronte mentre esaurisce tutte le energie del suo corpo, quindi la spara contro l'avversario (Corona Flame). Inoltre, può rivestire il suo corpo in fiamme e difendersi o speronare l'avversario (Petit Prominence). Digievolve da Sunmon e digievolve in Firamon.

### Crabmon
Crabmon (ガニモン?, Ganimon, Ganimon in Giappone) è un Digimon Crostaceo; il suo aspetto è quello di un grosso granchio, la cui chela sinistra è particolarmente affilata. Sul suo intero corpo sono attaccati i dati metallici disciolti del Net Ocean, che gli hanno permesso di migliorare rapidamente le sue capacità di combattimento. Attacca i suoi avversari con la gigantesca lama sulla zampa anteriore sinistra e la presa della sua forte zampa anteriore destra e si difende con il guscio coperto di spine, infliggendo danni considerevoli agli aggressori che lo attaccano, inoltre è un tipo sicuro di sé con una notevole fiducia di riuscire a vincere praticamente ogni battaglia che gli palesa dinanzi. I suoi punti deboli sono le sue parti articolari e il ventre, ma poiché ne è consapevole, non mostra mai quella fessura nel suo guscio. Ama intrappolare i suoi avversari e ha un carattere da mascalzone. La sua mossa speciale è mirare con la zampa anteriore sinistra al collo dell'avversario, Forbice Magica (Scissors Execution). Digievolve in Coelamon (con o senza Syakomon) e Crabmon (Anticorpo X) (tramite l'Anticorpo X).

### Crabmon (Anticorpo X)
Crabmon (ガニモン（X抗体）?, Ganimon (X-Kōtai), Ganimon (Anticorpo X) in Giappone) è un Digimon Crostaceo; si tratta di un Crabmon che ha subito l'effetto dell'Anticorpo X sul suo Digicore. Essendo sopravvissuto nell'immensamente competitivo Net Ocean, Crabmon ha attaccato i dati metallici dissolti nelle acque dell'oceano al suo corpo e ha così acquisito la capacità di ripristinare istantaneamente le parti danneggiate del suo corpo senza lasciare delle aperture. Poiché ripara ripetutamente i danni subiti al suo guscio, il suo aspetto può differire leggermente a seconda dell'individuo. Sfruttando il suo corpo pesante, ha acquisito la sua mossa caratteristica, Heavy Crunch, che gli permette di appesantire l'avversario e bloccarlo con le sue tenaglie. Digievolve da Crabmon (tramite l'Anticorpo X).

### Cutemon
Cutemon (キュートモン?, Kyūtomon) è un Digimon Fata birichino e vivace ma timido che vive nelle zone fredde. Sebbene possano sembrare delle grandi orecchie da coniglio, non ha delle orecchie, ma una sorta di organo sensoriale con il quale può percepire l'avvicinamento di altri Digimon in pochissimo tempo. Grazie a sua caratteristica, è estremamente raro scorgere Cutemon, perché si nasconderà immediatamente non appena sentirà qualche malintenzionato in lontananza. Se capita di vederne uno, o si tratta di un caso fortunato, oppure Cutemon sta maliziosamente attirando la sua preda in una trappola. Il suo caratteristico silenziatore vanta di proprietà isolanti che vanno oltre ogni immaginazione poiché è molto caldo. I domatori che riescono ad ottenerne uno si posso definire fortunate. Ha la capacità di curare le ferite e, se si trova nelle vicinanze di un Digimon ferito, si avvicinerà, facendo attenzione a non essere notato, e guarirà quel Digimon prima che questi possa effettivamente accorgersene. Digievolve in GreatestCutemon (con Dondokomon, Knightmon, PawnChessmon, Bastemon, ChibiTortomon e Jijimon) e CuteShoutmon (con Shoutmon). Sage Ashford di CBR ha classificato Cutemon come il quarto migliore Digimon di livello intermedio.

### DemiDevimon
DemiDevimon (ピコデビモン?, PikoDebimon, PicoDevimon in Giappone) è un Digimon Diavolo Piccolo di livello intermedio; ha l'aspetto simile a quello di un pipistrello. Esiste per servire come famiglio di Digimon di classe superiore come Devimon e Myotismon, ma si dice anche che sia l'unico responsabile per aver fatto cadere in tentazione Devimon, che in origine era un Digimon di specie angelica, e attirarlo così nel Lato Oscuro. Sebbene la sua capacità offensiva e simili non siano forti, è astuto e fa del male in ogni zona del corpo del suo avversario. Preferisce l'oscurità, ed è spesso accompagnato da un Digimon di livello superiore in ogni momento possibile, quindi è piuttosto difficile vederlo in giro da solo. La sua mossa speciale è lanciare una gigantesca siringa contro l'avversario, prosciugandone il sangue, Demi Punture (Pico Darts). Digievolve in Devimon (con o senza Impmon).

### Dokunemon
Dokunemon (ドクネモン?) è un Digimon Larva che, in modo simile a Kunemon, viene studiato giorno e notte nel tentativo di risolvere i misteri dei Digimon di tipo Insetto. Il suo corpo è interamente composto da veleno ed è estremamente pericoloso avvicinarsi.

### Dondokomon
Dondokomon (ドンドコモン?) è un Digimon Strumento Musicale amante dei festival che apparirà di punto in bianco ovunque ci sia del trambusto e batterà le bacchette sulla propria testa a forma di tamburo con gran ritmo, ravvivando il luogo. Il suo ritmo unico, così come i suoi battiti che scuoteranno il suo intero corpo fino al midollo, stimoleranno i nervi dell'ascoltatore e lo emozioneranno molto. Sebbene sia sicuro di entusiasmare le persone alle competizioni a cui partecipa, se per caso a Dondokomon si paleserà davanti a una rissa, questa diventerà una battaglia tutti contro tutti che finirà per coinvolgere anche i restanti partecipanti, causando di conseguenza una catastrofe. Sebbene la sua unica intenzione sia quella di fornire il suo supporto, una volta che suona il suo Dondoko Ondo, che solleva la tensione, non c'è niente che possa fermare il trambusto. Chiunque interrompe le esibizioni di Dondokomon verrà punito con la sua mossa speciale Midareuchi Rush, che spara delle onde d'urto a caso. Nonostante sia un Digimon di livello intermedio nella maggior parte dei media, viene considerato senza livello in Digimon Collectors. Digievolve in DonShoutmon e GreatestCutemon (con Dondokomon, Knightmon, PawnChessmon, Bastemon, ChibiTortomon e Jijimon).

### Dorumon
Dorumon (ドルモン?, DORUmon) è un Digimon Bestia che a causa dell'interfaccia obsoleta posta sulla sua fronte, si presumeva essere un "Digimon prototipo" sperimentale da prima che i Digimon fossero scoperti. Fa parte delle cosiddette "Specie da Combattimento", il che implica che sia portato ad avere un fortissimo e altrettanto naturale istinto di combattimento; di conseguenza viene spesso visto abbaiare e mordere qualsiasi cosa, anche se apparentemente prova un senso di attaccamento a qualcosa dopo averlo morso. I dati che si dice siano stati nascosti nella parti più profonde del suo Digicore durante un esperimento sono quelli della famigerata e potente forza vitale della leggendaria bestia, definita come il "Drago", e si sostiene che abbiano il potenziale per farlo crescere in un potente Digimon. La sua mossa speciale è lanciare una sfera di ferro dalla sua bocca (Metal Cannon). La sua mossa caratteristica invece è sputare una sfera di ferro mentre sta effettuando una carica in corsa (Dash Metal), tuttavia questa tecnica diventa più forte se viene eseguita dopo che Dorumon è rimasto fermo ad accumulare energia. Digievolve da Dorimon e digievolve in Alphamon (tramite mega digievoluzione, con o senza Grademon e Clockmon), Dorugamon (con o senza Syakomon), Dorugoramon (tramite mega digievoluzione), Doruguremon (tramite mega digievoluzione), Samudramon (tramite mega digievoluzione) e Raptordramon (tramite digievoluzione Blast o con Guilmon).

### DotAgumon
DotAgumon (ドットアグモン?, DottoAgumon) è un Digimon Dinosauro, si tratta di uno speciale Agumon emerso da un gioco per portachiavi. Sebbene sia senza dubbio una sottospecie di Agumon, le sue potenziali capacità sono sconosciute.

### DotFalcomon
DotFalcomon (ドットファルコモン?, DottoFarukomon) è un Digimon Uccello, si tratta di uno speciale Falcomon emerso da un gioco per portachiavi. Sebbene sia senza dubbio una sottospecie di Falcomon, le sue potenziali capacità sono sconosciute.

### DotGaomon
DotGaomon (ドットガオモン?, DottoGaomon) è un Digimon Bestia, si tratta di uno speciale Gaomon emerso da un gioco per portachiavi. Sebbene sia senza dubbio una sottospecie di Gaomon, le sue potenziali capacità sono sconosciute.

### DotKamemon
DotKamemon (ドットカメモン?, DottoKamemon) è un Digimon Cyborg, si tratta di uno speciale Kamemon emerso da un gioco per portachiavi. Sebbene sia senza dubbio una sottospecie di Kamemon, le sue potenziali capacità sono sconosciute.

### DotKudamon
DotKudamon (ドットクダモン?, DottoKudamon) è un Digimon Bestia Sacra, si tratta di uno speciale Kudamon emerso da un gioco per portachiavi. Sebbene sia senza dubbio una sottospecie di Kudamon, le sue potenziali capacità sono sconosciute.

### DotLalamon
DotLalamon (ドットララモン?, DottoRaramon) è un Digimon Pianta, si tratta di uno speciale Lalamon emerso da un gioco per portachiavi. Sebbene sia senza dubbio una sottospecie di Lalamon, le sue potenziali capacità sono sconosciute.

### Dracomon
Dracomon (ドラコモン?, Dorakomon) è un antico Digimon Drago purosangue che si dice sia il "progenitore" di tutti i Digimon di tipo Dramon. Possiede capacità fisiche a un livello che non potrebbe essere immaginato dalla sua piccola corporatura, e sia la sua potenza che il suo ingegno sono di prima classe tra i Digimon di livello intermedio. Sebbene la sua personalità sia feroce, Dracomon può mostrare il suo lato gentile solo a chi conosce da tempo e gode di un buon rapporto. Ha le ali, ma non è in grado di volare perché non sono sufficientemente sviluppate. Inoltre, ama collezionare "cose luccicanti", e predilige le gemme e i metalli, che poi mangia e assimila. Le sue mosse speciali gli permettono di emettere un sospiro ad alta temperatura contro l'avversario (Baby Breath) e far roteare tutto il suo corpo per sferrare un colpo con la coda (Tail Smash). Tra le scaglie che coprono tutto il corpo di Dracomon vi è una squama chiamata Gekirin. Se viene toccato in quella zona, Dracomon perde completamente la pazienza e si lascia andare all'ira, finendo per sparare indiscriminatamente il suo G Shurunen, un raggio in cui fa brillare intensamente le corna sulla sua testa, quindi spara l'energia accumulata dalla parte posteriore della bocca. Digievolve in Coredramon (Blue), Coredramon (Green), Dracomon + Cyberdramon (con Cyberdramon) e Dracomon (Anticorpo X) (tramite l'Anticorpo X).

### Dracomon (Anticorpo X)
Dracomon (ドラコモン（X抗体）?, Dorakomon (X-Kōtai)) è un Digimon Drago; si tratta di un Dracomon che ha subito l'effetto dell'Anticorpo X sul suo Digicore. Le sue ali si sono sviluppate ulteriormente, permettendogli di volare per brevi periodi di tempo. Tuttavia, il vero scopo delle sue ali è cambiato per essere al meglio utilizzate per attaccare i nemici piuttosto che per spostarsi. Riposizionando le ali sulle braccia, è in grado di sollevare un vento nella direzione in cui è rivolto, ed è ora in grado di attaccare i nemici in vasta gamma lasciando uscire le fiamme che sputa dalla sua bocca (Baby Blaze) facendole trasportare dal vento. Inoltre, il calore all'interno del suo corpo è aumentato e ora per rilasciarlo con successo le corna sulla sua testa hanno assunto la funzione di irradiare calore e quindi raggiungono temperature elevatissime. Il potere del suo Smash Horn, dove carica il nemico con quelle corna ad altissima temperatura, sembra superare di gran lunga la forza di altri Digimon di livello intermedio. Digievolve da Dracomon (tramite l'Anticorpo X).

### Dracumon
Dracumon (ドラクモン?, Dorakumon), chiamato Dracomon in Digimon All-Star Rumble, è un Digimon Non-morto nonché il più dispettoso dell'Area Oscura. Ama scherzare e ha un atteggiamento sfrontato che lo porta ad affrontare qualsiasi sfida senza batter ciglio anche se questa è caratterizzata da qualche rischio. Una volta si è quasi ucciso cercando di graffiare i volti di tutti e quattro i Digimon Supremi ma non è noto se sia riuscito a portare a termine l'impresa con successo. Una volta era un Digimon succhiasangue, ma di questi tempi si dimentica di succhiarlo, e sembra che stia cercando di giocare una sorta di scherzo ai Cavalieri Reali. Si dice che i cuori di coloro che guardano l'Eye of Nightmare proiettato dagli occhi diabolici sui palmi delle sue mani finiscano per essere completamente controllati dal volere di Dracumon. Inoltre, in modo appropriato per un vampiro, sembra avere una tecnica di attacco mordace che fa uso delle sue zanne chiamata Undead Fang. Digievolve in GranDracumon (tramite mega digievoluzione), Sangloupmon e Yaksamon.

### EbiBurgermon
EbiBurgermon (エビバーガモン?, EbiBāgamon, EbiBurgamon in Giappone) è un Digimon Cibo che ha acquisito dati sugli alimenti. È un Digimon dal cuore puro, forse per il fatto che è composto dai dati di ingredienti selezionati. EbiBurgermon è una variante di Burgermon e ha assimilato i dati degli ingredienti dei gamberi freschi. Le sue mosse speciali sono Fresh Shrimp e Hot Cutlet, che producono odori abbastanza saporiti da fermare l'avversario sulle loro tracce. Digievolve da Torikaramon e digievolve in Burgermon adulto.

### Ekakimon
Ekakimon (エカキモン?) è un Digimon Mutante con la più grande passione per l'arte tra tutti nel mondo digitale. Il suo corpo è costituito da matite colorate vibranti e disegna sempre immagini che gli piacciono, indipendentemente dal tempo e dal luogo. Le matite possono essere utilizzate anche per il suo attacco Colourful Change, che cambia a seconda dei colori utilizzati. L'attacco Colourful Change diventa di elemento fuoco quando si usa il rosso, diviene di elemento acqua quando viene usato il blu, assume l'elemento erba quando viene usato il verde, e così via. Non solo, è in grado di attirare dei piccoli Ekakimon e farli diventare dei Mini Mini Ekakimon, che fungeranno da scagnozzi a cui impartirà l'ordine di combattere l'avversario. Fu uno dei vincitori di un concorso dedicato ai Digimon originali dedicato a Digimon Fusion Battles tenutosi nel 2011.

### Elecmon
Elecmon (エレキモン?, Erekimon) è un Digimon Mammifero che ha mantenuto delle caratteristiche simili a quelle della sua precedente forma, ovvero Tsunomon. È molto curioso e vivace, e ha ereditato la sua personalità amante degli scherzi da Tsunomon. Inoltre, Elecmon ha nove code che durante gli scontri apre come un pavone per intimidire il suo avversario. La sua mossa speciale è Superfulmine (Sparkling Thunder). Digievolve da Tsunomon e digievolve in BlackGarurumon, GrapLeomon e Leomon. Sage Ashford di CBR ha classificato Elecmon come il settimo migliore Digimon di livello intermedio.

### Elecmon (Violet)
Elecmon (Violet) (エレキモン（紫）?, Erekimon (Shi)), chiamato Elecmon Vi (エレキモンＶｉ?, Erekimon Vi) in Digimon Digital Card Battle, è un Digimon Mammifero. Si tratta di un Elecmon che si è evoluto in una specie virus. A causa della sua personalità indiscriminatamente meschina e sgradevole, usa abilmente la coda per colpire il nemico. La sua mossa caratteristica lo vede scatenare una combinazione di nove colpi con le sue nove code (Tail Dusk). La sua mossa speciale genera elettricità statica prodotta sfregando le sue code insieme, provocando interferenze con onde di disturbo (Jamming Thunder).

### Falcomon
Falcomon (ファルコモン?, Farukomon) è un Digimon Uccello che vive su montagne alte 3000 metri. Poiché le sue ali non sono molto sviluppate, non è in grado di volare per lunghe distanze, quanto di planare, tuttavia compensa queste sue carenze con la sua ottima abilità nel correre sulle montagne scoscese a grande velocità, usando la sua grande forza delle gambe. Poiché ha un carattere rude, bisogna stare attenti ad avvicinarsi evitando di farlo con noncuranza, altrimenti Falcomon aggredirà ferocemente il potenziale nemico. Le sue mosse speciali gli consentono di graffiare con i suoi artigli alari il suo avversario (Scratch Smash) ed effettuare un attacco scatenato grazie alla sua potente forza delle gambe (Falco Rush). Digievolve in Diatrymon.

### Falcomon (2006)
Falcomon (ファルコモン （２００６）?, Farukomon (2006)) è un Digimon Uccello; è una sottospecie di Falcomon le cui ali si sono sviluppate per consentirgli di volare liberamente nell'aria, a differenza del normale Falcomon, che possiede una potente forza delle gambe. Nonostante la sua capacità di volare, sembra ossessionato dal fare la sua comparsa dall'alto volando su un aquilone, come un ninja. Le sue mosse speciali sono graffiare l'avversario con gli artigli che ha sulle ali (Scratch Smash) e lanciare ripetutamente degli shuriken a 4 punte di piume indurite (Shuririnken). Inoltre, è anche specializzato nel lanciare piccole bombe dall'alto mentre sta cavalcando il suo aquilone (Uchitake Otoshi). Digievolve in Peckmon (con o senza digievoluzione Burst) e Ravmon (tramite mega digievoluzione).

### Fake Agumon Expert
Fake Agumon Expert (ニセアグモン博士?, Nise Agumon Hakase, Nise Agumon Hakase in Giappone) è un Digimon Dinosauro; è un Agumon genio che ha ottenuto un dottorato in studi sui mostri digitali presso la Digital World University. Si dice che il suo titolo sia stato plagiato da Agumon Hakase. Non è così ben informato sui tipi e sui territori dei Digimon come Agumon Hakase, al contrario diffonde bugie senza scrupoli, quindi bisogna stare attenti alle informazioni che diffonde. Nonostante ciò è un gran rivale di Agumon Hakase, e si mostra sempre diligente nel non lasciare alcuna idea di ricerca a quest'ultimo, cercando di creare dei disagi alla sua controparte. Le sue mosse speciali lo vedono cercare di incantarsi con il suo cappello dispensa intelligenza (Nise Hakase Bou) e cercare di persuadere l'avversario con la sua verga (Nise Hakase Bō).

### FanBeemon
FanBeemon (ファンビーモン?, FanBīmon, FunBeemon in Giappone) è un Digimon Insetto che appartiene alla misteriosa base di miele aerea e nascosta "Royal Base". Sebbene la sua vita quotidiana differisca da quella di altri Digimon di tipo Insetto, è un gran lavoratore e ha una personalità spensierata e allegra; va d'accordo con tutti i Digimon della sua stessa specie come Palmon e Lillymon. La Royal Base è sempre in perenne costruzione e il compito di FanBeemon è quello di portare nella tana i dati lasciati sui campi di fiori o nella fauna locale, a poco a poco, per poi utilizzarli come materie prime. La famigerata base è sempre ben difesa da potenti Digimon che rendono impossibile l'accesso o il semplice avvicinamento ai non addetti ai lavori, ma l'obiettivo di tale costruzione è ancora un mistero. La sua mossa speciale consiste nell'utilizzo di minuscoli pungiglioni seghettati a fuoco rapido (Gear Stinger). Inoltre può utilizzare la mossa 88 Call, che gli consente di convocare un nutrito gruppo di compagni tramite le antenne poste sopra alla sua testa, per poi annientare il nemico con ogni mezzo, rendendo la fuga l'unica alternativa alla quasi inevitabile morte.

### Floramon
Floramon (フローラモン?, Furōramon) è un Digimon Pianta che sebbene si sia evoluto come un rettile, proprio come Palmon, è classificato come un insolito Digimon del tipo Pianta. Il suo volto ha l'aspetto di un fiore e il guscio a forma di petalo di solito protegge la sua testa come un elmo. Quando non incontra nemici sul suo cammino oppure quando è semplicemente di buon umore, i petali sulla sua testa ed entrambe le braccia si spalancano. Vede Palmon come il suo rivale e ha una personalità molto orgogliosa. La sua mossa speciale, Pioggia di Polline (Allergy Shower) genera per l'appunto del polline allergico dai fiori su entrambe le braccia. I Digimon che subiscono gli effetti di questa tecnica, compresi quelli di grandi dimensioni, finiscono per perdere il loro equilibrio mentale e perdono completamente la voglia di combattere. Digievolve in Kiwimon e Vegiemon.

### Gabumon
Gabumon (ガブモン?) è un Digimon Rettile ricoperto da una folta pelliccia e ha un corno che utilizza per attaccare i suoi aggressori. Grazie alla sua personalità estremamente paurosa e timida, raccoglie sempre i dati che Garurumon si lascia dietro e li plasma in una pelliccia da indossare. Poiché indossa la pelliccia di Garurumon, che è temuto dagli altri Digimon, diventa in grado sia di evitare dei possibili agguati che di proteggere il proprio corpo in caso di necessità. Quando indossa la pelliccia, il suo carattere cambia completamente e diventa molto più coraggioso e sicuro di sé. La sua mossa speciale è Soffio Infuocato (Petit Fire). Digievolve da Tsunomon e digievolve in Gabumon (-Yujo no kizuna-), Gabumon (Anticorpo X) (con l'Anticorpo X), Garurumon (con o senza Gomamon), KitaKitsunemon (con il Digiuovo dell'Amicizia), MetalGarurumon (tramite mega digievoluzione, con o senza WereGarurmon e Garurumon) e Omnimon (con o senza Agumon oppure tramite Connessione Invisibile). Sage Ashford di CBR ha classificato Gabumon come il decimo migliore Digimon di livello intermedio. Megan Peters di Comic Book Resources ha considerato Gabumon come il miglior Digimon partner. Ethan Supovitz di CBR ha classificato Gabumon come l'ottavo Digimon partner più forte dell'intero franchise.

### Gabumon (Black)
Gabumon (Black) (ガブモン(黒)?, Gabumon (Kuro)), chiamato BlackGabumon (ブラックガブモン —?, BurakkuGabumon) in Digimon Rumble Arena 2, è un Digimon Rettile. È un Gabumon che si è evoluto nella specie virus. La pelliccia che indossa è stata creata raccogliendo i dati di un Garurumon virale. Sebbene sia violento, diventa codardo e timido quando viene rimossa la sua pelliccia, proprio come la controparte vaccino, e il suo vero volto è ancora un segreto. La sua mossa speciale è lanciare una piccola palla di fuoco, ovvero Soffio Infuocato (Petit Fire). Digievolve da Tsunomon e digievolve in Garurumon (Black) e BlackMetalGarurumon (tramite mega digievoluzione).

### Gabumon (Anticorpo X)
Gabumon (Anticorpo X) (ガブモン（X抗体）?, Gabumon (X-Kōtai)) è un Digimon Bestia; si tratta di un Gabumon che ha subito l'effetto dell'Anticorpo X sul suo Digicore. Sebbene originariamente fosse classificato come di tipo Rettile, è diventato esso stesso di tipo Bestia dopo aver assorbito i dati delle pelli di altri Digimon dello stesso tipo che apprezza notevolmente. Il suo carattere timido e schivo non è affatto cambiato, ma una volta che indossa la sua pelliccia, cambia totalmente per favorire uno stile di combattimento rude e sferrare degli attacchi rapidi e feroci, tipici del tipo Bestia. Ha acquisito una tecnica sorprendente chiamata Petit Fire Hook, dove avvolge la sua mano destra, ora caratterizzata da degli artigli molto più duri e resistenti, con il suo Soffio Infuocato per poi pestare il nemico. L'unica zona del corpo che non viene coperta nemmeno minimamente dalla sua preziosa pelliccia è la mano destra, che per l'appunto usa per combattere. Digievolve da Gabumon (tramite l'Anticorpo X).

### Gaomon
Gaomon (ガオモン?) è un Digimon Bestia che si pensa sia una sottospecie di Gazimon che ha sviluppato artigli appuntiti. Con i suoi movimenti acuti, è specializzato in attacchi "toccata e fuga". I guanti sulle sue mani sembrano proteggere i suoi artigli fino a quando non sono completamente cresciuti. Le sue mosse speciali sfruttano la sua tenace forza delle gambe e rotolano nel petto dell'avversario (Rolling Upper), e il suo Double Backhand che scatena durante la rotazione. Inoltre, può muoversi agilmente per scatenare una raffica di pugni ad alta velocità (Gao Rush). Digievolve da Wanyamon (con o senza digievoluzione Burst) e digievolve in BlackGaogamon, Gaogamon (con o senza digievoluzione Burst; con o senza Gabumon) e MirageGaogamon. Ethan Supovitz di CBR ha classificato Gaomon come il quinto Digimon partner più forte dell'intero franchise.

### Gaossmon
Gaossmon (ガオスモン?, Gaosumon) è un minuscolo Digimon Rettile dotato di un forte spirito competitivo ed abbaia molto bene. Vista la sua piccola stazza, è un tipo veloce in grado di fuggire dal suo nemico a velocità estremamente elevate. Sebbene sia quasi impossibile rintracciarlo dopo che è corso tra i cespugli, si può facilmente trovare la sua posizione perché dopo poco tempo inizierà ad abbaiare. Essendo specializzato nella corsa sul terreno, è totalmente incapace di nuotare, poiché teme l'acqua. Non è nemmeno in grado di attraversare un ruscello profondo 10 centimetri e, a volte, ci si può imbattere in un Gaossmon che è quasi annegato e svenuto in una pozza d'acqua. Le sue mosse speciali sono un getto di fiamme a media temperatura (Kilo Flame) e un colpo di testa intenso (Head Strike). Digievolve in PawnGaossmon (con PawnChessmon (White)).

### Gazimon
Gazimon (ガジモン?, Gajimon) è un Digimon Mammifero con artigli grandi e affilati. È bipede, cosa rara tra i tipi di Digimon Mammifero; gli artigli sulle zampe anteriori probabilmente si sono evoluti per consentire l'uso delle zampe come braccia, consentendogli così il suo bipedismo. Ha un carattere estremamente aggressivo nonostante le sue piccole dimensioni e non si preoccupa mai per gli umani. Sebbene gli artigli sulle zampe anteriori siano molto efficaci nell'attaccare, sono anche sorprendentemente adatti a scavare buche, cosa che fa sempre poiché si diverte a guardare gli altri Digimon cadere all'interno delle sue trappole, mostrando così il lato malizioso del suo carattere. La sua mossa speciale è respirare gas velenosi per poi usarli contro l'avversario che finirà paralizzato, Soffio Paralizzante (Paralyze Breath). Digievolve da Pagumon e digievolve in Gazimon (Anticorpo X) (con l'Anticorpo X) e Leomon.

### Gazimon (Anticorpo X)
Gazimon (Anticorpo X) (ガジモン（X抗体）?, Gazimon (X-Kōtai)) è un Digimon Mammifero; si tratta di un Gazimon che ha subito l'effetto dell'Anticorpo X sul suo Digicore. Ora fa uso di diversi stili di combattimento che sfruttano maggiormente il suo bipedismo, come farsi sembrare di dimensioni più elevate e più intimidatorie per i Digimon che sono più piccoli di lui, incombendo su di loro e attaccando. Inoltre, ha acquisito il suo Booby Pit, uno stile di combattimento astuto che fa cadere anche i Digimon più grandi di lui nelle sue trappole speciali, dove emette dalla bocca il suo Soffio Paralizzante (Paralyze Breath) dopo aver visto come si sviluppa la situazione; è contraddistinto da una personalità maliziosa. Digievolve da Gazimon (tramite l'Anticorpo X).

### Ghostmon
Ghostmon (ゴースモン?, Gōsumon) è un Digimon Fantasma che viene spesso visto volare sopra i cimiteri. Anche se non ama mostrare la sua faccia a causa della sua grande timidezza, è un Digimon di buon cuore che aiuta chi è nel bisogno, senza essere notato da loro, diventando invisibile. Quando è costretto a combattere, si muove astutamente usando il suo Little Plasma, con cui spara colpi di poca energia dai suoi palmi, e Jack Raid, dove diventa invisibile pochi istanti prima di caricare e schiantarsi sul nemico, colpendolo da dietro mentre si trova in uno stato di confusione.

### Gizamon
Gizamon (ギザモン?) è un Digimon Anfibio che ha fatto crescere le pinne su tutte le sue zampe per nuotare in modo efficace e veloce nell'acqua. È più portato alla vita in acqua che a terra, e sebbene nuoti rapidamente nell'acqua con le sue pinne e le sue robuste zampe posteriori, a terra si muove in maniera saltellante in modo simile alle rane, perdendo però velocità. Quando si trova sulla terra ferma ha un carattere molto timido, ma è in acqua che mostra la sua vera natura feroce. La sua mossa speciale consiste nell'avvicinarsi all'avversario per poi attaccarlo con la pinna dorsale affilata a forma di lama, Rotolata Appuntita (Spiral Edge). Digievolve da Pagumon.

### Gizumon
Gizumon (ギズモン?, Gizmon, Gizumon in Giappone), chiamato Gizumon: PT (ギズモン：ＰＴ?, Gizumon: PT, Gizmon: PT in Giappone) o per intero Proto Gizumon (プロトギズモン?, Puroto Gizumon, Proto Gizmon in Giappone) è un Digimon senza senso di sé che è stato rimodellato artificialmente per eseguire le missioni come gli viene ordinato. Le sue mosse speciali gli permettono di sparare un piccolo laser dal suo occhio rosso (PT Laser), ruotando e poi facendo a pezzi il nemico (PT Helix). Nonostante sia un Digimon di livello intermedio nella maggior parte dei media, viene considerato senza livello in Digimon Collectors. Digievolve in Gizumon-AT.

### Goblimon
Goblimon (ゴブリモン?, Goburimon, Goburimon in Giappone), chiamato Goburimon in Digimon World e Goblinmon in Digimon Fusion Battles, è un Digimon Orco caratterizzato da un carattere malizioso e birichino; ha l'aspetto di un piccolo oni. Astuto ma privo di coraggio, non agisce mai da solo; difatti preferisce attaccare sempre in gruppo mentre si nasconde all'ombra di alberi o edifici. Tuttavia, una volta che si trova in inferiorità numerica, scappa a tutta velocità come un piccolo ragno. Vanta un'intelligenza leggermente superiore a quella di altri Digimon di livello intermedio. La sua mossa speciale lo vede lanciare delle palle di fuoco alla velocità di Mach contro il nemico, questa tecnica è chiamata Clava del Folletto (Goburi Strike). Digievolve in Ogremon.

### Gomamon
Gomamon (ゴマモン?) è un Digimon Animale Marino che è diventato in grado di muoversi sulla terra ferma ed è ricoperto da una pelliccia che mantiene la temperatura dell'ambiente circostante. Il suo aspetto somiglia a quello di una piccola foca, è ricoperto di segni e striature viole, ha tre artigli per ciascuna zampa, lunghe orecchie e una piccola criniera rossa. Il pelo corto e bianco che ricopre il suo corpo si allunga man mano che cresce e, inoltre, si dice che diventi marrone quando cresce. La sua personalità è quella di un ragazzaccio che ama giocherellare con tutto ciò che vede. La pelliccia rossa che cresce lungo la sua schiena dalla sommità della testa si muove secondo le emozioni di Gomamon, e quando si arrabbia queste diventa dura come una setola. Gli artigli di Gomamon sono abbastanza forti da rompere facilmente il ghiaccio solido, quindi il nemico avrà un'esperienza dolorosa se lo prenderà alla leggera. La sua mossa speciale è comandare un vasto numero di minuscoli pesci seguaci che appariranno tramite una specie di teletrasporto, Pesci d'Assalto (Marching Fishes). Digievolve da Bukamon e digievolve in Gomamon (Anticorpo X) (con l'Anticorpo X), Ikkakumon, Plesiomon (tramite mega digievoluzione), Urashimamon (tramite il Digiuovo dell'Affidabilità) e Vikemon (tramite mega digievoluzione).

### Gomamon (Anticorpo X)
Gomamon (Anticorpo X) (ゴマモン（X抗体）?, Gomamon (X-Kōtai)) è un Digimon Animale Marino; si tratta di un Gomamon che ha subito gli effetti dell'Anticorpo X sul suo Digicore. Il suo carattere dolce e adorabile è divenuto ancora più apprezzabile grazie al fatto che riesce ad esprimere le sue emozioni in maniera più vivida; la sua caratteristica pelliccia rossa viene spesso lodata dai fanatici di Gomamon. Nonostante il suo carattere mansueto, è difficile da allevare per scopi ludici in quanto la sua forza fisica è notevolmente aumentata nonostante la sua piccola stazza; si muove rapidamente anche sulla terraferma e non ha affatto perso la voglia di combattere, facendo ancora parte delle cosiddette "Specie da Combattimento". Agisce molto raramente insieme all'enorme Daipenmon che considera un suo seguace. Anche se la sua Goma Milk Death raramente vista sembra essere una tecnica in cui Gomamon è specializzato, in realtà è una potente mossa speciale che Daipenmon scatena al suo posto. Digievolve da Gomamon (tramite l'Anticorpo X).

### Gotsumon
Gotsumon (ゴツモン?, Gottsumon, Gottsumon in Giappone) è un Digimon Minerale rivestito con i dati dei minerali che si possono trovare nei campi; vanta di difese elevate che gli consentono di proteggersi efficacemente datli attacchi nemici. Con la sua personalità maliziosa e allegra, tratta i Digimon degli stadi precedenti al suo come se fosse un bullo. A volte si rivela un po' egoista, e quando si arrabbia, si scatena violentemente come un'eruzione vulcanica, diventando inarrestabile. I dati sul minerale di cui è composto variano a seconda delle condizioni e del luogo di origine, e ha il potenziale per varie evoluzioni. La sua mossa speciale gli consente di sparare delle rocce estremamente dura dalla sua testa, Colpo di Roccia (Angry Rock). Nonostante sia un Digimon di livello intermedio nella maggior parte dei media, viene considerato di livello campione in Digimon World: Digital Card Battle. Digievolve in Rockmon, Gotsumon (Anticorpo X) (tramite l'Anticorpo X), Icemon, Meteormon (tramite mega digievoluzione, con o senza Starmon e MudFrigimon), Minotaurmon (evoluto) e Monochromon (con o senza Agumon (2006)).

### Gotsumon (Anticorpo X)
Gotsumon (Anticorpo X) (ゴツモン（X抗体）?, Gottsumon (X-Kōtai), Gottsumon (Anticorpo X) in Giappone) è un Digimon Minerale; si tratta di Gotsumon che ha subito gli effetti dell'Anticorpo X sul proprio Digicore. La sua capacità di rivestirsi di dati sui minerali nei campi è stata migliorata e ha ottenuto un corpo più voluminoso e una maggiore potenza difensiva. Anche i colpi pesanti che sferra dal suo corpo si sono naturalmente potenziati, ma il suo Rage Rock, un attacco spericolato che effettua quando è adirato, ha un formidabile potere distruttivo nonostante sia un Digimon di livello intermedio. Digievolve da Gotsumon (tramite l'Anticorpo X).

### Guilmon
Guilmon (ギルモン?, Girumon) è un Digimon Rettile con l'aspetto di un dinosauro che conserva la sua giovinezza. Anche se è ancora un Digimon di livello intermedio, il suo potenziale come "Specie da Combattimento", caratteristica che possiedono naturalmente tutti i Digimon, è molto grande e nasconde la feroce personalità di una bestia carnivora. Il segno disegnato sul suo addome è chiamato "Digital Hazard", che è inscritto sui Digimon che hanno il potenziale di causare danni ingenti ai dati dei computer. Tuttavia, fintanto che questa capacità viene utilizzata pacificamente, può probabilmente diventare un essere che protegge Digiworld anziché distruggerlo. La sua caratteristica gli permette di distruggere le rocce con le sue robuste zampe anteriori (Rock Breaker) mentre la sua mossa speciale è lanciare un potente colpo di fiamma chiamato Pirosfera (Fireball). Digievolve da Gigimon e digievolve in Gallantmon (tramite mega digievoluzione, con o senza Takato Matsuki, con o senza Bearmon, con o senza WarGrowlmon e Knightmon), Gallantmon Crimson Mode (tramite mega digievoluzione, con o senza DigiGnomo), Growlmon (con o senza Terriermon) e Guilmon (Anticorpo X) (tramite l'Anticorpo X). Ethan Supovitz di CBR ha classificato Guilmon come il quarto Digimon partner più forte dell'intero franchise.

### Guilmon (Anticorpo X)
Guilmon (Anticorpo X) (ギルモン（X抗体）?, Girumon (X-Kōtai)) è un Digimon Drago Demoniaco; si tratta di un Guilmon che ha subito gli effetti dell'Anticorpo X sul suo Digicore. Il marchio "Digital Hazard" (lett. "Pericolo Digitale") inciso sul suo corpo è scomparso del tutto, questa sparizione è dovuta al fatto che ha accettato e contenuto il suo potere nel suo corpo. Sebbene la sua potenza latente non si sia ancora risvegliata, se questa crescerà nella maniera corretta, le sue qualità potranno maturare fino a renderlo un vero e proprio guardiano di Digiworld. Poiché il suo istinto come parte della specie virus è aumentato, la sua personalità di conseguenza è diventata ancora più aggressiva e ha acquisito la sua tecnica sorprendente, Fire Mitt, dove avvolge le sue braccia nella sua mossa speciale Pirosfera (Fireball) e batte il nemico. Digievolve da Guilmon (tramite l'Anticorpo X) e digievolve in Growlmon (Anticorpo X).

### Gumdramon
Gumdramon (ガムドラモン?, Gamudoramon) è un Digimon Drago Piccolo che possiede una Shippodzuchi (una coda a martello) flessibile che può estendersi ovunque. Il suo corpo è anche molto morbido ed elastico e si muove dinamicamente usando tutto il suo corpo come una molla. È anche in grado di volare alla sua velocità di corsa grazie alle sue piccole ali. La sua personalità è molto maliziosa, perciò è un'esibizionista. Per attirare l'attenzione degli altri, si intromette nel mezzo di una qualsiasi tipo di situazione pericolosa e si scatena, non fermandosi finché non riesce a distinguersi da tutti gli altri. Il suo potenziale nasconde il suo potere considerevole e insondabile, ma è inibito dal "Kinkoji" (ovvero il suo vincolo dell'essere un Digimon di livello intermedio) che indossa sulla coda. Le sue mosse speciali lo vedono brandire liberamente la sua Shippodzuchi come un martello (Ran-gum Break), facendo oscillare la sua Shippodzuchi gigantesca mentre esegue un salto a molla in avanti (Jacked Hammer), e un singolo colpo sferrato con la Shippodzuchi mentre esegue continue capriole in avanti a alta velocità per generare fiamme (Fire Vortex). Digievolve in Arresterdramon, Xros Up Arresterdramon (Sagomon) (con Sagomon) e Xros Up Gumdramon (Kotemon) (con Kotemon).

### Hackmon
Hackmon (ハックモン?, Hakkumon, Huckmon in Giappone) è un Digimon Drago Piccolo caratterizzato da un colore bianco brillante simile a quello della neve. Il suo stile di vita libero, moderato e amante dell'avventura è probabilmente dovuto al DNA di Gankoomon. Affronta le rigorose prove imposte da Gankoomon con aria di compostezza. Ha un magistrale senso del combattimento grazie al suo lignaggio e grazie al suo addestramento con i suoi accompagnatori, le sorelle Sistermon, inoltre è in grado di resistere in battaglia contro i suoi avversari anche se sono di livello evoluto. È specializzato nel combattimento ravvicinato che sfrutta la sua acutezza, tagliando a pezzi l'avversario con i suoi robusti artigli (Fif Slash), ruotando la coda come un trapano e spingendolo contro l'avversario (Teen Ram), e sputando una Baby Meteora (Baby Flame) dalla sua bocca, utilizzabile anche come diversivo. Segue i suoi sogni di diventare un Cavaliere Reale come Gankoomon mentre combatte attraverso continue battaglie. Digievolve in BaoHackmon e Jesmon (tramite mega digievoluzione).

### Hagurumon
Hagurumon (ハグルモン?) è un Digimon Macchina mutante a forma di ingranaggio. Il suo corpo è composto da ingranaggi integrati che ruotano costantemente e per questo motivo, se manca anche una sola marcia, tutti gli ingranaggi del suo corpo smettono di ruotare e diventa incapace di mantenere le sue funzioni vitali. Hagurumon possiede l'abilità speciale di inviare un virus informatico ai suoi avversari per manipolarli a piacimento, e questa capacità è spesso sfruttata dal diabolico Digimon. Tuttavia, poiché Hagurumon non ha percezione di sé, non riesce a comprendere quando viene utilizzato in modo improprio dal prossimo. La sua mossa speciale consiste nell'impiantare un Black Gear, un ingranaggio nero, all'interno del corpo dell'avversario, facendolo impazzire (Darkness Gear). Digievolve in Guardromon e Hagurumon (Anticorpo X) (tramite l'Anticorpo X).

### Hagurumon (Anticorpo X)
Hagurumon (ハグルモン（X抗体）?, Hagurumon (X-Kōtai)) è un Digimon Macchina; si tratta di un Hagurumon che ha subito gli effetti dell'Anticorpo X sul proprio Digicore. Il suo corpo si è legato a due Kohagurumon, una versione più piccola di un normale Hagurumon, e il virus contenuto nel suo corpo è divenuto ancora più letale. I due Kohagurumon ruotano regolarmente in tandem e se questa rotazione diventa irregolare, finiranno per cadere e correre il rischio di danneggiarsi. Nonostante la modifica al Digicore, Hagurumon non ha ancora una vera e propria percezione di sé o dei singoli Kohagurumon che fanno parte del suo corpo, perciò non è ancora in grado di capire quando viene sfruttato dal prossimo. Alcuni degli ingranaggi che compongono il suo corpo sono cambiati e hanno assunto una forma simile a quella dei trapani, che sfrutta in caso di necessità per penetrare il corpo dei suoi avversari nel caso di ostilità. Digievolve da Hagurumon (tramite l'Anticorpo X).

### Hawkmon
Hawkmon (ホークモン?, Hōkumon) è un Digimon Uccello molto educato e sempre calmo. Proprio come Veemon, è un discendente di una specie speciale che nacque in tempi antichi, quindi è in grado di prendere in prestito il potere delle Digiuova per pseudo-evolversi in un Digimon di livello armor. La sua mossa caratteristica lo vede beccare violentemente il nemico con il proprio becco simile ad un picchio (Beak Pecker). La sua mossa speciale invece lo vede utilizzare l'ornamento di piume sulla sua testa come un boomerang, Piuma Tranciante (Feather Slash). Digievolve da Poromon e digievolve in Aquilamon (con o senza Dorumon e Biyomon), Halsemon (tramite il Digiuovo dell'Amore), Rinkmon (tramite il Digiuovo dell'Amicizia) e Shurimon (tramite il Digiuovo della Sincerità).

### Herissmon
Herissmon (エリスモン?, Erisumon), chiamato Erismon (エリスモン?, Erisumon) in Digimon Pendulum Ver.20th, è un Digimon Mammifero simile ad un porcospino, è molto curioso e perde di vista il suo obiettivo principale quando trova qualcosa di divertente su cui focalizzarsi, sebbene sia anche molto cauto e renderà ancora più duri i suoi aculei quando ha paura, raggomitolandosi in una palla fino a quando il pericolo viene sventato. Tuttavia, si affeziona molto a coloro che lo trattano con gentilezza e mostrerà a quest'ultimi i suoi tesori preferiti che tiene nascosti nella sua folta pelliccia. Ha l'abitudine di essere guardingo ogni volta che vede un Gatomon, in quanto in passato fu più volte vittima di bullismo e cerca di mostrarsi più forte nei suoi riguardi. Le sue mosse speciali lo vedono attaccare l'avversario sparando alcuni aculei ricoperti di fulmini (Lightning Fur) e piegare il suo corpo in una palla e caricando l'avversario (Kenzan Dive). Digievolve da Pusurimon e digievolve in Filmon, Rasenmon (tramite mega digievoluzione) e Stefilmon (tramite mega digievoluzione).

### Hyokomon
Hyokomon (ヒョコモン?) è un Digimon Pollo, forma evoluta di Chicchimon. È un pulcino samurai che vaga in giro per il mondo per imparare a padroneggiare l'arte della spada. Digievolve da Chicchimon e digievolve in Buraimon (con o senza Hawkmon).

### Ignitemon
Ignitemon (イグニートモン?, Igunītomon, Iguneetmon in Giappone) è un Digimon Rettile Umano che trascorre pacificamente la sua vita quotidiana rilassandosi. Suona spesso con i suoi amici Monitamon e ogni volta che guarda gli spettacoli comici DigiTalk presentati da Monitamon nel tempo libero, scoppia a ridere. Oltre a divertirsi, è un tipo molto pigro, e passa il suo tempo ad oziare. Nonostante la sua pigrizia, possiede una grande forza combattiva ed ogni arma che brandisce non è da meno e possono essere lanciate per tagliare in piccoli pezzi il nemico. Nella sua mano destra porta la "Galápagos (Navy)" mentre in quella sinistra impugna la "Galápagos (Army)"; entrambe dall'aspetto simile a quello degli shuriken, gli permettono di concentrare l'energia e scatenano la sua ondata tagliante chiamata "Galápagos Field". Inoltre può eseguire il "Timoniniser", una tecnica che effettua caricando la sua "Gunsword" sulla sua testa con dei proiettili che hanno effetti diversi a seconda della combinazione che Ignitemon decide di sfruttare. Sebbene questo Digimon eviti il più delle volte il campo di battaglia, si arrabbia quando qualcuno lo interrompe mentre si sta divertendo, specialmente mentre sta guardando la televisione. Nei casi estremi può fare esplodere l'energia riposta nel marchio McField "Fernandina" che pende dal suo petto, catturando sia se stesso che il suo avversario nella morsa del suo Final Traveller, per poi essere spazzati via senza lasciare alcuna traccia. Tuttavia, siccome preferisce godersi la vita, cerca di non ricorrere mai a questa tecnica.

### Impmon
Impmon (インプモン?, Inpumon) è un Digimon Diavolo Piccolo che ha l'aspetto di un piccolo demone. Ama fare scherzi e si diverte a mettere in imbarazzo i suoi avversari. Inoltre, si dice che quando appare Impmon, gli elettrodomestici impazziscono temporaneamente, quindi un guasto momentaneo può essere dovuto al fatto che Impmon sta facendo uno scherzo proprio in quel momento. Sebbene sia un Digimon che ama essere malizioso, non si arrabbia mai con i Digimon più grandi e forti, ma si oppone a loro, mostrando un atteggiamento decisamente duro, tuttavia, in realtà il suo comportamento è dovuto al fatto che trascorre la maggior parte del suo tempo in solitudine. La sua mossa caratteristica è l'evocazione degli elementi fuoco e ghiaccio (Summon) che poi scaglia addosso all'avversario. La sua mossa speciale lo vede attaccare il nemico con le fiamme dell'oscurità, Badaboom (Night of Fire). Digievolve da Yaamon e digievolve in Beelzemon (con o senza il Digital Translator, con o senza Myotismon e Mummymon), Beelzemon: Blast Mode, Impmon (Anticorpo X) (tramite l'Anticorpo X) e Meramon. Sage Ashford di CBR ha classificato Impmon come l'ottavo migliore Digimon di livello intermedio.

### Impmon (Anticorpo X)
Impmon (Anticorpo X) (インプモン（X抗体）?, Inpumon (X-Kōtai)) è un Digimon Diavolo Piccolo; si tratta di un Impmon che ha subito gli effetti dell'Anticorpo X sul proprio Digicore. Grazie all'Anticorpo X la sua forza è aumentata e di conseguenza ha deciso di agire ancora più in disparte di prima. Indossa una benda sull'occhio destro e una sciarpa attorno al collo, credendo che questi indumenti contribuiscano a farlo sembrare un lupo solitario; è convinto che quando rimuove la benda il suo vero potere latente possa emergere, anche se in realtà non sortisce alcun effetto sulla forza delle sue tecniche e ciò si limita solamente ad un compiacimento psicologico. La sua mossa speciale gli permette di evocare gli elementi del fuoco e del ghiaccio per poi scagliarli con insistenza contro l'avversario (Summon Chaser). Può utilizzare questa tecnica non solo per attaccare, ma anche per fare degli scherzi ad eventuali malcapitati. Digievolve da Impmon (tramite l'Anticorpo X).

### Jazamon
Jazamon (ジャザモン?) è un Digimon Drago Uccello; si tratta di un piccolo essere metallico con le sembianze che si rivelano un misto tra un drago e un uccello. Sebbene sia in grado di planare dall'alto usando le sue ali, non è in grado di sollevarsi sbattendole. Poiché è piuttosto timido, si rivela essere un Digimon molto cauto e che diffida degli oggetti che si muovono nei dintorni indipendentemente dal fatto che sia giorno o notte. La sua mossa speciale è beccare il suo nemico con il suo becco duro (Kokon Pick). Digievolve in Jazardmon.

### Junkmon
Junkmon (ジャンクモン?, Jankumon) è un Digimon Balocco con l'aspetto simile a quello di un castoro e con l'abitudine di lanciare della spazzatura dal cannone che porta sul suo dorso. Se una famosa fabbrica scompare prima che qualcuno possa avere il tempo di accorgersene, la causa potrebbe essere legata ad un gran numero di Junkmon. Una volta che scopre degli intrusi nel suo territorio, li scaccia con il suo Parabolic Junk, dove colpisce il sacco della spazzatura posto in fondo al suo cannone con la coda, e dopodiché spara i vari tipi di spazzatura che ha accumulato nel corso del tempo dal cannone. Gli avversari persistenti subiranno il suo Scrap Teeth, con il quale morde le sue nemesi con i suoi orgogliosi denti anteriori.

### Keramon
Keramon (ケラモン?) è un Digimon Sconosciuto che si è evoluto da Tsumemon. Il suo fisico è diventato più grande e con la sua enorme bocca può consumare molti più dati di quanto potrebbe fare Tsumemon. Poiché consuma più di 100 megabyte di dati al secondo, quest'ultimi vengono distrutti nell'istante in cui entrano nel suo corpo. A causa della sua personalità estremamente allegra, pensa alle sue azioni distruttive come se fossero esclusivamente un gioco. La sua mossa speciale gli consente di emettere un proiettile di luce distruttivo mentre ride (Crazy Giggle). Digievolve da Tsumemon e digievolve in Diaboromon (tramite mega digievoluzione o con Kuramon), Infermon (tramite mega digievoluzione) e Keramon (Anticorpo X) (tramite l'Anticorpo X).

### Keramon (Anticorpo X)
Keramon (Anticorpo X) (ケラモン（X抗体）?, Keramon (X-Kōtai)) è un Digimon Sconosciuto; si tratta di un Keramon che ha subito gli effetti dell'Anticorpo X sul proprio Digicore. Sebbene abbia mantenuto un unico corpo, solo la sua faccia è stata divisa in modo da poter masticare anche enormi quantità di dati in una volta sola. Adesso anche i Digimon possono diventare le sue prede e divorerà completamente anche i Digimon di livello evoluto se vengono catturati nella sua morsa. Ogni suo volto ha una volontà propria e mostra un'espressione felice o dispiaciuta mentre mastica la stessa preda. La sua mossa speciale, Crazy Giggle, che scatena mostra le sue varie espressioni, è più che triplicata in potenza. Digievolve da Keramon (tramite l'Anticorpo X) e digievolve in Diaboromon (Anticorpo X) (tramite mega digievoluzione).

### Kohagurumon
Kohagurumon (コハグルモン?) è un Digimon Macchina; si tratta semplicemente di una versione più piccola di Hagurumon (Anticorpo X) che si è attaccata al suo corpo e funge da mano; agisce sempre in coppia ad un altro membro della stessa specie. Hagurumon (Anticorpo X) ne utilizza sempre due anche per compiere diversi attacchi.

### KoKabuterimon
KoKabuterimon (コカブテリモン?) è un Digimon Insetto; nonostante il suo corpo sia piccolo, è molto forte e resistente. Ha un grande corno di cui va molto orgoglioso; è temuto dai Digimon che abitano nei dintorni del suo habitat, ma in realtà è un tipo pacifico che odia combattere e ha una personalità gentile. Tuttavia, la sua forza è considerevolmente grande e sembra sia stato in grado di sollevare con facilità un Tortomon durante un esperimento tenutosi in un certo istituto di ricerca. Le sue mosse speciali gli consentono di sollevare fra le sue braccia l'avversario e scagliarlo in lontananza con il suo corno (Scoop Smash) o affondarlo con le sue zampe anteriori nel terreno (Beetle Lariat). Digievolve in BladeKuwagamon.

### Kokuwamon
Kokuwamon (コクワモン?) è un Digimon Macchina con l'aspetto di un insetto; si tratta un Digimon molto insolito che è stato scoperto solo di recente da parte di alcuni studiosi di Digiworld, difatti la sua stessa esistenza non era mai stata nemmeno immaginata. Quando si tenta un qualsiasi approccio con Kokuwamon bisogna farlo con la massima sicurezza poiché se quest'ultimo avverte qualcuno come una minaccia, finisce per scaricargli addosso un 1 MV di elettricità dalla sua testa e dalle braccia a forma di pistola stordente, il che porterebbe a morte certa. Nonostante ciò, non ha una personalità aggressiva, ma bensì è docile e cerca sempre un luogo dove possa trascorrere le sue giornata in piena tranquillità. Usa l'elettricità come fonte nutriente e carica quest'ultima utilizzando le sue due gambe centrali. La sua mossa speciale scarica elettricità dalle pinze poste su entrambe le braccia e taglia gli oggetti solidi con estrema facilità e precisione, Mini Pinze Trituranti (Scissor Arms Mini). Digievolve in Guardromon e Kokuwamon (Anticorpo X) (tramite l'Anticorpo X).

### Kokuwamon (Anticorpo X)
Kokuwamon (Anticorpo X) (コクワモン（X抗体）?, Kokuwamon (X-Kōtai)) è un Digimon Macchina con l'aspetto di un insetto; si tratta di un Kokuwamon che ha subito gli effetti dell'Anticorpo X sul proprio Digicore. Grazie all'aumento delle sue capacità di caricare energia elettrica, non solo può scaricare quest'ultima, ma ora è anche in grado di fornire l'elettricità utilizzata per il suo "Dendouhenkei", ovvero la sua trasformazione elettrica. L'aumento della sua potenza offensiva in particolare non può essere confermata, ma quando si arrabbia sul serio finirà per attaccare nella sua forma post-"Dendouhenkei", il che lo porterà decisamente in vantaggio rispetto all'avversario. Digievolve da Kokuwamon (tramite l'Anticorpo X).

### Kotemon
Kotemon (コテモン?) è un Digimon Rettile che mira a diventare uno spadaccino di prima classe tra i Digimon; si veste come un praticante di kendō. Nonostante non sia molto loquace, è un tipo laborioso che si allena diligentemente in segreto. Il suo vero aspetto risulta essere un mistero, poiché non rimuove mai il suo equipaggiamento difensivo, compresa la maschera di protezione. Sebbene abbia un carattere timido e frignone, si prende profondamente cura dei suoi amici e ha un forte senso della giustizia, mostrando anche il suo lato volitivo di volta in volta. La sua mossa caratteristica colpisce le braccia del nemico con un attacco elettrificato (Thunder Kote). La sua mossa speciale è coprire la sua Shinai (ovvero la spada di bambù che porta sempre con sé) di fiamme e mirare alla testa dell'avversario (Fire Men). Digievolve in Dinohumon (con o senza DotAgumon e Hawkmon) e Xros Up Gumdramon (Kotemon) (con Gumdramon).

### Kudamon
Kudamon (クダモン?) è un Digimon Bestia Sacra che è sempre avvolto attorno a un bossolo sacro e non si separa mai da esso. Si dice che giorno dopo giorno accumuli il potere sacro all'interno dell'orecchino posto sul suo orecchio sinistro e che il potere immagazzinato sia abbastanza grande da avere influenza sulla sua prossima evoluzione. Ha un carattere calmo, freddo e riservato; conduce una valutazione precisa della situazione anche in un combattimento e ottiene il vantaggio in battaglia cercando di sfruttare tutte le condizioni possibili concesse sul momento. Al contrario, quando si trova in inferiorità numerica, fa uso di una tecnica difensiva in cui entra all'interno del suo bossolo e rimane al suo interno al sicuro. Le sue mosse speciali colpiscono il nemico con l'intero bossolo mentre fa girare il suo corpo (Dangan Senpū) e lo acceca con un grande fascio di luce radiante emesso dal suo orecchino (Zekkoushou).

### Kudamon (2006)
Kudamon (クダモン （２００６）?) è un Digimon Bestia Sacra che è sempre avvolto attorno a un bossolo sacro e non si separa mai da esso. Le sue caratteristiche sono praticamente identiche a quelle di un Kudamon normale, con la sola differenza che è anche in grado di emettere un raggio sacro quando i motivi sulla sua schiena brillano (Holy Shot). Digievolve in Reppamon (con o senza digievoluzione Burst), Sleipmon (tramite mega digievoluzione, tramite DNA digievoluzione con o senza Tyilinmon) e Tyilinmon (tramite mega digievoluzione, con o senza digievoluzione Burst completa).

### Kunemon
Kunemon (クネモン?) è un Digimon Larva che presenta su tutto il corpo dei disegni simboleggianti dei fulmini. Poiché i giovani Digimon insettoidi cono considerati esseri piuttosto unici tra gli altri Digimon, la sua forma evoluta non è ancora del tutto chiara, ma sembra essere ovvio dalla scoperta di Kunemon che esistono Digimon Insetto diversi da Kabuterimon. Non è chiaro se i fulmini presenti sulla parte che si può considerare il suo volto siano organi equivalenti agli occhi, perché questi cambiano forma a seconda delle sue emozioni. Il suo carattere è abbastanza malizioso. La sua mossa speciale è lanciare un filo di seta caricato elettricamente dal suo duro becco, Elettro Scarica (Electric Thread). Se l'avversario rimane impigliato in questo filo può essere messo fuori combattimento velocemente dall'intensa scossa elettrica. Digievolve in Flymon.

### Labramon
Labramon (ラブラモン?, Raburamon) è un Digimon Bestia che ha l'aspetto di un cane di razza Labrador. Si dice che questo Digimon artificiale di livello intermedio sia giunto alla sua fase evolutiva finale, e sebbene l'opinione prevalente affermi che non andrà mai oltre a questo stadio, esistono anche dei rapporti non confermati che alcuni Labramon siano riusciti ad evolversi comunque, sorpassando questo limite. Alcuni sostengono che solamente un miracolo potrebbe stimolare una nuova forma in Labramon. È estremamente fedele al suo Domatore e si sente in dovere di proteggerlo. La sua mossa caratteristica è Cure Liqueur che ripristina e ottimizza i dati di un Digimon indebolito da una battaglia. La sua mossa speciale gli consente di generare un'iper oscillazione con un potente latrato (Retriever-bark). Digievolve da Xiaomon e digievolve in Dobermon.

### Lalamon
Lalamon (ララモン?, Raramon) è un Digimon Pianta che ha l'aspetto di un bocciolo in fiore. Gira la foglia sulla sua testa per volare in maniera instabile; ha un volto inespressivo ma comunque affascinante per gli altri Digimon. La sua mossa speciale gli permette di sparare delle noci dalla sua bocca (Nuts Shoot). Ha una personalità sorprendentemente precisa e riesce a portare a termine tutti gli obiettivi che si prefissa nel corso del tempo. Inoltre, può far girare la sua foglia con tutte le sue forze per assalire l'avversario (Lala Screw) e addormentarlo con la sua canzone (Sing a Song). Digievolve da Budmon e digievolve in Rosemon (tramite mega digievoluzione) e Sunflowmon.

### Liollmon
Liollmon (レオルモン?, Reorumon) è un Digimon Bestia Sacra con l'aspetto simile a quello di un cucciolo di leone dal manto dorato. Sembra che ci siano pochissimi esemplari sopravvissuti, quindi la sua esistenza non è stata confermata fino a poco tempo fa da parte di alcuni studiosi di Digiworld. È un Digimon con una territorialità molto intensa, quindi non mostra alcuna pietà a chi entra nella sua zona, anche se si tratta della stessa specie di Digimon. Quando è in allerta, i capelli sulla sua testa si caricano di elettricità e si dice che produca un suono quando viene minacciato. Le sue mosse speciali sono fare a pezzi l'avversario con i suoi artigli affilati (Lio Claw) e mirare ai suoi organi vitali con le sue zanne (Critical Bite). Sebbene Critical Bite abbia il potere di abbattere un Digimon di livello campione con un solo colpo, la sua percentuale di successo è molto bassa. Digievolve in Liamon.

### Lopmon
Lopmon (ロップモン?, Roppumon) è un Digimon Bestia di colore marrone con strisce rosa e tre corni sulla testa; assomiglia molto a Terriermon. Il modo in cui si svolge la sua crescita è un mistero e nonostante possa essere classificato come un Digimon di specie Bestia data la sua struttura corporea, non si conoscono dettagli precisi per comprenderlo al meglio. Ha un carattere solitario e generalmente piagnucolone; nonostante non si possa inserire nelle cosiddette "Specie da Combattimento", quando deve affrontare una battaglia si dimostra più forte di quanto possa sembrare. Le sue mosse caratteristiche gli consentono di generare un minuscolo tornado ruotando le sue orecchie come un'elica, Lop-Tornado (Petit Twister), e può eseguire una tecnica in coppia con Terriermon chiamata Double Typhoon, ovvero un attacco combinato nato dall'unione dei mulinelli generati da entrambi con le loro orecchie. La sua mossa speciale è lanciare dalla bocca una palla di aria super gelida o un'intera raffica, Soffio Polare (Blazing Ice). Digievolve da Kokomon e Conomon e digievolve in Antylamon (Deva), Kerpymon (Virus), Lopmon (Anticorpo X) (tramite l'Anticorpo X), Neo Myotismon Darkness Mode (Shoutmon) (tramite Digi-Xros forzata con Neo Myotismon Darkness Mode (MetalGreymon) e Shoutmon), Turuiemon, Wendigomon e WhiteLopmon.

### Lopmon (Anticorpo X)
Lopmon (Anticorpo X) (ロップモン（X抗体）?, Roppumon (X-Kōtai)) è un Digimon Bestia; si tratta di un Lopmon che ha subito gli effetti dell'Anticorpo X sul proprio Digicore. Il pelo delle orecchie e la coda sono più leggeri e gli consentono di volteggiare in maniera più semplice ed efficace cavalcando il vento. Il gioiello Chen Garnet posto sul suo orecchio sinistro è collegato al suo gemello, Terriermon, consentendo loro di conoscere lo stato dell'altro in ogni momento. Gli piace fare passeggiate in aria, in particolar modo con Terriermon. La sua mossa speciale è una tecnica all'unisono in cui inala l'aria esattamente nello stesso momento di Terriermon e la espelle come aria calda e fredda (Fi-rost Typhoon). Digievolve da Lopmon (tramite l'Anticorpo X).

### Lucemon
Lucemon (ルーチェモン?, Rūchemon) è un Digimon Angelo con l'aspetto di un bambino angelico con i capelli biondi, gli occhi chiari e cinque paia d'ali, più altre due sulla testa. Si dice che sia disceso nell'antico mondo digitale in un'epoca molto antica. Inoltre si è manifestato in un'era in cui il mondo digitale era nel caos e qualcuno sostiene che abbia portato l'ordine e l'armonia, che mancavano da tempo. Tuttavia, nacque un lungo periodo di oscurità a causa della successiva ribellione di Lucemon. Sebbene abbia le fattezze di un bambino, la potenza e l'intelligenza che possiede superano persino quelle di un Digimon di livello evoluto. Si dice che le abilità di Lucemon siano state ereditate e divise tra i tre Grandi Angeli. La sua mossa speciale gli consente di sparare dieci sfere di luce surriscaldate disposte in una sizigia cruciforme, Croce Galattica (Grand Cross). Questa tecnica possiede un potere tale da superare anche quello delle Microsfere Angeliche di Seraphimon. Digievolve in Lucemon: Falldown Mode (con o senza Vilemon, Minotarumon e Angemon) e Lucemon: Shadowlord Mode.

### Ludomon
Ludomon (ルドモン?, Rudomon) è un Digimon Armatura membro dei "Legend-Arms", ovvero una particolare razza di Digimon in grado di trasformarsi in armi. È l'unico tra tutti i "Legend-Arms" ad essere in grado di trasformarsi in uno scudo. Impugna robusti scudi d'acciaio sulla testa e su entrambe le braccia, che lo proteggono dagli attacchi provenienti da qualsiasi direzione. Essendo un Digimon creato con lo scopo di proteggersi, viene considerato uno dei più resistenti fra tutti quelli creati e viene spesso adoperato nelle aree prese di mira dalla D-Brigade in quanto ritenuto molto affidabile. La sua mossa speciale è usare il Wall Rake (un rastrello da muro) che brandisce su entrambe le braccia per attaccare e difendersi. Inoltre Ludomon è anche in grado di esibire le sue capacità difensive al massimo della loro forza mentre si trasforma in uno scudo. Digievolve da Kakkinmon e digievolve in TiaLudomon.

### Lunamon
Lunamon (ルナモン?, Runamon) è un Digimon Mammifero che ha l'aspetto di un coniglio, nato dalla fusione dei dati di osservazione della Luna. Con le sue grandi orecchie, è in grado di riconoscere i suoni da qualsiasi distanza e, nonostante la sua timidezza, sviluppa facilmente dei rapporti con il prossimo e non sopporta la solitudine. Le sue mosse speciali graffiano con gli artigli che sembrano innocui a prima vista, ma sono pieni di potere oscuro (Luna Claw) e concentrano il potere nella sua antenna frontale, quindi sparano una sfera d'acqua all'avversario (Tear Shoot). Inoltre, è in grado di roteare le orecchie, inghiottendo l'avversario nel vortice di bolle generate (Lop-ear Ripple). Digievolve da Moonmon e digievolve in Dianamon (tramite mega digievoluzione) e Lekismon (con o senza Lopmon e YukiAgumon).

### Meicoomon (intermedio)
Meicoomon (メイクーモン?, Meikūmon) è la forma di livello intermedio di Meicoomon e assomiglia molto esteticamente a Salamon tranne che per i colori. Ha un corpo simile quasi interamente giallo tranne che per le zampe di colore beige. Digievolve da Meicoomon di livello primo stadio e digievolve in Meicoomon di livello campione.

### Metabee
Metabee (メタビー?, Metabī) formalmente denominato "Metal Beetle", è un personaggio proveniente da Medarot inserito nel franchise Digimon come pesce d'aprile. È un Medarot di tipo Scarabeo Rinoceronte di vecchia generazione sviluppato quando i Medarot vennero distribuiti sul mercato per la prima volta. È un tipo orientato al tiro standard che non ha una forza eccezionale ma in compenso brilla per l'equilibrio generale delle sue abilità. La sua mossa speciale consiste nel concentrare la potenza di tutte le sue parti di tiro usando il potenziale nascosto nella sua medaglia e lanciando un potente colpo (Isseishageki). Digievolve in Omedamon (con Rockshow).

### Minidekachimon
Minidekachimon (ミニデカチモン?) è un Digimon Sbilanciato che ha l'aspetto di un piccolo dinosauro. Vive all'interno dell'enorme bocca di Atamadekachimon da cui non si separa mai. Digievolve in Atamadekachimon.

### ModokiBetamon
ModokiBetamon (モドキベタモン?) è un Digimon Anfibio; fa parte di una specie rara di Digimon che assomiglia esattamente a Betamon se non per qualche differenza nei colori che sono leggermente più chiari. A differenza di Betamon, che utilizza esclusivamente attacchi elettrici, ModokiBetamon è anche in grado di controllare l'acqua, anche se per poco tempo, e va molto fiero di questa sua caratteristica distintiva. Il suo carattere è simile a quello di un qualsiasi Betamon, preferisce rimanere in silenzio in luoghi tranquilli dove nessuno lo potrà disturbare. La sua mossa speciale è quella di erigere un grande pilastro d'acqua che fa volare via i nemici (Aqua Tower).

### Monmon
Monmon (コエモン?, Koemon, Koemon in Giappone) è un Digimon Bestia che ha l'aspetto di una piccola scimmia. Ha abbastanza forza per impugnare con facilità una fionda grande quanto il suo corpo e vanta anche di una gran sicurezza nelle sue capacità, il che gli consente facilmente di impedire alla sua preda di scappare. Spesso cade dalle cime degli alberi a causa della sua personalità incurante. I suoi tratti distintivi sono il suo vestito tigrato e la sua coda bianca. La sua mossa caratteristica è lanciare un cerchietto alle gambe dell'avversario per intrappolarlo e farlo cadere (Mischievous Hoop). La sua mossa speciale è un attacco da tiro che vanta una precisione infallibile (Baby Sling).

### Monitamon
Monitamon (モニタモン?) è un Digimon Braun, ninja con l'hobby di guardare le azioni degli altri Digimon, osservando sempre tutti e ovunque. Anche se insiste nel dire che è un ninja, quello che fa non è altri che stalking. Se capita di vederne uno in giro, probabilmente ne saranno nascosti altri trenta intorno al Digimon che viene costantemente pedinato. Sebbene usi liberamente ninjutsu come Kadan, che crea una palla di fuoco, Suiryū, una pistola ad acqua, Kazaguruma, che solleva un vento, e Densen, che scarica fulmini, nessuno di questi vanta di un gran potere. Ciò che dovrebbe essere notato non è la sua forza di combattimento ma la sua capacità di Information Sharing (condivisione delle informazioni). Ciò gli consente di registrare le informazioni acquisite e condividerle con il collega Monitamon, così le osservazioni di Monitamon, qualsiasi esse siano, vengono trapelate molto più velocemente. Digievolve in Shonitamon (con Shoutmon) e Hi-Vision Monitamon (con 2 o 3 Monitamon).

### Monodramon
Monodramon (モノドラモン?) è un Digimon Drago Piccolo che ha ali da pipistrello attaccate alle sue mani, ma non è in grado di volare. Nonostante sia un Digimon vaccino, non ha un carattere particolarmente duro ma agli occhi degli altri sembra un essere portato alla brutalità, dando l'impressione che sia un Digimon amante delle risse. Anche nel mondo digitale, Monodramon è sempre al centro della maggior parte dei tafferugli tanto che sembra che addirittura Ogremon sia stanco della tenacia mostrata da Monodramon. Inoltre, si dice che il corno che si estende dietro alla sua testa sia il suo punto debole, ma questo dettaglio è ancora incerto se sia veritiero o meno. La sua mossa caratteristica gli consente di frammentare i dati dell'area che morde dell'avversario, facendolo collassare in un malfunzionamento (Crack Bite). La sua mossa speciale è Beat Knuckle, ovverosia una tecnica semplice e audace con cui assalta con forza sconvolgente l'avversario e lo colpisce con i suoi potenti artigli. Digievolve da Hopmon e digievolve in Airdramon, Cyberdramon (tramite mega digievoluzione) e Strikedramon.

### Morphomon
Morphomon (モルフォモン?, Morufomon) è un Digimon Insetto caratterizzato da ali di farfalla che utilizza come orecchie e mani. Ama gioiosamente la natura e ha una personalità spensierata. Tocca coloro che l'hanno visto per la prima volta per determinare se rappresentano o meno una minaccia e li seguirà una volta che si sarà accertato di non essere in pericolo. Sembra essere di ottimo umore ogni volta che le sue alette si muovono molto velocemente. La sua Rinrin Therapy ha l'effetto di curare la mente e il corpo di un Digimon, o viceversa, di paralizzare il corpo del nemico, e viene utilizzata per scopi diversi a seconda dell'avversario.

### Muchomon
Muchomon (ムーチョモン?, Mūchomon) è un Digimon Uccello che non è in grado di volare, proprio come Penguinmon. Essendo un Digimon cresciuto nei paesi tropicali del sud, conduce una vita sempre felice. Vanta di un entusiasmo esplosivo e balla con il ritmo della samba; la sua cosa preferita è la sua pelle dai colori intensi. La sua mossa speciale lo vede ripetutamente beccare con il suo becco colorato l'avversario (Tropical Beak).

### Mushroomon
Mushroomon (マッシュモン?, Masshumon, Mushmon in Giappone) è un Digimon Pianta a forma di fungo velenoso. Dal corpo di Mushroomon, crescono minuscole e potenti bombe a forma di fungo contenenti tossine, che inducono la nemesi all'afflizione. Se qualcuno viene colpito da queste bombe, non smette più di ridere, il suo corpo diventa completamente paralizzato, tutti i ricordi fino ad ora svaniscono e iniziano a mostrarsi vari sintomi. Poiché la sua personalità è estremamente irascibile, ama fare il prepotente sui deboli, ma ha un lato timido e nasconde sempre metà della sua faccia. La sua mossa speciale gli consente di rilasciare le sue minuscole bombe a fungo tutte in una volta (Poison S-Mush). Digievolve in Woodmon (con due Mushroomon).

### Neemon
Neemon (ネーモン?, Nēmon, Neamon in Giappone) è un Digimon Bestia dalla personalità spensierata e un carattere maldestro. Sebbene appaia sempre come estraneo alle situazioni in cui rimane coinvolto per via dei suoi occhi che sembrano mezzi addormentati, è in grado di fuggire velocemente quando si trova in pericolo, dimostrando di essere più sveglio di quanto possa sembrare ad una prima occhiata. È un tipo ozioso e quando incontra l'amico Bokomon questi lo rimprovera per la sua pigrizia dandogli uno schiocco con le sue dita gommose per renderlo più reattivo nei confronti della vita. È un soggetto ben informato su tutto nonostante il suo aspetto, ma non ha molte conoscenze utili a risolvere i problemi altrui. Il suo oggetto preferito sono i suoi mutandoni che ama indossare praticamente sempre. La sua mossa caratteristica è Nigeashi Dash, ovvero un veloce scatto che gli consente di fuggire e distanziare così il nemico. La sua mossa speciale è evitare il nemico fingendo di dormire quando si trova in difficoltà (Tanuki Neiri).

### Otamamon
Otamamon (オタマモン?) è un Digimon Anfibio la cui pelle violacea non si è ancora completamente indurita perché ha scelto di vivere sott'acqua. Nuota nei laghi e nei fiumi a monte del Net Ocean con la sua grande coda, e occasionalmente si arrampica sulle rocce con gli arti anteriori sviluppati e fa allenamento vocale. I suoi arti posteriori per lo più sottosviluppati fungono da timoni al posto della coda, che ha acquisito potenza propulsiva, contrariamente agli altri organismi acquatici. Si può considerare come un Digimon di livello intermedio prezioso in quanto è portato a passare alla sua imminente evoluzione, ma anche se il suo potenziale di mutazione è estremamente alto, è necessario essere cauti durante il percorso della sua formazione. La sua mossa speciale è quella di spedire l'avversario in un sonno eterno, Bolla Ninnananna (Lullaby Bubble). Nonostante sia un Digimon di livello intermedio nella maggior parte dei media, viene considerato di livello primo stadio in Digimon Savers. Digievolve in Gekomon (con o senza Betamon), Otamamon (Anticorpo X) (tramite l'Anticorpo X) e ShogunGekomon.

### Otamamon (Red)
Otamamon (Red) (オタマモン（赤）?, Otamamon (Aka)), chiamato D-Otamamon (オタマモンＤ?, Otamamon D, Otamamon (D) in Giappone) in Digimon Digital Card Battle, è un Digimon Anfibio; si tratta di una variante di Otamamon che ha acquisito l'attributo del fuoco. Per questo motivo preferisce le sorgenti calde ai fiumi freddi. Poiché ama cantare come Otamamon, non perde mai la sua formazione vocale. I suoi arti anteriori sono abbastanza potenti da arrampicarsi sulle rocce e diventare armi rassicuranti in battaglia. La sua mossa speciale gli consente di sputare delle bolle abbastanza calde da causare delle ustioni (Boiled Bubble).

### Otamamon (Anticorpo X)
Otamamon (Anticorpo X) (オタマモン（X抗体）?, Otamamon (X-Kōtai))} è un Digimon Anfibio; si tratta di un Otamamon che ha subito gli effetti dell'Anticorpo X sul proprio Digicore. Da quando il suo corpo è diventato ancora più grande, la sua voce è diventata più forte e gli effetti della sua mossa speciale Bolla Ninnananna (Lullaby Bubble) si sono rafforzati. Si dice che un certo Digimon di livello evoluto di tipo Mutante (PrinceMamemon) gli abbia donato una splendida corona chiamata Prince no osagari per il suo corpo rotondo e da quel momento è diventato difficile che Otamamon possa essere attaccato dal nemico per via del suo aspetto maestoso. Inoltre, lo stesso PrinceMamemon, ha anche insegnato al Digimon la sua mossa caratteristica Smiley Headbutt, con cui colpisce di testa il nemico senza interrompere il suo sorriso smagliante, ma la sua faccia continua a contrarsi e il suo potere è debole. Digievolve da Otamamon (tramite l'Anticorpo X).

### Palmon
Palmon (パルモン?, Parumon) è un Digimon Pianta con un fiore tropicale che sboccia sulla sua testa. Sebbene si sia evoluto come un rettile da Tanemon, è un tipo insolito classificato come Pianta in base al suo aspetto esteriore e alle sue qualità speciali. Durante il giorno apre il fiore e allarga le sue braccia simili a foglie per eseguire la fotosintesi. Di solito seppellisce i suoi piedi simili a radici sotto terra e, sebbene assorba i nutrienti, è anche in grado di camminare. Per quanto riguarda il fiore sulla sua testa, quando è gioioso o felice si diffonde una dolce fragranza, ma quando è arrabbiato o avverte il pericolo, rilascia un fetore disgustoso che scaccerà anche i Digimon più grandi. La sua mossa speciale è intrappolare l'avversario nell'edera cucita con una potente tossina, Liane Avvolgenti (Poison Ivy). Chi subisce questo attacco, avrà il corpo completamente paralizzato. Digievolve da Tanemon e digievolve in Cheer Galmon (tramite il Digiuovo della Sincerità), Palmon (Anticorpo X) (tramite l'Anticorpo X), Ponchomon, Rosemon (tramite mega digievoluzione) e Togemon.

### Palmon (Anticorpo X)
Palmon (Anticorpo X) (パルモン（X抗体）?, Parumon (X-Kōtai)) è un Digimon Pianta; si tratta di un Palmon che ha subito gli effetti dell'Anticorpo X sul proprio Digicore. L'affascinante fiore tropicale sulla sua testa è completamente sbocciato e i suoi colori e profumi ora esprimono chiaramente le emozioni di Palmon. Rilascia un profumo velenoso dai suoi petali rossi quando è arrabbiato, un profumo freddo che sopprime lo spirito combattivo del nemico dai suoi petali verde-blu quando è triste e infine scaturisce un profumo che fa precipitare i Digimon nelle vicinanze in un'allucinazione e facendoli fuggire dalla realtà dai suoi petali gialli quando è felice. Le essenze di questi profumi si fondono nel suo corpo per produrre il suo RGB Herb. Il Digimon che viene graffiato dagli artigli che ha sulle braccia finirà temporaneamente confuso per via del veleno che assorbirà all'interno del proprio corpo. Digievolve da Palmon (tramite l'Anticorpo X) e digievolve in Togemon (Anticorpo X).

### Patamon
Patamon (パタモン?) è un Digimon Mammifero caratterizzato dalle sue grandi orecchie. È in grado di volare in aria usandole come se fossero delle grandi ali, ma poiché va solo a una velocità di 1 km/h, si dice che sia decisamente più veloce a camminare. Tuttavia, è molto popolare perché il suo aspetto carino quando vola disperatamente (anche se lui non gradisce questo tipo di apprezzamento nei suoi confronti). Grazie alla sua personalità estremamente obbediente, i suoi allenatori sono sempre ben difesi. Inoltre, anche se Patamon non indossa un Anello Sacro, è in grado di mostrare il suo potere sacro nascosto e sembra che abbia ereditato i geni di un antico Digimon. Le sue mosse speciali risucchiano l'aria circostante, quindi emettono un getto d'aria in una raffica, Bomba d'Aria (Air Shot) e colpiscono l'avversario con le sue grandi orecchie (Hane Binta). Digievolve da Tokomon e digievolve in Angemon (con o senza Biyomon), Baronmon (con il Digiuovo del Coraggio), Manbomon (con il Digiuovo della Luce), Pegasusmon (con o senza il Digiuovo della Speranza) e Seraphimon (tramite mega digievoluzione). Megan Peters di Comic Book Resources ha considerato Patamon come il quarto miglior Digimon partner. Ethan Supovitz di CBR ha classificato Patamon come il Digimon partner più forte dell'intero franchise. In un sondaggio sulla popolarità di Digimon risalente al 2020, Patamon è stato votato come il decimo Digimon più popolare.

### PawnChessmon (Black)
PawnChessmon (Black) (ポーンチェスモン (黒)?, PōnChesumon (Kuro), PaunChessmon (Kuro) in Giappone) è un Digimon Burattino di colore nero nato dalla fuoriuscita di dati da un supercomputer di una partita a scacchi. Non è molto forte, tuttavia compensa ciò con i suoi sforzi e la sua preminenza, inoltre è una pedina che nasconde un mistero, alcuni sostengono che possieda il potere di un Digimon di livello evoluto. Il suo motto è "Devo avanzare!" e considera i suoi simili che si battono anche loro con forza e coraggio come dei suoi potenziali rivali. Le sue mosse speciali sono pugnalare l'avversario con la sua lancia (Pawn Spear) e caricare con il suo scudo che tiene alzano (Pawn Buckler). Quando ottiene il supporto da parte dei suoi compagni, può anche usufruire di una formazione speciale che gli consente di fermare gli attacchi anche di un Digimon di livello evoluto (Pyramid Formation). Digievolve in KnightChessmon (Black) e RookChessmon (Black) (tramite mega digievoluzione).

### PawnChessmon (White)
PawnChessmon (White) (ポーンチェスモン （白）?, PōnChesumon (Shiro), PaunChessmon (Shiro) in Giappone) è un Digimon Burattino di colore bianco nato dalla fuoriuscita di dati da un supercomputer di una partita a scacchi. Non è molto forte, tuttavia compensa ciò con i suoi sforzi e la sua preminenza, inoltre è una pedina che nasconde un mistero, alcuni sostengono che possieda il potere di un Digimon di livello evoluto. Il suo motto è "Devo avanzare!" e considera i suoi simili che si battono anche loro con forza e coraggio come dei suoi potenziali rivali. Le sue mosse speciali sono pugnalare l'avversario con la sua lancia (Pawn Spear) e caricare con il suo scudo che tiene alzano (Pawn Buckler). Quando ottiene il supporto da parte dei suoi compagni, può anche usufruire di una formazione speciale che gli consente di fermare gli attacchi anche di un Digimon di livello evoluto (Pyramid Formation). Digievolve in BishopChessmon (White), GreatestCutemon (con Cutemon, Knightmon, Dondokomon, ChibiTortomon, Jijimon e Bastemon), KnightChessmon (White), PawnGaossmon (con Gaossmon), PawnShoutmon (con Shoutmon), Shoutmon X4K (con Shoutmon, Ballistamon, Dorulumon, vari Starmon e Knightmon) e Xros Up Dorulumon (PawnChessmon (White)) (con Dorulumon).

### Penguinmon
Penguinmon (ペンモン?, Penmon, Penmon in Giappone) è un Digimon Uccello scoperto nel computer di una base antartica, è simile a un pinguino. Poiché vive in una regione ricoperta di ghiaccio, ama il freddo e patisce il caldo; ha una personalità affabile e seguirà i propri amici con la sua tipica camminata ondeggiante. Inoltre, le sue ali sono degenerate e, sebbene non sia in grado di volare e la sua velocità di movimento sia lenta, è in grado di muoversi con una velocità di oltre 60 km/h scivolando sul ghiaccio con la sua pancia. Inoltre, in acqua è persino in grado di nuotare usando le sue piccole ali. La sua mossa speciale Mugen Binta è una tecnica in cui si avvicina all'avversario senza che se ne accorga, quindi usa le sue mani per schiaffeggiarlo sulle guance veementemente. Digievolve in Dolphmon (con o senza Gomamon).

### PetitMamon
PetitMamon (プチマモン?, PuchiMamon) è un Digimon Diavolo Minore con l'aspetto di un piccolo demone di colore viola. Nel manga Digimon Adventure V-Tamer 01 appaiono una coppia di fratelli di nome Pal e Paul che servono entrambi il perfido Demon.

### Phascomon
Phascomon (ファスコモン?, Fasukomon) è un Digimon Bestia Demoniaca che abita l'oscura "Foresta Malvagia" che è diffusa in tutta l'Area Oscura. Si rannicchia sempre sulla cima di un albero e dorme spesso. A prima vista, sembra che sia innocuo, ma è un Digimon Demone a tutti gli effetti, difatti tende facilmente degli agguati alle sue potenziali vittime saltando dalla cima degli alberi e attaccandole non appena queste abbassano la guardia. Le sue mosse speciali sono onde del sonno emesse dai suoi occhi assonnati (Evil Snore) e fare uso dei suoi artigli affilati contenenti veleno paralizzante (Eucalyptus Claw). Digievolve in Porcupamon.

### Pillomon
Pillomon (ピロモン?, Piromon) è un Digimon Mammifero con l'aspetto sia di un cuscino che di una pecora combinati assieme, galleggia sempre in aria mentre dorme. I Digimon che avranno il piacere di incontrarlo finiranno per rannicchiarsi con lui e schiacciare un piacevole sonnellino dove i bei sogni verranno nutriti dallo stesso Pillomon. Ci sono due diversi tipi di bolle che galleggiano accanto ad esso mentre dorme; quando dorme bene, chiunque toccherà la bolla della ninna nanna che galleggia accanto a lui sarà immediatamente cullato in un piacevole sonno. Se invece dorme male, la sua Akumu no Awa, ovvero la bolla dell'incubo, attaccherà lo spirito di chi gli è vicino causandogli allucinazioni e incubi continui. Fu uno dei vincitori di un concorso dedicato ai Digimon originali dedicato a Digimon Fusion Battles tenutosi nel 2011.

### Pomumon
Pomumon (ポームモン?, Pōmumon) è un Digimon Pianta che sebbene sembri di tipo Uccello ha un corpo con caratteristiche tipiche di quelle dei vegetali, difatti è pieno di succhi con un alto contenuto di zucchero come quello di un frutto. A causa di ciò viene spesso bersagliato da molti predatori naturali come Digimon Uccello oppure Insetto. Nonostante abbia le ali, è attivo principalmente a terra perché la sua velocità di volo è così lenta da renderlo indifeso. Quando avverte il pericolo, si protegge con Rapid Seed, con cui sputa innumerevoli proiettili simili a semi dalla sua bocca. Il suo Fruits Rush, dove si raggomitola e accelera, è spesso usato come mezzo di fuga piuttosto che come attacco.

### Psychemon
Psychemon (サイケモン?, Saikemon) è un Digimon Rettile caratterizzato da colori perturbanti e sgargianti. Si dice che sia una variante di Gabumon. Sebbene abbia una personalità brillante e appariscente come i colori sul suo corpo, apparentemente diventa codardo quando la sua pelliccia viene rimossa, proprio come Gabumon. Le sue mosse speciali concentrano l'energia elettrica colorata nei colori primari e la fanno esplodere nel raggio d'azione del nemico, Scintilla Colorata (Colorful Spark), accumulando la stessa energia elettrica colorata nel suo corno e rilasciandola, Corno Luccicante (Hadehade Horn). Inoltre, il suo Genshoku no Mai, utilizza i colori primari sul suo corpo per eseguire una danza particolare, sconcertando il nemico, quest'ultimo attacco può risultare micidiale contro i nemici. Digievolve in Astamon.

### Pulsemon
Pulsemon (パルスモン?, Parusumon) è un Digimon Uomo Bestia che si è evoluto sotto l'influenza dei dati delle frequenze cardiache degli esseri umani memorizzati in ospedali e palestre. Ha una personalità vivace e tratta chiunque senza discriminazioni. La caratteristica frangia di Pulsemon è legata alle sue emozioni e si abbassa ogni volta che si sente giù di morale. È un combattente astuto che sfrutta la sua naturale agilità muovendosi a zig zag. Con le sue mosse speciali colpisce il nemico con tutte le sue forze alla velocità della luce (Elec Rush) e scarica l'elettricità generata all'interno del suo corpo dalle sue frange (Petit Impulse). Inoltre, sono stati scoperti molti altri Digimon, come ad esempio Pulsemon, che sono influenzati dai dati vitali degli umani, che gli permettono di migliorare le loro capacità fisiche e far sì che esse si sviluppino nel corso del tempo. Digievolve da Bibimon e digievolve in Bulkmon.

### Renamon
Renamon (レナモン?), chiamato in corso di sviluppo Lunamon (ルナモン?, Runamon), è un Digimon Uomo Bestia con l'aspetto di una volpe dorata. Il rapporto che Renamon ha con gli esseri umani è palesemente evidente; si dice che a seconda di come è stato allevato durante la sua infanzia, possa evolversi in un Renamon di intelligenza particolarmente elevata. È sempre calmo, freddo e flemmatico, oltre che abbastanza disciplinato da non perdere la sua compostezza in nessuna situazione. Il suo aspetto snello e alto si distingue rispetto ad altri Digimon di livello intermedio, e invece di enfatizzare il proprio potere in battaglia, preferisce sfruttare varie tecniche che utilizzino la sua velocità. La sua mossa caratteristica è un'arte di trasformazione in cui copia l'aspetto dell'avversario e veste i suoi panni (Kohenkyo). Una particolarità degna di nota è che questa tecnica cambia notevolmente in alcuni videogiochi, difatti in Digimon Rumble Arena gli consente di cambiarsi di posto con l'avversario lasciando un turbine di foglie, in Digimon RPG si teletrasporta dal nemico e gli sferra un calcio prima di scomparire mentre in Digimon Masters usa una mano incandescente per evocare due cloni fantasma di sé stesso per attaccare il nemico. La sua mossa speciale è lanciare foglie affilate contro l'avversario, Pioggia di Diamanti (Koyousetsu). Digievolve da Viximon e digievolve in Kyubimon (con o senza Guilmon), Renamon (Anticorpo X) (tramite l'Anticorpo X) e Sakuyamon (con o senza Rika Nonaka oppure con o senza Kyubimon e Kabukimon. Sage Ashford di CBR ha classificato Renamon come il secondo migliore Digimon di livello intermedio. Ethan Supovitz di CBR ha classificato Renamon come il nono Digimon partner più forte dell'intero franchise.

### Renamon (Anticorpo X)
Renamon (Anticorpo X) (レナモン（X抗体）?, Renamon (X-Kōtai)) è un Digimon Uomo Bestia; si tratta di un Renamon che ha subito gli effetti dell'Anticorpo X sul proprio Digicore. Avvolto da un'aura traboccante e ammaliante, questo onmyōji dignitoso è esperto nelle arti oscure, specialmente per un livello intermedio. La sua coda aggiuntiva così come i segni rossi che affiorano su tutto il corpo simboleggiano la sua forza ritrovata. Anche le tecniche che utilizza sono state migliorate; controlla il campo di battaglia con le sue tecniche astute, sparando un attacco yin-yang rotante che fa a pezzi tutti coloro che si avvicinano (Taikyokusen) e alterando le trame che coprono non solo il suo corpo ma anche l'ambiente circostante, invitando il nemico in un mondo di illusioni (Kochōgen). Digievolve da Renamon (tramite l'Anticorpo X).

### Rockshow
Rockshow (ロクショウ?, Rokushō, Rokusho in Giappone) formalmente denominato "Head Scissors", è un personaggio proveniente da Medarot inserito nel franchise Digimon come pesce d'aprile. È un Medarot di tipo Scarabeo Rinoceronte di vecchia generazione sviluppato quando i Medarot vennero distribuiti sul mercato per la prima volta. È un tipo orientato al combattimento standard che non ha una forza eccezionale ma in compenso brilla per l'equilibrio generale delle sue abilità. La sua mossa speciale consiste nel concentrare la potenza di tutte le sue parti di combattimento usando il potenziale nascosto nella sua medaglia e scatenando un potente colpo (Karatakewari). Digievole in Omedamon (con Metabee).

### Ryudamon
Ryudamon (リュウダモン?, Ryūdamon) è un Digimon Bestia che, poiché ha un'interfaccia vecchio stile sulla fronte, si presume essere un "Digimon prototipo" sperimentale da prima che i Digimon fossero scoperti. Sebbene il suo corpo sia rivestito da un'armatura in stile giapponese ad alta capacità difensiva, i suoi movimenti sono agili, quindi combatte saltando risolutamente sul petto dell'avversario. Studia l'attività del combattimento mentre combatte e segue il Bushikatagi, con coraggio e un'anima che non teme i Digimon più potenti. I dati che si dice siano stati nascosti nelle parti più profonde del suo Digicore, durante un esperimento, sono i feroci dati di combattimento dei Draghi e dei Generali della mitologia giapponese, e si sostiene che abbia il potenziale per crescere in un potente Digimon. La sua mossa caratteristica è resistere agli attacchi dell'avversario con la sua armatura e l'elmo, poi contrattacca (Kabutogaeshi). La sua mossa speciale è saltare sul petto dell'avversario e sparare una lama di ferro dalla sua bocca (Iaijin). Digievolve da Kyokyomon e digievolve in Death-X-Dorugamon (con o senza la digievoluzione Blast) e Ginryumon.

### Salamon
Salamon (プロットモン?, Purottomon, Plotmon in Giappone) è un Digimon Mammifero di specie Sacra caratterizzato dalle sue orecchie cadenti. Poiché è ancora molto giovane, non è in grado di manifestare i suoi sacri poteri e non è nemmeno consapevole della propria missione. Per questo motivo è naturalmente insicuro, quindi può diventare buono o cattivo con la stessa percentuale di probabilità. Tuttavia, verrà il giorno in cui Salamon si risveglierà e inizierà ad adempiere alla sua missione come uno dei "Virus Busters", ovvero distruttori dei Digimon di tipo Virus. Inoltre, Salamon è un Digimon sperimentale creato dai ricercatori del settore e, siccome è nato per imitare gli animali domestici che vivono con gli esseri umani, ha un aspetto simile a quello di un vero e proprio animale. Con la sua mossa speciale, Puppy Howling, un latrato fortissimo, paralizza completamente l'avversario. Digievolve da Nyaromon e Punimon e digievolve in Angewomon (tramite mega digievoluzione), LovelyAngemon (tramite mega digievoluzione), Salamon (Anticorpo X) (tramite l'Anticorpo X) e Gatomon (con o senza Kudamon (2006)). Sage Ashford di CBR ha classificato Salamon come il terzo migliore Digimon di livello intermedio.

### Salamon (Anticorpo X)
Salamon (Anticorpo X) (プロットモン（X抗体）?, Purottomon (X-Kōtai), Plotmon (Anticorpo X) in Giappone) è un Digimon Mammifero; si tratta di un Salamon che ha subito gli effetti dell'Anticorpo X sul proprio Digicore. La sua dolcezza è come quella di un animale domestico e i sentimenti di felicità di coloro che lo vedono sono aumentati. Inoltre anche suo potere sacro è aumentato, e ha acquisito la tecnica Puppy Paw, con la quale forma una barriera automatica contro i Digimon di tipo Virus, ma non è consapevole di questa sua abilità. Digievolve da Salamon (tramite l'Anticorpo X) e digievolve in Gatomon (Anticorpo X).

### Sangomon
Sangomon (サンゴモン?) è un Digimon Mollusco che vive nelle secche del Net Ocean. Spesso si mescola con altre specie a causa della sua disposizione gentile e allegra. Usa il dorso di Shellmon come punto di riposo e Crabmon è stato visto tagliare il corallo che sporge dalla sua testa. Quando viene attaccato dagli intrusi, diffonde una nebbia velenosa e lacrimatoria dal suo corallo e fugge (Refuge Mist); se non è in grado di scappare in tempo, combatte con la sua "Coral Pressure", che rilascia acqua ad alta pressione dalle estremità delle sue braccia.

### SantaAgumon
SantaAgumon (サンタアグモン?) è un Digimon segreto presente nel virtual pet DigiWindow. Può essere scaricato sul virtual pet tramite un videogioco per cellulari disponibile solo in Giappone. Finora, si sa poco di questo Digimon, tranne che è un Agumon che indossa un cappello di Babbo Natale.

### Syakomon
Syakomon (シャコモン?, Shakomon, Shakomon in Giappone) è un Digimon Crostaceo a forma di bivalve ricoperto da un guscio duro. Poiché il suo guscio si è sviluppato rapidamente, la sua struttura interna è diventata a forma di melma come quella di un Digimon di livello primario. È un tipo astuto che attira l'avversario con il suo viso carino e lo attacca quando si avvicina. Inoltre, quando il suo guscio è chiuso, ha una difesa così alta da deviare facilmente oggetti e attacchi leggeri. Le sue mosse speciali sono sparare all'avversario della giadeite formata all'interno del suo corpo, Perla Nera (Black Pearl) e colpire l'avversario con una corrente d'acqua ad alta pressione (Water Screw). Digievolve in Octomon e Syakomon (Anticorpo X) (tramite l'Anticorpo X). Nonostante sia un Digimon di livello intermedio nella maggior parte dei media, viene considerato di livello evoluto in Digital Monster Ver. S: Digimon Tamers.

### Syakomon (Anticorpo X)
Syakomon (Anticorpo X) (シャコモン（X抗体）?, Shakomon (X-Kōtai), Shakomon (Anticorpo X) in Giappone) è un Digimon Crostaceo; si tratta di uno Syakomon che ha subito gli effetti dell'Anticorpo X sul proprio Digicore. Il suo guscio bivalve si è ulteriormente sviluppato e, contrariamente all'appariscente motivo rosa ciliegia sul suo guscio, è dotato di porte per jet sottomarini che gli permettono di fuggire rapidamente dopo aver attaccato i nemici in avvicinamento. Inoltre, anche se viene evitata la sua mossa speciale Perla Nera (Black Pearl), sorprenderà comunque il nemico e sparerà con la sua pistola nascosta Black Derringer, questo dimostra che ha iniziato a fare mosse più astute e calcolate. Sembra che sia stato realizzato raccogliendo parti di spazzatura dalle profondità del Net Ocean e può sparare due colpi di giadeite molto piccola, ma non sono molto potenti. Digievolve da Syakomon (tramite l'Anticorpo X).

### ShadowToyAgumon
ShadowToyAgumon (トイアグモン（黒）?, ToiAgumon (Kuro), ToyAgumon (Black) in Giappone), chiamato anche ToyAgumon Black (トイアグモン クロ —?, ToiAgumon Kuro) nel gioco di carte e ToyAgumon L (トイアグモンL —?, ToiAgumon L) in Digimon Digital Card Battle, è un Digimon Balocco; si tratta più precisamente di un ToyAgumon che è stato colorato di nero. È stato infettato da un virus informatico all'interno della rete e si è trasformato in un giocattolo che fa il prepotente con i bambini anziché farli divertire. La sua mossa speciale è sparare un mini-missile a forma di fiamma (Toy Flame). Digievolve da ToyAgumon.

### Shamanmon
Shamanmon (シャーマモン?, Shāmamon, Shamamon in Giappone), chiamato Sharmamon in Digimon World e in Digimon Frontier, è un Digimon Orco; si tratta di un Goburimon il cui compito è ascoltare la volontà di Dio e trasmetterla al suo clan. Esegue una danza misteriosa durante i suoi rituali e si dice che una volta che abbia raggiunto la massima concentrazione, diventi in grado di ascoltare le profezie di Dio. Utilizza questo rituale anche per prevedere questioni importanti per il suo clan. La sua mossa speciale colpisce la testa del nemico con la grande mazza che usa per i suoi rituali (Shama Hammer). In Digimon World, Digimon World 2003, Digimon World: Digital Card Battle e Digimon Digital Card Battle, Shamanmon è di colore marrone invece che verde e brandisce un osso invece di una mazza. Digievolve in BurningGreymon (tramite il Digispirit del Fuoco).

### Shoutmon
Shoutmon (シャウトモン?, Shautomon), chiamato in corso di sviluppo Dumdumon (ダムダモン?, Damudamon), è un Digimon Drago Piccolo con un'aggressività estremamente elevata grazie al suo entusiasmo a sangue caldo. Tuttavia, è amichevole nei confronti dei suoi compagni e inoltre fa volentieri amicizia con altri Digimon, specie con quelli superiori a lui, non a caso spesso finisce per approfondire questi rapporti, creando un ottimo legame. Vi è una caratteristica unica nel canto di Shoutmon che converte la sua passione in energia, e può eseguire un attacco chiamato Essenza Dirompente (Soul Crusher), dove usa il suo microfono per amplificare le calde emozioni che divampano nel suo petto, quindi colpisce l'avversario. La passione è la vera fonte della forza del suo attacco, e questa finisce per infliggere danni certi indipendentemente dal bersaglio. Shoutmon non rinuncia praticamente mai a combattere, tranne quando la sua passione viene a meno, e proprio per questo si dice che sia un feroce Digimon con un'elevata aggressività. Da un lato sembra feroce, ma dall'altro si dice che ami la musica e le canzoni, e gli piace canticchiare brani con un sottofondo musicale dal suono naturale come quello del vento, delle gocce di pioggia, il mormorio di un fiume o il rumore delle foglie su un albero. Poiché spesso può diventare troppo entusiasta nella sua canzone, lasciando cadere accidentalmente il suo attacco Essenza Dirompente anche se non ci sono nemici, è probabilmente più sicuro lasciare immediatamente il luogo se Shoutmon inizia a cantare, in modo che non noti di essere stato avvistato da qualcuno. Per qualche motivo misterioso questo Digimon è sempre accompagnato dal suo microfono di marca McField, perennemente in suo possesso, e senza di esso non sarebbe più considerato uno Shoutmon degno di questo nome. Si sostiene che se non riesce più a trovare il suo microfono perderà rapidamente le forze per lo shock di non essere più un vero Shotumon, e in breve tempo sarà esausto, e proprio per questo è caldamente sconsigliato fargli uno scherzo come nascondere il suo amato oggetto. Per inciso, il suo Colpo Finale (Rowdy Rocker) gli consente di impugnare il microfono come nel bōjutsu, il che lo rende eccellente non solo negli scontri ad arma bianca ma anche nelle esibizioni sportive. Nonostante sia un Digimon di livello intermedio nella maggior parte dei media, viene considerato senza livello nel gioco di carte, dove si rivela equivalente al livello intermedio, mentre è di livello mega in Digimon Masters. Digievolve in DonShoutmon (con Dondokomon), JijiShoutmon (con Jijimon), NeoVamdemon Darkness Mode (Shoutmon) (con NeoVamdemon Darkness Mode (Metal Greymon) e Lopmon), OmniShoutmon (con o senza Omnimon o Omnimon (Anticorpo X)), PawnShoutmon (con PawnChessmon (White)), Shounitamon (con Monitamon), CuteShoutmon (con Cutemon), Shoutmon (King Ver.), Shoutmon DX, Shoutmon SH (con degli Starmon), Shoutmon X2 (con Ballistamon), Shoutmon X2 (Incomplete X4) (con Ballistamon), Shoutmon X3 (con o senza Ballistamon e Dorulumon), Shoutmon X3GM (con Ballistamon, Dorulumon, Greymon e MailBirdramon), Shoutmon X3SD (con Ballistamon, Dorulumon, SkullKnightmon e DeadlyAxemon), Shoutmon X4 (con Dorulumon, Ballistamon e gli Starmon, oppure Ballistamon con Dorulumon o semplicemente con Dorulumon), Shoutmon X4B (con Dorulumon, Ballistamon, Beelzemon e gli Starmon o semplicemente con Beelzemon), Shoutmon X4K (con Dorulumon, Ballistamon, gli Starmon, Knightmon e due PawnChessmon), Shoutmon X4S (con Dorulumon, Ballistamon, degli Starmon e Spadamon), Shoutmon X5 (con Dorulumon, Ballistamon, gli Starmon e Sparrowmon oppure semplicemente con Sparrowmon), Shoutmon X5B (con Dorulumon, Ballistamon, Beelzemon, gli Starmon e Sparrowmon), Shoutmon X5S (con Dorulumon, Ballistamon, degli Starmon, Spadamon e Sparrowmon), Shoutmon X7 Superior Mode (con ogni Digimon di Digiworld), Shoutmon + Dorulu Cannon (con Dorulumon), Shoutmon + Jet Sparrow (con Sparrowmon) e Shoutmon + Star Sword (con gli Starmon). Ethan Supovitz di CBR ha classificato Shoutmon come il secondo Digimon partner più forte dell'intero franchise.

### Shoutmon + Drill Cannon
Shoutmon + Drill Cannon (シャウトモン＋ドルルキャノン?, Shautomon + Doruru Kyanon, Shoutmon + Dorulu Cannon in Giappone) è un Digimon Rinforzo, viene considerato la "Modalità Bombardamento" di Dorulumon. È la più grande mossa speciale di Dorulumon, che condensa e spara tutta l'energia che possiede nel suo corpo. Poiché Dorulumon deve concentrarsi sulla ricarica dell'energia, la collaborazione di un altro Digimon per prendere in carico l'avvistamento è essenziale per colpire il bersaglio. Inoltre, mentre si carica l'energia, il potere difensivo di Dorulumon scende a zero, lasciandolo completamente indifeso. Diventa assolutamente essenziale in questo momento avere l'aiuto degli altri Digimon per proteggerlo, e si può dire che questa mossa audace può essere usata solo quando ha assoluta fiducia nel suo partner, ovverosia Shoutmon. Nonostante sia un Digimon di livello intermedio nella maggior parte dei media, viene considerato senza livello in Digimon Jintrix. Digievolve da Shoutmon (con Dorulumon) e Dorulumon (con Shoutmon).

### Shoutmon + Supersonic Sparrow
Shoutmon + Supersonic Sparrow (シャウトモン＋ジェットスパロウ?, Shautomon + Jetto Suparou, Shoutmon + Jet Sparrow in Giappone) è un Digimon Rinforzo, viene considerato la "Modalità incrociatore di velocità Mach" di Sparrowmon, il quale ha acquisito una celerità ancora maggiore. Vanta di un'enorme spinta ed è in grado di trasportare altri Digimon sulla schiena mentre vola, ma se quel Digimon non ha molta forza di volontà, verrà immediatamente spazzato via dall'eccessiva velocità del vento. All'interno del suo corpo c'è uno strumento chiamato DigiCompressor, che produce una spinta aspirando aria, super-comprimendola, quindi scaricandola a poppa. Questo strumento può essere utilizzato non solo per il volo ma anche per le tecniche offensive, e il suo Plasma Blaster, in cui sovra-comprime l'aria al punto che diventa plasma, quindi la spara fuori dai suoi cannoni, è la più grande mossa speciale di Jet Sparrow. Inoltre, fa uso di Air Shooter, in cui spara aria compressa con un ruggito. Poiché Air Shooter ha un fattore di espansione significativo, la sua efficacia è bassa contro avversari distanti, ma se l'avversario è vicino ha il potere di spazzarlo via istantaneamente. Nonostante sia un Digimon di livello intermedio nella maggior parte dei media, viene considerato senza livello in Digimon Jintrix. Digievolve da Shoutmon (con Sparrowmon) e Sparrowmon (con Shoutmon).

### Shoutmon + Star Sword
Shoutmon + Star Sword (シャウトモン＋スターソード?, Shautomon + Sutā Sōdo) è un Digimon Rinforzo, viene considerato la "Modalità unione di spada" di Starmon e dei Pickmon. La lama a forma di sega è forte e vanta una fermezza impareggiabile, in grado di distruggere l'avversario quando lo colpisce, infliggendo danni enormi. Poiché le ferite sono completamente lacerate, ci vuole tempo prima che l'avversario si riprenda dai danni di un normale attacco e perciò rischia di subire danni ancora maggiori. Inoltre, poiché il Pickmon unito può spostarsi liberamente, possiede non solo fermezza, ma anche una flessibilità che gli consente di piegarsi come un ramo di salice e assorbire gli impatti troppo forti. Si può dire che la Star Sword ha un aspetto che incarna i forti legami di Starmon e il legame emotivo dei Pickmon. Nonostante sia un Digimon di livello intermedio nella maggior parte dei media, viene considerato senza livello in Digimon Jintrix. Digievolve da Shoutmon (con la Star Sword oppure degli Starmon) e dagli Starmon (con Shoutmon).

### Sistermon Blanc
Sistermon Blanc (シスタモン ブラン?, Shisutamon Buran) è un Digimon Burattino con l'aspetto di una ragazza che sembra indossare un coniglio bianco e la cui sorella maggiore è Sistermon Noir. A differenza della sorella maggiore Noir, è leggermente introversa e si nasconde quasi sempre dietro la sorella maggiore. Si prende cura di Hackmon proprio come la sorella maggiore e funge anche da scorta. Sebbene stia cercando di eseguire diligentemente la richiesta di Gankoomon e di assistere nell'addestramento con Hackmon, spesso finisce per frenare i modi violenti della sorella maggiore. Per ripagare Gankoomon per aver salvato lei e la sua sorella maggiore, mette tutto il suo impegno nell'essere un'accompagnatrice per Hackmon. La lancia Cross Barbée a tre punte che porta come arma ha sia il lato offensivo della sua Divine Pierce, che trafigge l'avversario, e il lato difensivo che si difende utilizzando la Protect Wave che genera pugnalando l'estremità di testa nel terreno. Inoltre, può utilizzare la Grand Sister Cruz, una tecnica coordinata con la sorella maggiore. Digievolve in Sistermon Blanc (Awaken).

### Sistermon Blanc (Risveglio)
Sistermon Blanc (Risveglio) (シスタモン ブラン(覚醒)?, Shisutamon Buran (kakusei)) è un Digimon Burattino, si tratta di un'altra forma di Sistermon Blanc. Uno stigma sacro appare al centro del velo sulla sua testa ed è in modalità Risveglio. Entrando in questa forma, la sua modesta personalità cambia e attraversa il campo di battaglia con mosse furiose seguendo il suo istinto battagliero che adesso è più evidente di prima. Quando tornerà al suo stato normale, dormirà emettendo ogni tanto dei calmi sospiri, facendo sembrare questa modalità solo un'illusione. Digigevolve da Sistermon Blanc.

### SnowAgumon
SnowAgumon (ユキアグモン?, YukiAgumon, YukiAgumon), chiamato semplicemente Agumon nel doppiaggio italiano di Digimon Tamers, è un Digimon Rettile e Dinosauro; si tratta di una particolare sottospecie di Agumon che abita nei campi innevati. A causa della malizia che ha ereditato da Agumon, è sempre felicemente passionale come un bambino quando vede nevicare. Poiché il colore del suo corpo è identico a quello della neve, in battaglia è in grado di avvicinarsi al nemico di soppiatto, in modo tale da attaccarlo senza mai essere esposto a rischi inutili. La sua mossa speciale è sputare una piccola tempeste di neve dalla sua bocca (Little Blizzard).

### SnowAgumon (2006)
SnowAgumon (2006) (ユキアグモン?, YukiAgumon (2006), YukiAgumon (2006) in Giappone) è un Digimon Dinosauro; si tratta di una variante di colore bianco di Agumon (2006). Proprio come SnowAgumon abita in luoghi innevati e pieni di ghiaccio, sfruttando l'habitat circostante per vivere e difendersi adeguatamente dagli attacchi nemici. In maniera molto simile a quella di Agumon (2006), ha legato delle cinture di cuoio rosso attorno alle braccia per allenarsi e migliorare le proprie prestazioni fisiche.

### SnowGoblimon
SnowGoblimon (	スノーゴブリモン?, SunōGoburimon, SnowGoburimon in Giappone), chiamato SnowGoburimon in Digimon World e SnowGoblimon in Digimon World: Next Order, è un Digimon Orco. Si tratta di un Goblimon cresciuto in un freddo paese di neve. Dato che indossa un cappello e un gilet, il freddo non lo impensierisce minimamente. La pelle delle piante dei piedi si è abbastanza ispessita da permettergli di camminare scalzo sulla neve. La sua mossa speciale è lanciare delle palle di neve incastonate con pietre contro il nemico utilizzando una mazza inchiodata tipica degli oni (SnowGob Bolt).

### Solarmon
Solarmon (ソーラーモン?, Sōrāmon) è un Digimon Macchina che sembra appartenere ad una specie rara. Alcuni ricercatori affermano che potrebbe essere una mutazione di Hagurumon, ma la verità è un mistero. A causa del calore che genera il "kernel del computer" (ovvero il suo Digicore), il suo corpo è diventato abbastanza caldo da provocare ustioni. La sua mossa speciale gli consente di utilizzare il proprio equipaggiamento, il quale genera un calore intenso per bruciare il nemico (Shiny Ring). Digievolve in Clockmon e Guardromon (Gold).

### Soundbirdmon
Soundbirdmon (サウンドバードモン?, Saundobādomon) è un Digimon Uccello caratterizzato dalle sue ali che hanno incorporato diversi altoparlanti. È molto cauto e di solito tace, ma quando un Digimon sospetto si avvicina, lo allontana piangendo ad alto volume. Le sue mosse speciali gli consentono di cantare a tutto volume emettendo un'onda d'urto (Giga Scream) e delle onde ultrasoniche per immobilizzare il nemico (Sound Finish). Fu uno dei vincitori di un concorso dedicato ai Digimon originali dedicato a Digimon Fusion Battles tenutosi nel 2011. Nonostante sia un Digimon di livello intermedio nella maggior parte dei media, viene considerato senza livello in Digimon Collectors.

### Spadamon
Spadamon (スパーダモン?, Supādamon) è un Digimon Arma, nonché uno dei leggendari Legend-Arms che, secondo la leggenda, "se tenuto da un angelo salverà il mondo, e se tenuto da un demone distruggerà il mondo", è un Digimon che si trasforma in un'arma. Sebbene la sua personalità sia zelosa e seria, ma è debole alle pressioni sociali. Le sue capacità di combattimento sono basse, ma mostra il suo vero talento una volta che diventa un'arma. Nonostante sia un Digimon di livello intermedio nella maggior parte dei media, viene considerato senza livello in Digimon Jintrix e viene elencato come "Xros Wars" in Digimon Heroes. Digievolve in Shoutmon X4S (con Shoutmon X4, oppure con Shoutmon, Ballistamon, Dorulumon e gli Starmon, in alternativa con Shoutmon X3 e gli Starmon) e Shoutmon X5S (con Shoutmon X5 o con Shoutmon X4 e Sparrowmon).

### Sparrowmon
Sparrowmon (スパロウモン?, Suparoumon), chiamato in corso di sviluppo Owlmon (オウルモン?, Ourumon), è un Digimon Uccello Macchina specializzato in battaglie aeree che si libra silenziosamente ad alta velocità. Eccelle non solo in velocità ma anche in manovrabilità, possedendo la mobilità per compiere curve improvvise senza alcuna difficoltà. Si lascia spesso influenzare dalla emozioni, il che lo rende un tipo sensibile ed emotivo. Poiché la qualità del suo volo varia a seconda del suo stato d'animo, si può immediatamente capire se è di buono o cattivo umore dal fatto che stia volando bene o male. Se sta eseguendo acrobazie aeree molto difficili senza che gli sia stato richiesto, è una prova inconfondibile che è di buon umore. Le molte imprese straordinarie di Sparrowmon, che sono troppo veloci per l'occhio nudo, sfruttano completamente la manovrabilità che possiede. Il suo Wing Edge, in cui affetta l'avversario con le sue ali mentre le passa accanto, alterando continuamente la sua traiettoria ad alta velocità, è reso possibile solo con una tecnica di volo ad alto livello. Le pistole che brandisce tra le mani sono un set di pistole gemelle chiamate Zanahoria, realizzate dallo stesso artigiano che ha prodotto la loro sorella, la Berenjena posseduta da Beelzemon. Nonostante sia un Digimon di livello intermedio nella maggior parte dei media, viene considerato senza livello nel gioco di carte, dove si rivela equivalente al livello intermedio, mentre assume sia il livello campione che mega in Digimon Masters. Digievolve in Jet Mervamon (con Mervamon), Raptor Sparrowmon, Shoutmon + Jet Sparrow (con Shoutmon), Shoutmon X5 (con Shoutmon, Ballistamon, Dorulumon e gli Starmon, con Shoutmon X4, oppure con Shoutmon X3 e gli Starmon, in alternativa semplicemente con Shoutmon), Shoutmon X5B (con Shoutmon X4B, oppure con Dorulumon, Ballistamon, Beelzemon, gli Starmon e Shoutmon, in alternativa con Shoutmon X4 e Beelzemon), Shoutmon X5S (con Shoutmon X4 e Spadamon oppure con Shoutmon X4S), Shoutmon X7 (con OmniShoutmon, ZekeGreymon, Dorulumon, gli Starmon e Ballistamon, oppure con Shoutmon DX, Ballistamon, Dorulumon e gli Starmon, in alternativa con Shoutmon DX e Shoutmon X4), Sparrowmon AB (con Ballistamon) e Xros Up Arresterdramon (con Arresterdramon).

### Starmon (2010)
Starmon (スターモンズ?, Sutāmonzu) è un Digimon Maggiore; questa tipologia di Starmon ha un corpo composto da diversi Pickmon con uno Starmon che funge da cuore. La volontà del corpo è a discrezione di Starmon, il capo, e le sue decisioni sono seguite rapidamente e incondizionatamente dai Pickmon, impedendo loro di cadere fuori dalla linea mentre lo manovrano, seguendosempre le sue istruzioni. Le complesse manovre richieste dalle tecniche del corpo Meteor Squall e Wish Upon a Star sono rese possibili dal loro rigoroso sistema gerarchico. Poiché Starmon ha una personalità allegra e appariscente, è un ottimista estremo. Fondamentalmente, non si deprime mai, e se sembra depresso è perché sta pensando in maniera positiva al suo aspetto fisico, che lui considera bello, e riprende velocemente vigore. Anche se viene preso alla leggera da altri Digimon, non si preoccupa affatto di cosa potrebbe accadergli e si rivela un vero temerario altruista. Nonostante sia un Digimon di livello intermedio nella maggior parte dei media, viene considerato senza livello in Digimon Jintrix mentre assume sia il livello campione che mega in Digimon Masters. Digievolve in Beelzemon + Starmon (con Beelzemon (2010)), Dorulu Copter (con Dorulumon), Rare Star Sword, Deputymon + Dorulu Cannon + Starmon (con Dorulumon e Deputymon), Shooting Starmon, Shoutmon + Star Sword (con Shoutmon), Shoutmon SH (con Shoutmon e Chibickmon), Shoutmon X4 (con Shoutmon, Ballistamon e Dorulumon, o con Shoutmon X3, in alternativa con Shoutmon X2 e Dorulumon), Shoutmon X4B (con Shoutmon, Ballistamon, Dorulumon e Beelzemon, oppure con Shoutmon X2, Dorulumon e Beelzemon, in alternativa con Shoutmon X3 e Beelzemon), Shoutmon X4K (con Shoutmon, Ballistamon, Dorulumon, Knightmon e due PawnChessmon), Shoutmon X4S (con Shoutmon, Ballistamon, Dorulumon e Spadamon, oppure con Shoutmon X3 e Spadamon), Shoutmon X5 (con Shoutmon, Ballistamon, Dorulumon e Sparrowmon, oppure con Shoutmon X3 e Sparrowmon), Shoutmon X5B (con Dorulumon, Ballistamon, Beelzemon, Shoutmon e Sparrowmon), Shoutmon X6 (con Shoutmon DX, Dorulumon e Ballistamon), Shoutmon X7 (con OmniShoutmon, ZekeGreymon, Dorulumon, Ballistamon e Sparrowmon, oppure con Shoutmon DX, Ballistamon, Dorulumon e Sparrowmon) e Star Axe.

### Sunarizamon
Sunarizamon (スナリザモン?) è un Digimon Rettile che agisce principalmente in gruppo mimetizzandosi nelle aree desertiche. Controllando la quantità di sabbia che compone il suo corpo, è in grado di espandersi, contrarsi e trasformare i suoi arti e la coda. È difficile vederlo una volta che si è mimetizzato nel deserto, e non è raro che qualcuno possa credere di essere finito nelle sabbie mobili, quando invece si tratta di un folto gruppo di Sunarizamon. Si difende dagli intrusi con il suo Grit Nail, dove trasforma gli arti anteriori a forma di artiglio e con essi graffia il suo avversario, e Sand Blast, che rade il corpo del nemico con la sabbia che sputa aggressivamente.

### Swimmon
Swimmon (スイムモン?, Suimumon) è un Digimon Pesce Tropicale con un corpo dai colori vivaci. Abita e forma banchi all'interno delle calde barriere coralline proprio sotto l'equatore. Usando le sue grandi pinne, è in grado di volare sopra la superficie dell'oceano per brevi periodi e lo spettacolo di un banco di Swimmon che vola elegantemente sulla superficie dell'oceano è considerata una delle tre viste più panoramiche di Digiworld. Le squame che ricoprono la superficie del corpo di Swimmon hanno la caratteristica speciale di abbinare la loro colorazione ai colori dell'ambiente circostante, e nel caso venga attaccato da un gigantesco Digimon acquatico, è in grado di mimetizzarsi per sfuggire alle difficoltà. Le sue mosse speciali gli consentono di fare a pezzi l'avversario con le sue pinne (Slash Fin) e sparare dalla sua bocca l'acqua che ha inalato attraverso le sue branchie (Brine Pistol).

### Tapirmon
Tapirmon (バクモン?, Bakumon, Bakumon in Giappone) è un Digimon Bestia Sacra che ha le sembianze di un baku, che si dice sia una bestia mitica mangiatrice di sogni. Si pensa che sia un Digimon generato da un computer medico per rilevare le onde cerebrali, e sembra che utilizzi i dati degli esseri umani nel sonno durante la fase REM come nutrimento. In studi recenti, è stato dimostrato che ha il potere di eliminare incubi particolarmente gravi e virus informatici maligni. Inoltre, poiché ha la capacità di riportare alla normalità gli incubi e i virus catturati, è considerato un Digimon sacro. Vi è sicuramente un qualche tipo di connessione tra quell'abilità sacra e unica e l'Anello Sacro che indossa sulla zampa anteriore. La sua mossa speciale gli permette di liberare tutti in una volta gli incubi catturati, annegando l'avversario nel terrore, Sindrome da Incubo (Nightmare Syndrome). Questa tecnica è condivisa con un Digimon di livello evoluto, Digitamamon, ma il legame tra i due è un mistero. Digievolve in Valquimon.

### Tentomon
Tentomon (テントモン?) è un Digimon Insetto simile a un coleottero di colore rosso. Viene considerato il tipo originale di tutti i Digimon Insetto, che sebbene abbia un guscio duro, è ancora poco aggressivo nei confronti degli altri. Ha un artiglio duro su ciascuna delle zampe anteriori e quattro su ciascuna delle zampe centrali e posteriori, e in particolare le zampe centrali sono in grado di afferrare abilmente gli oggetti proprio come una mano umana. Sebbene gli altri insetti al suo livello di evoluzione possiedano esclusivamente lo spirito combattivo, Tentomon conserva ancora i suoi sentimenti naturalmente amichevoli e mostra il suo modo di vivere spensierato facendo cose come annusare il profumo dei fiori e sonnecchiare all'ombra di un albero. La sua mossa speciale, che possiede per ogni evenienza, è lanciare elettricità statica che ha amplificato con le sue ali, Mini Saetta o Micro Saetta (Petit Thunder). Digievolve da Motimon e digievolve in MegaKabuterimon (Red) tramite mega digievoluzione), HerculesKabuterimon (tramite mega digievoluzione), JikoTyumon (tramite il Digiuovo della Conoscenza) e Kabuterimon (con o senza Gabumon o Kyokyomon). Sage Ashford di CBR ha classificato Tentomon come il quinto miglior Digimon di livello intermedio.

### Terriermon
Terriermon (テリアモン?, Teriamon) è un Digimon Bestia con un corno che cresce dalla sua testa; è un essere dalle origini misteriose. Può essere classificato come un Digimon Bestia per la sua struttura corporea, ma non è ancora chiaro che tipo di forma evoluta assumerà. Inoltre, si dice che a volte nasca con un gemello (Lopmon). Ha un aspetto molto carino e dal suo comportamento calmo non sembra un Digimon appartenente alle "Specie da Combattimento", ma in caso di battaglia mostra che è più forte di quanto possa sembrare. La sua mossa caratterista è generare un minuscolo tornato facendo ruotare le sue orecchie come un'elica, Terrier-Tornado (Petit Twister). La sua mossa speciale è emettere un getto d'aria surriscaldata dalla bocca chiamato Bolla Magnetica o Raffica Magnetica (Blazing Fire). Inoltre, possiede un potere latente nella tecnica Unison Double Typhoon che esegue con Lopmon, il suo gemello. Digievolve da Gummymon e digievolve in BlackGargomon, Gargomon, Rapdimon Armor (tramite il Digiuovo dei Miracoli), MegaGargomon (tramite mega digievoluzione, con o senza Henry Wong oppure con Rapidmon e Brachiomon) e Terriermon (Anticorpo X) (tramite l'Anticorpo X). Sage Ashford di CBR ha classificato Terriermon come il sesto miglior Digimon di livello intermedio. In un sondaggio sulla popolarità di Digimon risalente al 2020, Terriermon è stato votato come l'ottavo Digimon più popolare.

### Terriermon (Anticorpo X)
Terriermon (Anticorpo X) (テリアモン（X抗体）?, Teriamon (X-Kōtai)) è un Digimon Bestia; si tratta di un Terriermon che ha subito gli effetti dell'Anticorpo X sul proprio Digicore. In questa nuova forma è in grado di sapere dove fluisce il vento per poi volare nei cielo grazie ai peli che crescono sulle sue lunghe orecchie, ognuna delle quali vanta di organi sensoriali eccezionali. Il gioiello Gen Emerald sul suo orecchio destro è collegato al suo gemello, Lopmon, consentendo loro di conoscere la posizione e lo statio dell'altro in ogni momento. Poiché la sua sincronizzazione con Lopmon è diventata ancora più profonda, la sua tecnica Unison ora prevede di mescolare aria calda e fredda insieme e di scatenarla nella mossa chiamata Fi-rost Typhoon. Digievolve da Terriermon (tramite l'Anticorpo X).

### Terriermon Assistant
Terriermon Assistant (テリアモン助手?, Teriamon joshu) è un Digimon Bestia; si tratta di un Terriermon laborioso che supporta Agumon Hakase durante le sue ricerche. Ama studiare le specie di Digimon e il loro modo di vivere così come raccontare alle persone ciò che ha imparato. Oltre alla tecnica Terrier-Tornado (Petit Twister), la sua mossa caratteristica gli permette di ingrandire il distintivo che porta sul petto e scagliarlo contro l'avversario (Dai Bacchi Gū).

### Tinkermon
Tinkermon (ティンカーモン?, Tinkāmon) è un Digimon Fata che si accoccola sempre con Petermon; è ispirato al personaggio di Campanellino del romanzo Peter e Wendy. Fa del suo meglio per lavorare con Petermon nella costruzione di Never-Ever Land, un mondo composta di soli bambini molto simile all'isola che non c'è. Quando è con Petermon è costantemente di buon umore, ma se viene ignorato, colpirà con rabbia Petermon e poi volerà via da qualche parte. Oltre a ciò, le piace cercare Petermon e ricevere docilmente delle coccole. Le ali di Tinkermon brillano di luce propria e la sua forza cambia a seconda della radiosità con cui esse risplendono, a quanto pare le ali sono collegate a loro volta al suo stato d'animo, ad esempio quando è allegro la luce sarà molto più intensa mentre quando è nervoso sarà fioca. Osservando questa sua caratteristica peculiare si rivela essere un buon modo per scoprire l'umore di Tinkermon. Applica uno smalto per unghie paralitico alla sua lancia e alle unghie avvelenate e appuntite, e se qualcuno si fa beffe del suo aspetto minuscolo, subirà una massiccia rappresaglia. La sua mossa speciale gli consente di trascinare l'avversario in un incubo con l'allucinogeno Speed Nightmare emesso dalla sua lancia avvelenata. Il suo Nightmare Pandemic è in grado di controllare l'effetto paralizzante da una sola sezione a tutto il corpo aumentando il numero di chiodi con cui punge il nemico. Inoltre, la Fairy Powder sparsa dalle sue ali ha la capacità di trasformare circa la metà di quelle che copre in bambini. Gli avversari infantili cedono alle tentazioni di Petermon e vengono condotti al mondo dei bambini, Never-Ever Land. Questa collaborazione con Petermon e Tinkermon si chiama Petermon Syndrome.

### Tinpet
Tinpet (ティンペット?, Tinpetto) è un personaggio proveniente da Medarot inserito nel franchise Digimon come pesce d'aprile. Si tratta di una cornice metallica che funziona come lo scheletro di un Medarot. Presenta un portello sul retro che trattiene il Medal (una medaglia contenente l'intelligenza artificiale del robot) e fornisce una base su cui attaccare le diverse parti. I Tinpet sono disponibili nelle versioni maschile e femminile, che vengono utilizzate per diversi tipi di Medarot. Digievolve da Medal e digievolve in Metabee e Rockshow.

### ToyAgumon
ToyAgumon (トイアグモン?, ToiAgumon) è un Digimon Balocco unico nel suo genere, il suo intero corpo è costituito da blocchi di plastica ad incastro. Si sostiene che un bambino che stava giocando su Internet lo abbia creato per somigliare nell'aspetto ad Agumon, perciò è molto carino da vedere. A differenza del fiducioso Agumon, ha un lato codardo e i suoi blocchi cadono a pezzi quando viene sorpreso. In compenso ama la giustizia e non permette mai al male di fare il suo corso. Inoltre, ama assolutamente i bambini e si diverte a comunicare con loro sulla rete. La sua mossa speciale è lanciare un missile giocattolo a forma di fiamma (Toy Flame). Tale tecnica si rivela abbastanza potente. Digievolve in ToyAgumon (Black).

### Tsukaimon
Tsukaimon (ツカイモン?, Tukaimon, Tukaimon in Giappone) è un Digimon Mammifero di colore viola e bianco contraddistinto da lunghe orecchie che gli permettono di volare. Il suo aspetto assomiglia a quello di Patamon tranne che per i colori, ma la vera differenza risiede nella sua personalità, la quale è totalmente opposta. Infatti si tratta di una creatura piuttosto contorta, che funge da familiare per Devimon e altri Digimon di tipo Angelo Caduto o simili. Avendo una personalità che lo rende incline alla rissa, cerca di sistemare le cose immediatamente con un combattimento. La sua mossa speciale gli permette di far piangere l'avversario con insulti pieni di energia negativa (Bad Message).

### Veemon
Veemon (ブイモン?, Buimon, V-mon in Giappone) è un Digimon Drago Piccolo di colore blu e bianco; fa parte di una nuova specie di Digimon scoperta di recente da parte degli studiosi. Come sopravvissuto di una specie nata nella genesi di Digiworld, è in grado eseguire l'Armor Digievoluzione, ovvero una "pseudo"-digievoluzione" utilizzando le Digiuova. Tra gli altri, Veemon è un eccellente membro delle Specie da Combattimento", poiché possiede un potere latente e dimostra abilità straordinarie grazie alla digievoluzione armor. Sebbene abbia una personalità maliziosa e sia un amante degli scherzi, ha un forte senso di giustizia. La sua mossa caratteristica è far oscillare entrambe le braccia in cerchio, colpendo l'avversario, Pugni Atomici (Bunbun Punch). La sua mossa speciale è abbattere l'avversario con un intenso colpo di testa, Testata Atomica (V-mon Head). Digievolve da DemiVeemon e digievolve in Flamedramon (con o senza il Digiuovo del Coraggio), GoldVeedramon (con o senza il Digiuovo del Destino), Imperialdramon (con Stingmon), Imperialdramon: Assetto da combattimento (tramite mega digievoluzione), Imperialdramon: Paladin Mode (tramite mega digievoluzione), Raidramon (con o senza il Digiuovo dell'Amicizia), Magnamon (con o senza il Digiuovo dei Miracoli oppure con Angemon e Ankylomon), Sagittarmon (con o senza il Digiuovo della Speranza), UlforceVeedramon (tramite mega digievoluzione), Veedramon ed ExVeemon (con o senza le Digiuova del Coraggio, dell'Amicizia, dell'Amore e della Sincerità oppure con Monodramon).

### Vorvomon
Vorvomon (ヴォーボモン?, Vōbomon) è un Digimon Drago Roccioso fatto di un minerale duro e caldo. Ha delle ali su entrambe le braccia, quindi è in grado di volare per pochi secondi, ma si stanca facilmente. Essendo molto passionale, più si eccita, più aumenterà la temperatura delle sue corna e degli artigli. La sua mossa speciale è sputare una piccola fiamma ad alta temperatura dalla sua bocca (Petit Flame). Digievolve in Lavorvomon e Volcanicdramon (tramite mega digievoluzione).

### WhiteLopmon
WhiteLopmon (白いロップモン?, Shiroi Roppumon) è un Digimon Bestia; si tratta di una variante di Lopmon ma di colore bianco. Secondo le leggende vanta di un potere incommensurabile. Digievolve da Lopmon.

### Wormmon
Wormmon (ワームモン?, Wāmumon) è un Digimon Larva dalla personalità timida e codarda. Proprio come Veemon e altri Digimon simili, è un discendente di una specie antica, quindi è in grado di eseguire digievoluzioni speciali con delle armature, ma poiché Wormmon è impotente quando è da solo, non può confrontarsi alla pari con i Digimon più grandi. Tuttavia, grazie alla digievoluzione armor con il potere delle Digiuova, è in grado di manifestare un potere incredibile. Inoltre, si sostiene che il suo fragile corpo di larva un giorno crescerà divenendo molto più potente, rendendo Wormmon in Digimon di livello campione traboccante di potere. Si può sicuramente affermare che si tratti di un Digimon che ha un potenziale nascosto in servo per il futuro. Le sue mosse speciali consistono nello sputare i fili di una rete adesiva resistente, che finiscono per immobilizzare completamente i movimenti dell'avversario, Seta Vischiosa (Nebaneba Net), e sputare fili rigidi sottili come un filo di seta ma appuntiti e affilati come un ago, (Silk Thread). Digievolve da Minomon e digievolve in Quetzalmon (con o senza il Digiuovo della Luce), Hudiemon (con o senza Erika Mishima), Imperialdramon: Assetto da combattimento (tramite mega digievoluzione), Pucchiemon (con senza il Digiuovo della Bontà), Shadramon (con o senza il Digiuovo del Coraggio) e Stingmon (con o senza le Digiuova del Coraggio, dell'Amicizia, dell'Amore e della Sincerità oppure con Tentomon).

### Zenimon
Zenimon (ゼニモン?) è un Digimon Mutante dall'aspetto meccanico a forma di moneta da 5 yen che risiede nel baule di Ganemon. Raccoglie silenziosamente denaro per quest'ultimo; Zenimon è anche in grado di emettere un'onda speciale che attrae denaro con grande effetto. Si dice anche che ci siano Digimon che cercano Zenimon per sfruttare quelle onde che emette. Le sue mosse speciali sono lanciare chicchi di riso dalle pistole su entrambe le mani (Comet Launcher), oltre a lanciare un compagno Zenimon verso l'avversario, colpendolo (Zeninage). Fu uno dei vincitori di un concorso dedicato ai Digimon originali dedicato a Digimon Fusion Battles tenutosi nel 2011. Nonostante sia un Digimon di livello intermedio nella maggior parte dei media, viene considerato senza livello in Digimon Collectors.

### Zubamon
Zubamon (ズバモン?) è un Digimon Arma membro dei "Legend-Arms", ovvero una particolare razza di Digimon in grado di trasformarsi in armi. Una leggenda afferma che se uno di questi oggetti verrà usato da un angelo allora riuscirà a salvare il mondo, mentre se verrà impiegato da un demone, allora il mondo sarà distrutto. Zubamon trasporta i dati denominati "Twentiest" e spesso grida "Sono il Twentiest!" nonostante non capisca cosa significhi. Disprezza la disonestà ed è costantemente alla ricerca della vivacità. Se le sue battaglie andranno a buon fine, farà delle battute e diffonderà il buon umore. Sebbene abbia una tecnica chiamata Twenty Dive, in cui carica l'avversario a testa alta, il vero potere di Zubamon viene mostrato quando assume la forma arma. Digievolve da Sakuttomon e digievolve in ZubaEagermon.

## Campione
Il campione (成熟期?, Seijukuki, lett. "Adulto") è il termine usato che si riferisce al quarto stadio dell'evoluzione dei Digimon, indicato anche come livello IV.
Quasi tutti i Digimon raggiungono questo stadio evolutivo, che è preceduto dal livello intermedio. Arrivare al livello evoluto prima di morire di vecchiaia è solitamente una sfida, specialmente nei primi animali domestici virtuali. In ogni media al di fuori dell'anime, i Digimon di livello campione sono quelli più comuni da incontrare. La loro forma e dimensione variano enormemente, anche se la media sarebbe probabilmente delle dimensioni di un elefante o di un dinosauro nella vita reale.

### Aegiomon
Aegiomon (アイギオモン?, Aegiomon) è un Digimon Dio Umano che ha un aspetto che fonde la parte inferiore del corpo di una capra con quella superiore di un essere umano. Come membro della stessa compagnia musicale di Sirenmon, di solito suona i tubi chiamati "Syrinx" appesi alla sua vita e si gode la musica. Sebbene sia un amante della pace e non gli piaccia molto combattere, il potere che nasconde all'interno del suo corpo non è quantificato e quando Aegiomon combatte per proteggere qualcosa, mostra un talento unico. Si dice che suonando l'Attract Echo tramite i Syrinx in suo possesso, riesca ad attirare l'attenzione di chi lo sente e fa perdere la cognizione di quello che sta succedendo intorno a chi ne ascolta il suono, rendendolo cieco a tutto tranne che alla sua figura. Con questa mossa, può creare un'opportunità per altri Digimon di fuggire oppure per farsi inseguire. Le sue mosse speciali sono lanciare un forte calcio all'indietro con le sue orgogliose gambe di capra (Iron Trust) e battere l'avversario mentre emana l'elettricità che circola nel suo corpo da una parte delle sue braccia, intorpidendo la sensibilità dell'avversario e attenuandone i movimenti (Stun Beat Blow). Digievolve in Aegiochusmon, Aegiochusmon: Blue, Aegiochusmon: Dark, Aegiochusmon: Green, Aegiochusmon: Holy e Jupitermon (tramite mega digievoluzione).

### Airdramon
Airdramon (エアドラモン?, Eadoramon) è un Digimon Bestia Mitologica che ha sviluppato ali gigantesche. È un mostro molto apprezzato perché si dice che abbia un'esistenza simile a quella di un dio. È specializzato in attacchi a mezz'aria, il suo ruggito richiama tempeste e provoca tornado giganti sbattendo le ali. La sua personalità è considerevolmente brutale, ma ha una grande intelligenza. Tuttavia sembra non essere adatto per i normali Domatori, in quanto si rivela impossibile da gestire. La sua mossa speciale gli permette di sbattere le sue enormi ali per inviare una lama a vuoto affilata (Spinning Needle). Digievolve da Botamon e Monodramon e digievolve in Kimeramon (con Monochromon, Garurumon, SkullGreymon, Kuwagamon e Kabuterimon) e MetalGreymon (Virus).

### Akatorimon
Akatorimon (アカトリモン?) è un Digimon Uccello Gigante; si tratta di una specie di Kokatorimon che ha sviluppato le zampe per compensare l'incapacità di volare. Poiché consuma troppa energia per muovere il suo grande corpo, apparentemente detesta le battaglie violente. La sua mossa speciale è abbagliare con i suoi occhi rossi per pietrificare e frantumare l'avversario (Scar-Red Eye).

### Algomon (campione)
Algomon (campione) (アルゴモン?, Arugomon), talvolta chiamato Argomon, è un Digimon Mutante; si tratta della forma adulta di Algomon la cui capacità di elaborazione è aumentata in modo anomalo. Anche il suo potere è stato rafforzato ed è persino in grado di sollevare grandi nemici con le sue mani, che si sono trasformate in manipolatori industriali. Le sue mosse speciali gli permettono di trattenere il nemico con i tentacoli che si estendono dalla sua bocca (Imprisonment), facendo passare una scossa elettrica attraverso di loro (Bolt Line). Digievolve da Algomon (intermedio) e digievolve in Algomon (evoluto).

### Angemon
Angemon (エンジェモン?, Enjemon) è un Digimon Angelo con sei ali scintillanti, il cui corpo è rivestito di un panno bianco così puro da essere divino. È un essere di virtù perfezionata, e sebbene sia definito come un Digimon che porta la felicità, quando affronta il male non smette di attaccare, con estrema compostezza, fino a quando l'avversario non è completamente annientato. Nelle innumerevoli volte in cui Digiworld è andato incontro ad una crisi, si dice che sia disceso a guidare i Digimon dello stesso genere, e Devimon, che è stato conquistato dal lato oscuro, era originariamente della stessa specie. La sua mossa speciale colpisce l'avversario con il suo pugno d'oro splendente, Raggio Celestiale (Heaven's Knuckle). Digievolve da Patamon (con o senza Biyomon) e digievolve in MagnaAngemon (con o senza la Digipietra della Speranza, oppure con Baalmon o ExVeemon), Seraphimon (tramite mega digievoluzione) e Shakkoumon (con o senza Armadillomon o Ankylomon).

### Ankylomon
Ankylomon (アンキロモン?, Ankiromon) è un Digimon Anchilosauro il cui intero corpo è ricoperto di pelle durissima. Non solo la sua pelle è indurita, ma ha anche dure protuberanze che fuoriescono dappertutto, e quindi il suo attacco di carica ha uno straordinario potere distruttivo. Essendo essenzialmente un Digimon erbivoro, non è feroce, è decisamente socievole, e ha una personalità coraggiosa. Le sue mosse speciali gli permettono di saltare in alto nel cielo nonostante il suo aspetto massiccio, per poi schiacciare l'avversario sotto la sua grande corporatura, Mega Pressione (Megaton Press), e picchiare violentemente l'avversario con la sfera di ferro posta sulla punta della coda, Coda Spaccatutto (Tail Hammer). Coloro che subiscono questa tecnica avranno la struttura metallica del loro corpo completamente distrutta. Digievolve da Armadillomon (con o senza Patamon e PawnChessmon (White)) e digievolve in Shakkoumon (con o senza Angemon).

### Aquilamon
Aquilamon (アクィラモン?, Akwiramon) è un Digimon Uccello Gigante con due corna gigantesche che crescono dalla sua testa. È chiamata la "Grande Aquila del Deserto" e mentre vola nel cielo alla velocità di Mach, possiede una notevole forza degli occhi che gli permette di localizzare l'avversario da una distanza molto elevata. Le corna sulla sua testa, quando scende in picchiata da una grande altezza e carica l'avversario, mostrano una potenza immensa. Sebbene ci siano molte specie di Digimon Uccello con personalità brutali, Aquilamon rispetta il decoro e si attiene incondizionatamente agli ordini impartiti dal proprio Domatore a cui si è impegnato a prestare la sua fedeltà. Le sue mosse speciali sono caricare l'avversario dal cielo, Corna Arroventate (Glide Horn) e sparare raggi a forma di anello con un ruggito simile al tuono, Anelli Esplosivi (Blast Laser). Digievolve da Hawkmon (con o senza Dorumon e Biyomon) e digievolve in Garudamon (con o senza Tylomon, Tyrannomon o Saberdramon).

### Arcadiamon (campione)
Arcadiamon (campione) (アルカディモン成熟期?, Arukadimon seijukuki, Arkadimon (campione) in Giappone), chiamato Arkadimon in Digimon Adventure V-Tamer 01, è un Digimon Bestia Ammaliante T. Si tratta di un Digimon maledetto creato artificialmente sulla base dei dati di vari Digimon. La sua natura è digievolversi assorbendo i dati del suo avversario, ma non è chiaro se possiede un senso della propria esistenza. Poiché questi dettagli sono sconosciuti, è attualmente oggetto di indagine. Le sue mosse speciali distruggono i dati dell'avversario a livello di programma (Prison Fist) e derubano il nemico dei propri dati di configurazione e trasformandoli in propri (Snatch Whip). Digievolve da Arcadiamon (intermedio) e Arcadiamon (evoluto) (con o senza Chrysalimon).

### Arresterdramon
Arresterdramon (アレスタードラモン?, Aresutādoramon) è un Digimon Drago che si è evoluto da Gumdramon rimuovendo il suo Kinkoji (ovvero il suo vincolo dell'essere un Digimon di livello intermedio). È rivestito con un'armatura da battaglia fatta di una gomma speciale, che manifesta al massimo la caratteristica elasticità di Gumdramon e ne rafforza ulteriormente la difesa. Le sue ali sono diventate più grandi, consentendo il volo ad alta velocità. Trasformando la sua coda in una sorta di lancia appuntita ed elastica, è diventato in grado di arrestare l'avversario oltre che a farlo a pezzi. Le sue mosse speciali gli permettono di scatenare pugni ad alta velocità mentre piega entrambe le braccia (Mach Flicker), brandire la coda appuntita per abbattere l'avversario (Flog Shot), tagliare in due il nemico ruotando la coda una sola volta (Spin Calibre), ruotare ad alta velocità per fare a pezzi i nemici (Spiral Shredder) e aggiungere luci rodanti a forma di drago allo Spiral Shredder per danneggiare l'avversario ulteriormente. Nonostante sia un Digimon di livello campione nella maggior parte dei media, viene considerato senza livello nel gioco di carte, dove si rivela equivalente al livello campione, ed è considerato sia a livello ignoto che mega in Digimon World: Next Order, dove il suo livello ignoto è un equivalente del campione. Digievolve da Gumdramon e digievolve in Arresterdramon: Superior Mode, Xros Up Arresterdramon (Astamon) (con Astamon), Xros Up Arresterdramon (Blossomon) (con Blossomon), Xros Up Arresterdramon (Dobermon) (con Dobermon), Xros Up Arresterdramon (GigaBreakdramon) (con GigaBreakdramon), Xros Up Arresterdramon (MetalTyranomon) (con MetalTyranomon), Xros Up Arresterdramon (Ogremon) (con Ogremon), Xros Up Arresterdramon (Sagomon) (con Sagomon) e Xros Up Arresterdramon (Sparrowmon) (con Sparrowmon).

### Atamadekachimon
Atamadekachimon (アタマデカチモン?) è un Digimon Dinosauro e Sbilanciato la cui testa e il corpo sono totalmente sbilanciati. Ha sempre difficoltà a camminare a causa della sua testa pesante e distrugge completamente le cose quando sbatte la testa, anche se non si fa alcun danno. Odia combattere ed è molto materno, è costantemente preoccupato per Minidekachimon, che solleva e protegge nella sua bocca. Parla così forte che persino Minidekachimon deve coprirsi le orecchie, e diventa ancora più forte con il suffisso "dekaa" che pone alla fine delle sue frasi. Quando Minidekachimon si trova in pericolo, combatte con tutte le sue forze per la sua vita. Frena i movimenti dell'avversario con il suo Tsudzumi Bakusai, in cui alza la voce forte al massimo volume, e coglie l'occasione per schiacciarlo con il suo Atama Tsubushi, dove fa oscillare la testa dall'alto con tutte le sue forze. Collabora anche con Minidekachimon e sputa un attacco fiammeggiante dalla sua bocca chiamato Minideka Flame, ma non è dato sapere se le fiamme saranno di piccole o grandi dimensioni fino a quando non usciranno. Digievolve da Minidekachimon.

### Axemon
Axemon (デッドリーアックスモン?, DeddorīAkkusumon, DeadlyAxemon in Giappone) è un Digimon Bestia Demoniaca; viene considerato il "fratello minore" di un patto di sangue stretto con SkullKnightmon; è un combattente muscoloso in grado eseguire movimenti agili e dalla forza fisica illimitata. Obbedisce fedelmente al fratello giurato SkullKnightmon e combatte con fede per ottenere la vittoria. Sfoggia dei movimenti fulminei paragonabili alla velocità della luce a tal punto da guadagnarsi l'alias di "Fulmine in corsa" (Running Lightning), e la sua velocità massima è così alta da lasciare immagini residue. Tuttavia, le manovre più intricate sono il suo punto debole, infatti l'avversario riesce a leggere facilmente i suoi movimenti lineari e rischia di scontrarsi altrettanto semplicemente con gli ostacoli. In compenso il suo corpo robusto è in grado di sfondare gli ostacoli come se non fossero nulla e continua a correre eseguendo un ruggito ribelle e tonante, guadagnandosi in pieno il suo soprannome. Le sue mosse speciali consistono nel correre tra gli avversari alla velocità della luce, e abbatterli mediante l'utilizzo del suo Air Slicer senza che questi facciano in tempo ad accorgersi di cosa stia succedendo, e sputare un potente liquido che dissolve tutto ciò che tocca (Aqua Rage). Inoltre, ha una tecnica ancora più forte chiamata Aqua Regia, in cui liquefa e inghiotte tutto ciò che lo circonda. Nonostante sia un Digimon di livello campione nella maggior parte dei media, viene considerato senza livello in Digimon Jintrix. Digievolve in Apollomon Darkness Mode (con Apollomon Whispered), DarkKnightmon (con SkullKnightmon), DeadlyTuwarmon (con Tuwarmon), DeadlyTuwarmon Hell Mode (con Tuwarmon, l'energia dell'Hell's Field, Sethmon, e diversi Grizzlymon, Oryxmon, Dobermon, Bullmon e Gorillamon), GreyKnightsmon (con SkullKnightmon, Greymon e MailBirdramon oppure con SkullKnightmon e MetalGreymon), Shoutmon X3SD (con SkullKnightmon e Shoutmon X3 oppure con Shoutmon, Ballistamon, Dorulumon e SkullKnightmon) e SkullKnightmon: Cavalier Mode (con SkullKnightmon).

### Baboongamon
Baboongamon (バブンガモン?, Babungamon) è un Digimon Bestia con un forte senso di territorialità. Costruisce il suo nido in luoghi che differiscono per altezza come scogliere o montagne rocciose. Le sue caratteristiche rocce, che ricoprono una porzione della sua pelle, si rigenerano e si induriscono ogni volta che si rompono. Inoltre, l'individuo con le rocce più dure all'interno di un branco è considerato l'alfa responsabile del proprio territorio. Le sue mosse speciali sono lanciare le rocce sulle sue braccia (Mount Stone) e colpire il nemico con la sua coda ricoperta di rocce a una velocità incredibile (Glide Rocks).

### Bakemon
Bakemon (バケモン?) è un Digimon Fantasma completamente coperto da un telo sopra la sua testa. Poiché si tratta di un essere malvagio nato dall'oscurità, si dice che i computer posseduti da Bakemon abbiano immediatamente distrutto i loro sistemi. Tutto all'interno della stoffa è avvolto nel mistero e si dice che una parte dell'ombra della sua vera forma sia diventata un buco nero. Non ama gli attacchi diretti perché la sua forza di combattimento non è eccezionale. La sua mossa speciale Mano Infernale (Hell's Hand) trascina il nemico catturato fino all'inferno. Inoltre, il suo Vento Infernale (Death Charm) lancia un potente incantesimo che sembra annientare in pochi secondi l'avversario a meno che questi non abbia uno spirito tenace, allora in quel caso potrebbe resistergli. Digievolve in Soulmon e in Myotismon (con Sangloupmon o Dokugumon oppure con Devimon e Devidramon).

### Ballistamon
Ballistamon (バリスタモン?, Barisutamon) è un Digimon Macchina che possiede un'armatura pesante metallica ingombrante e vanta di un potere travolgente. A prima vista sembra un tipo bellicoso, ma in realtà ha un animo gentile, che preferisce l'armonia al conflitto, perciò non attaccherà mai per primo. Tuttavia, se inizia a combattere, diventa un combattente potente e ineguagliabile che fa oscillare le sue braccia robuste e annienta l'avversario.
Con la sua armatura pesante e la sua grande potenza, il suo potenziale sia in attacco che in difesa è grande, ed è specializzato in attacchi ad eliminazione diretta che sfruttano la sua forza, inoltre qualsiasi colpo riceverà lascerà un'enorme ammaccatura sulla sua armatura. Tuttavia, il suo corpo eccessivamente pesante può portarlo alla disfatta, per non parlare della sua mancanza di agilità, quindi ha difficoltà a combattere gli avversari in rapido movimento. La sua Onda Assordante (Heavy Speaker), che emette un tono basso dall'altoparlante nel suo ventre e frantuma l'avversario, nasconde il potere di spaccare le rocce e scuotere le montagne, e il livello del suo potere aumenta quando ha fame. Inoltre, il corno sulla sua testa, che è indispensabile nel combattimento ravvicinato, è l'orgoglio di Ballistamon, e odia che venga toccato con noncuranza. Il suo Corno Demolitore (Horn Breaker), che usa eroicamente per scagliare l'avversario altrove, è la mossa caratteristica di Ballistamon. Inoltre, Ballistamon è in grado di prestare la sua pesante armatura e il suo potere a un altro Digimon cambiando nella sua "Modalità armatura avanzata". Nonostante sia un Digimon di livello campione nella maggior parte dei media, viene considerato senza livello in Digimon Jintrix mentre assume sia quello intermedio che quello mega in Digimon Masters. Digievolve da DarkVolumon e digievolve in AtlurBallistamon, BalliBastemon (con Bastemon), Ballistamon MC (con Mushroomon), Ballistamon SR (con Dorulumon), RampageGreymon (con MetalGreymon e Dorulumon), Shoutmon X2 (con Shoutmon), Shoutmon X2 (Incomplete X4) (con Shoutmon), Shoutmon X3 (con Shoutmon e Dorulumon), Shoutmon X4 (con Shoutmon, Dorulumon e gli Starmon, o con Shoutmon e Dorulumon o con Shoutmon + Star Sword e Dorulumon), Shoutmon X4B (con Shoutmon, Dorulumon, gli Starmon e Beelzemon), Shoutmon X4K (con Shoutmon, Dorulumon, gli Starmon, Knightmon e i PawnChessmon), Shoutmon X4S (con Shoutmon, Dorulumon, gli Starmon e Spadamon), Shoutmon X5 (con Shoutmon, Dorulumon, gli Starmon e Sparrowmon), Shoutmon X5B (con Dorulumon, Shoutmon, Beelzemon, gli Starmon e Sparrowmon), Shoutmon X6 (con Shoutmon DX, Dorulumon e gli Starmon), Shoutmon X7 (con OmniShoutmon, ZekeGreymon, Dorulumon, gli Starmon e Sparrowmon oppure con Shoutmon DX, Dorulumon, Sparrowmon e gli Starmon, Sparrowmon AB (con Sparrowmon) e Xros Up Ballistamon (Deputymon) (con Deputymon).

### BaoHackmon
BaoHackmon (バオハックモン?, BaoHakkumon, BaoHuckmon in Giappone) è un Digimon Dinosauro; si tratta di un Hackmon che è stato sottoposto a un periodo di duro addestramento, affinando i suoi impareggiabili istinti di battaglia e ha raggiunto questa forma man mano che cresceva insieme al suo spirito, alla tecnica e alla forza fisica. Continua il suo addestramento in quanto mira a raggiungere altezze maggiori, accumulando esperienza di combattimento combattendo nemici forti ed evolvendosi in un abile guerriero combattendo progressivamente. Maturando poco a poco, la sua aspirazione di diventare un Cavaliere Reale diventa sempre più forte e crede che ciò che è destinato a ottenere non sia determinato da ciò che gli dicono gli altri, ma da una decisione basata sulle proprie osservazioni e inferenze. Le sue mosse speciali sono state tutte potenziate e consistono nel tagliare i nemici con i suoi artigli (Fif Cross), così come ruotare la lama sulla coda attorno al proprio asse e usarla per pugnalare gli avversari (Teen Blade); anche la mossa Burn Flame che è in grado di utilizzare per contrattaccare è aumentata notevolmente in quanto a forza. Inoltre, è anche in grado di dividere in due il nemico utilizzando le lame affilate come rasoi che sporgono dagli arti posteriori (Dragless-spiker). Digievolve da Hackmon e digievolve in SaviorHuckmon (con o senza Targetmon e ZubaEagermon).

### Battle Armament Trailmon
Battle Armament Trailmon (戦闘武装トレイルモン?, Sentō busō Toreirumon) è un Digimon Macchina; si tratta di un Trailmon il cui design è derivato da un treno pesantemente corazzato e dotato di armamenti di tutti i tipi. Compare solamente nel manga Digimon Next.

### Birdramon
Birdramon (バードラモン?, Bādoramon), chiamato in corso di sviluppo Dokudramon (ドクドラモン?, Dokudoramon, Docdramon in Giappone) e Wingmon (ウィングモン?, Uingumon), è un Digimon Uccello Gigante che ha un aspetto avvolto dalle fiamme ardenti. Proprio come Meramon, è un Digimon generato dal Firewall difensivo di Internet. Sbatte le sue ali gigantesche e vola nel cielo. Sebbene la sua personalità non sia in alcun modo aggressiva, scatena dei contrattacchi furiosi contro i nemici che lo aggrediscono. La sua mossa speciale è sbattere le ali e scagliare le piume come meteore, Colpo d'Ali Fiammante (Meteor Wing). Digievolve da Biyomon e digievolve in Garudamon (con o senza la Digipietra dell'Amore, oppure con o senza Kiwimon o Veedramon, in alternativa con un determinato Digimon della serie Pendulum) e Hououmon (con o senza mega digievoluzione).

### BlackGaogamon
BlackGaogamon (ブラックガオガモン?, BurakkuGaogamon) è un Digimon Bestia che si è sviluppato quando il fisico di Gaomon è diventato più grande, i suoi artigli che una volta erano protetti da guanti sono cresciuti costantemente. Il Black Digitron, ovvero una misteriosa secrezione che si dice abbia influenzato l'evoluzione di un Digimon in una sottospecie di colore più scuro, è stato mescolato durante il suo processo di crescita, facendolo assumere questa forma nera. È più resistente e subisce meno danni rispetto al normale Gaogamon, a scapito della sua velocità. Le sue mosse speciali gli consentono di avvicinarsi all'avversario a una velocità più veloce di quanto l'occhio possa vedere e scatena il suo Dash Double Claw, mordendo l'avversario con i suoi denti robusti, non lasciandolo andare finché non collassa (Gaoga Hound). Inoltre, può rilasciare un potente vortice di vento dalla sua bocca in un potentissimo soffio (Spiral Blow). Digievolve da Gaomon e digievolve in BlackMachGaogamon.

### BlackGatomon
BlackGatomon (ブラックテイルモン?, BurakkuTeirumon, BlackTailmon in Giappone) è un Digimon Bestia Demoniaca nonché un Gatomon di attributo Virus che sfoggia una pelliccia vivida e nera. Il suo carattere è voltato completamente al male, vive la sua vita nell'oscurità attaccando il prossimo per i propri fini. BlackGatomon è una varietà di Gatomon che nasce molto raramente e come tale si dice che siano molto pochi gli esemplari. Ha una personalità meschina e orgogliosa ed è un Digimon problematico che ama prendersela con i più deboli. È un Digimon di tipo oscuro che generalmente si evolve in un Digimon Angelo Caduto. La sua mossa speciale è Pugno Felino (Neko Punch), la stessa di Gatomon. Nonostante sia un Digimon di livello campione nella maggior parte dei media, viene considerato di livello intermedio in Digimon Digital Card Battle. Digievolve in LadyDevimon.

### BlackGargomon
BlackGargomon (ブラックガルゴモン?, BurakkuGarugomon, BlackGalgomon in Giappone) è un Digimon Uomo Bestia che si è evoluto da Terriermon, è un Digimon esperto nella caccia. Il suo stile di combattimento è diverso da un normale Gargomon, e difatti è specializzato in imboscate notturne. È taciturno, probabilmente perché è attivo principalmente al buio. Digievolve da Terriermon.

### BlackGrowlmon
BlackGrowlmon (ブラックグラウモン?, BurakkuGuraumon, BlackGrowmon in Giappone) è un Digimon Drago Demoniaco soprannominato "Drago demone nero corvino (漆黒の魔竜?, Shikkoku no ma ryū)". Sebbene sia fondamentalmente la stessa specie di Growlmon, vanta maggiormente di una natura di specie virale e si dice che sia la forma naturale di Growlmon. A differenza di un Growlmon allevato da un Domatore, può essere approssimativamente descritto come un selvaggio. Il ruggito di BlackGrowlmon è identico a quello di Growlmon, avendo il potere di scuotere il terreno, e prima della battaglia alza la sua voce in un ruggito offensivo per intimidire l'avversario. La sua mossa caratteristica consiste nello sviluppare il plasma posto lungo le lame su entrambi i gomiti, per poi colpire l'avversario (Plasma Blade). La sua mossa speciale emette un potente ruggito incendiario (Exhaust Flame). Digievolve da BlackGuilmon e digievolve in BlackWarGrowlmon e ChaosGallantmon (tramite mega digievoluzione).

### BladeKuwagamon
BladeKuwagamon (ブレイドクワガーモン?, BureidoKuwagāmon) è un Digimon Macchina di tipo insetto il cui intero corpo è stato armato. Per un Digimon di livello campione, è una specie rara il cui intero corpo è stato trasformato nel metallo cromato Digizoide (talvolta chiamato Digiclonoide). Ha l'abitudine di reagire indiscriminatamente a tutto ciò che si muove, e si dice che chi viene attaccato da uno sciame di BladeKuwagamon, anche un Digimon di livello evoluto verrà trafitto su tutto il corpo e morirà. Le sue mosse speciali gli permettono di trasformarsi in una lama di luce perforante (Spark Blade), generando un'onda di vuoto (Air Knife). Digievolve da KoKabuterimon e digievolve in MetallifeKuwagamon (tramite DNA digievoluzione con o senza Coelamon).

### Blimpmon
Blimpmon (ブリンプモン?, Burinpumon), talvolta chiamato Brimpmon nel gioco di carte, è un Digimon Macchina simile a un veicolo, in questo caso un dirigibile; vola nei cieli senza preoccuparsi di cosa possa accadergli, proprio come Mekanorimon, che svolge le sue mansioni senza farsi alcun problema. Sebbene la sua delicata porzione a palloncino sia protetta da un rivestimento metallico, sembra essere ancora in costruzione poiché il suo fianco sinistro è lasciato esposto. La sua mossa caratteristica è sparare proiettili di gas elio e farli esplodere (Helium Bomb). La sua mossa speciale è sparare palle di cannone dai due grandi cannoni posti sulla sua sommità (Zeppelin Explosion).

### BomberNanimon
BomberNanimon (ボンバーナニモン?, BonbāNanimon), talvolta chiamato Citramon nel gioco di carte e nell'edizione statunitense di Digimon Savers, è un Digimon Invasore il cui intero corpo si è trasformato in una bomba. Anche se sembra una sottospecie di Nanimon, la verità è sconosciuta. Sembra che il suo corpo si sia completamente trasformato in bomba mentre continuava a combattere a Digiworld.

### Boogiemon
Boogiemon (ブギーモン?, Bugīmon), talvolta chiamato Fiendmon, è un Digimon Uomo Demoniaco dall'aspetto inquietante e simile a quello di un diavolo di colore rosso. Numerosi tatuaggi contenenti incantesimi malvagi sono scolpiti sul suo corpo, ed è apparentemente in grado di lanciare tanti incantesimi quanti sono i tatuaggi. Piuttosto che combattere frontalmente, è un codardo che di solito è in agguato e lancia attacchi di imboscata al nemico dall'oscurità. La sua mossa speciale è pugnalare il nemico con il tridente che brandisce nella mano destra (Death Clash). Digievolve in Phelesmon (tramite DNA digievoluzione con o senza Devimon).

### Bulkmon
Bulkmon (バルクモン?, Barukumon) è un Digimon Uomo Drago che si è evoluto tramite i dati di un monitor della composizione corporea che misura la massa muscolare. Ha una personalità bellicosa e il potere determinato dai suoi muscoli della parte superiore del corpo, innaturalmente ben sviluppati, è di prima classe anche tra i Digimon di livello Campione. La sua velocità di reazione è estremamente alta nonostante le sue grandi dimensioni e travolge i suoi nemici con la sua straordinaria potenza e velocità. È un gran lavoratore, continua sempre ad allenarsi quando non sta mangiando o dormendo. La sua mossa speciale gli permette di far volare il nemico con un colpo grazie al suo pugno intrecciato di elettricità (Electrical Fist). Per affrontare gli avversari che si rifiutano di avvicinarsi, scatena un attacco elettrico scaricando l'energia elettrica immagazzinata nel suo corno (Thunder Dread). Digievolve da Pulsemon e digievolve in Boutmon.

### Buraimon
Buraimon (ブライモン?) è un Digimon Uomo Uccello; si tratta di una forma di Chicchimon che si è evoluta dal livello primo stadio a campione. Continua a proseguire il suo pellegrinaggio di addestramento svolgendo una vita da vagabondo. Digievolve da Hyokomon (con o senza Hawkmon) e digievolve in Butenmon (con o senza Birdramon e Kokatorimon).

### Burgermon (campione)
Burgermon (campione) (バーガモン成熟期?, Bāgamon seijukuki, Burgamon campione in Giappone) è un Digimon Cibo che prepara ottimi hamburger nel villaggio di Burgermon. Vive assieme ai suoi simili su una base posta sulla Luna. Digievolve da Burgermon.

### Cardmon U1
Cardmon U1 (カードモンU1?, Kādomon U1) è un Digimon Carta caratterizzato da un corpo sferico di colore giallo con la bocca bianca. Porta sulla testa due carte fluttuanti. Compare unicamente in Digimon World 2003 dove se sconfitto regala al giocatore dei pacchi di carte che potrà poi far aprire ai Divermon nelle città. Digievolve da Cardmon C1 e digievolve in Cardmon R1.

### Cardmon U2
Cardmon U2 (カードモンU2?, Kādomon U2) è un Digimon Carta dal corpo sferico di colore blu fiordaliso e con la bocca bianca. Porta sulla schiena due carte fluttuanti. Compare unicamente in Digimon World 2003 dove se sconfitto regala al giocatore dei pacchi di carte che potrà poi far aprire ai Divermon nelle città. Digievolve da Cardmon C2 e digievolve in Cardmon R2.

### Centarumon
Centarumon (ケンタルモン?, Kentarumon, Centalmon in Giappone) è un Digimon Uomo Bestia con la parte superiore del corpo umanoide e quella inferiore bestiale. Il suo corpo è protetto da una sostanza dura secreta sulla superficie dall'interno e il suo braccio destro si è fuso per diventare tutt'uno con la sua arma. I condotti che si estendono dalla parte posteriore emettono vapore ad alta pressione, permettendogli di muoversi a velocità quasi sonica, anche se solo per un istante. Ha una difesa, un attacco e una velocità eccezionali. È estremamente orgoglioso e disprezza assolutamente chi gli da degli ordini oppure gli fa perdere del tempo. La sua mossa speciale è usare il Cannone Supersonico o Raggio Solare (Hunting Cannon) che è diventato tutt'uno con il suo braccio destro. È quasi impossibile eludere questo attacco. Tuttavia, poiché questo attacco consuma una grande quantità di energia, Centarumon evita la battaglia quando possibile. Digievolve da Agumon e digievolve in Gravimon Darkness Mode (con Gravimon, Thunderbirdmon, Sagittarimon, Cerberumon, Eaglemon e Hippogriffomon) e Sagittarimon.

### Chrysalimon
Chrysalimon (クリサリモン?, Kurisarimon), talvolta chiamato Kurisarimon in alcuni media, è un Digimon non identificato il cui aspetto ricorda una crisalide. Per evolversi in un Digimon più forte, Keramon di livello intermedio è entrato in uno stato di crisalide e ha iniziato a conservare la sua energia. Di conseguenza, è completamente incapace di muoversi, ma è protetto dal suo guscio duro e può attaccare l'avversario con i tentacoli che si estendono dalla sua schiena. In alcuni casi, può digievolversi al livello evoluto senza diventare un campione, ma è in grado di digievolversi in un evoluto più forte evolvendosi appunto in Chrysalimon. La sua mossa speciale consiste nel distruggere i dati di configurazione dell'avversario con i tentacoli che si estendono dalla sua schiena (Data Crusher). Digievolve da Kermon (con o senza Hagurumon e Mushroomon) e digievolve in 	Diaboromon (tramite mega digievoluzione) e Infermon (con o senza Bakemon).

### Clockmon
Clockmon (クロックモン?, Kurokkumon) è un Digimon Macchina protettore del tempo che governa l'orologio del computer. Gestisce il "Tempo" e lo "Spazio" di tutti i computer e le reti e, se è compreso tra il 1900 e il 1999, è in grado di avanzare e riavvolgere liberamente il tempo a suo piacimento. Poiché possiede un'abilità estremamente pericolosa e terrificante, mantiene sempre un punto di vista neutrale e non partecipa al conflitto tra i Digimon di tipo Vaccini e Virus. Per questo motivo, si dice che se mai si inclinerà verso entrambi i lati dell'equilibrio, Digiworld crollerà. La sua mossa speciale è distruggere il "tempo" che scorre attraverso il corpo dell'avversario (Chrono Breaker). È impossibile che un Digimon il cui "tempo" è stato congelato con questo attacco possa mai riprendersi. Digievolve da Solarmon.

### Coelamon
Coelamon (シーラモン?, Shīramon) è un Digimon Pesce Antico che possiede artigli giganteschi e una dura pelle esterna. Quando la rete di computer veniva riparata dopo essere stata interrotta da un hacker dannoso, questo Digimon è stato scoperto nel Net Ocean e, poiché la sua struttura corporea è estremamente primitiva, ha pinne che si sono sviluppate come mani e piedi. Sulla base di questo fatto, si ipotizza che il Digimon primordiale che ha avuto origine nel Net Ocean abbia sperimentato molte evoluzioni e abbia assunto forme terrestri, aumentando il loro numero in vari ceppi. La sua mossa speciale è cadere sull'avversario con i suoi giganteschi artigli, Raggio Fossile (Variable Darts). Digievolve da Crabmon (con o senza Syakomon).

### Coredramon (Blue)
Coredramon (Blue) (コアドラモン（青）?, Koadoramon (Ao)) è un Digimon Drago; i Digimon che portano nel nome "Dramon" devono contenere i dati del fattore Drago nel proprio Digicore; maggiore è la percentuale di questi dati, più la forma del loro corpo diventa di tipo Drago, ma i dati del fattore Drago di Coredramon hanno raggiunto il 100%, quindi è sicuramente un Digimon Drago di sangue puro. Si dice che questo Coredramon dalla pelle blu sia la forma evoluta di un Dracomon e che ha assimilato grandi quantità di una gemma rara chiamata "Diamante Blu", che viene estratta solo in regioni montuose con altitudini molto elevate, ed è in grado di volare ad alta velocità con le sue ali sviluppate per sopravvivere nelle montagne scoscese. Le sue mosse speciali scatenano un soffio rovente che risplende di blu (Blue Flare Breath) e usa la sua potente coda per sferrare un duro colpo all'avversario (Strike Bomber). Blue Flare Breath ha l'effetto di decomporre i dati di texture che ricoprono la superficie del corpo di un Digimon, quindi i Digimon che soffrono di questo respiro saranno suscettibili agli attacchi sui loro Digicore nudi. Come Dracomon, ha una scala denominata "Gekirin", e se viene colpito perde la testa per un eccesso di rabbia e spara indiscriminatamente il suo G Shurunen-II, un raggio laser divergente in cui fa brillare intensamente le corna sulla sua testa, e poi spara dalla parte posteriore della sua bocca. Digievolve da Dracomon e digievolve in Wingdramon (con o senza Coredramon (Green) o Devidramon).

### Coredramon (Green)
Coredramon (Green) (コアドラモン（緑）?, Koadoramon (Midori)) è un Digimon Drago; i Digimon che portano nel nome "Dramon" devono contenere i dati del fattore Drago nel proprio Digicore; maggiore è la percentuale di questi dati, più la forma del loro corpo diventa di tipo Drago, ma i dati del fattore Drago di Coredramon hanno raggiunto il 100%, quindi è sicuramente un Digimon Drago di sangue puro. Si dice che questo Coredramon dalla pelle verde sia la forma evoluta di un Dracomon e che ha assimilato grandi quantità di una gemma rara chiamata "Malachite Verde", che viene estratta in un fitto bosco con alberi di oltre un secolo. Sebbene questo tipo di Coredramon non sia bravo a volare, ha una forza delle gambe molto sviluppata, che gli consente di correre a velocità inimmaginabili per il suo fisico. Le sue mosse speciali scatenano un soffio rovente che brilla di verde (Green Flare Breath) e usa la sua potente coda per sferrare un duro colpo all'avversario (Strike Bomber). Green Flare Breath è un attacco altamente penetrante, quindi è efficace nel passare attraverso i dati di texture della superficie del corpo e infliggere danni direttamente al Digicore. Come Dracomon, ha una scala denominata "Gekirin", e se viene colpito perde la testa per un eccesso di rabbia e spara indiscriminatamente il suo G Shurunen-II, un raggio laser divergente in cui fa brillare intensamente le corna sulla sua testa, e poi spara dalla parte posteriore della sua bocca. Digievolve da Dracomon e digievolve in Groundramon (con o senza certi Digimon della serie Pendulum Ver.20th).

### Cyclonemon
Cyclonemon (サイクロモン?, Saikuromon, Cyclomon in Giappone) è un Digimon Uomo Drago con un occhio solo con un braccio destro sviluppato in modo anomalo. In origine era un coraggioso guerriero drago, ma il suo occhio destro è stato schiacciato dal guerriero Leomon, ed è diventato un oni per vendicarsi. Per sconfiggere Leomon, ha rafforzato e allargato il suo braccio destro, ed è alla ricerca di un'opportunità per abbatterlo. Per amore della vendetta, ha perso il suo orgoglio di guerriero, rendendolo nient'altro che un guerriero ossessionato dallo spargimento di sangue. La sua mossa speciale è il suo Hyper Heat, ovvero un attacco ad altissima temperatura, che può sciogliere qualsiasi cosa.

### Damemon
Damemon (ダメモン?) è un Digimon Mutante nato accidentalmente quando i dati sui rifiuti alla deriva attraverso Digiworld sono stati combinati casualmente. Dal momento che "Non va bene, non va bene!" è la sua frase preferita, ha la cattiva abitudine di criticare le persone senza cogliere la situazione, indipendentemente dalla persona o dall'evento. Nonostante sia un soggetto dal carattere arrogante ed estremamente critico, in qualche modo è riuscito a cavarsela con l'aiuto del suo partner ChuuChuumon. ChuuChuumon rimane sul "vassoio Tyutyu" sul retro della testa di Damemon e lo porta in vari posti per andare a giocare. Quando i due sono insieme, ogni giorno è impagabile. Il suo attacco Bunbun Ken, nel quale Damemon ruota semplicemente il suo tonfa e colpisce a malapena il bersaglio, è più utile per far sussultare l'avversario che infliggere danni. La sua Gun Vulcan è una tecnica che prevede il far fuoco attraverso le pistole nascoste nei suoi piedi e dai tonfa lanciando contro il nemico piccoli oggetti neri e misteriosi che diffondono un cattivo odore, attacco fatto più per rendere repellente l'avversario che per infliggere danni, in tutti i casi fa perdere lo spirito combattivo di chi viene colpito. È sempre attento a ciò che lo circonda e si arrabbia se i Digimon che vivono nella zona che sta attraversando non puliscono completamente il paesaggio dopo che ha sparato la sua tecnica. Per quanto riguarda il suo Boo~st Attack, che diffonde gas puzzolenti mentre colpisce e che gli consente di volare via, è una tecnica particolarmente imprevedibile a tal punto che lo stesso Damemon non sa dove andrà a finire dopo averla utilizzata. Il danno apportato all'avversario colpito, insieme al gas maleodorante, è emotivamente molto grande. Digievolve da Tuwarmon e digievolve in Tuwarmon.

### Darcmon
Darcmon (ダルクモン?, Darukumon), talvolta chiamato Darukumon in alcuni media, è un Digimon Angelo di basso rango che ha l'aspetto di una donna. Fa parte delle forze avanzate dei Digimon Angelo, e si dice che la sua figura che si fa sempre avanti nell'avanguardia sia quasi una "Dea del campo di battaglia". La sua mossa speciale è Baptême d'Amour, ovvero una magnifica tecnica di spada che utilizza la sua lama sottile La Pucelle. Il suo nome deriva da Giovanna d'Arco (Jeanne d'Arc). Digievolve da Hippogriffomon (tramite digievoluzione Slide) e Murmukusmon (tramite digievoluzione Slide) e digievolve in Hippogriffomon (tramite digievoluzione Slide) e Murmukusmon (tramite digievoluzione Slide).

### DarkLizardmon
DarkLizardmon (ダークリザモン?, DākuRizamon, DarkLizamon in Giappone), chiamato Darkrizamon in Digimon World è un Digimon Drago Malvagio il cui intero corpo è coperto dalle fiamme dell'oscurità che bruciano silenziosamente. Essendo la forma di un FlareLizardmon che si è evoluto in un tipo Virus, ha una personalità fredda. La sua mossa speciale gli permette di bruciare lo spirito del nemico incenerendolo con le fiamme dell'oscurità (Dread Fire). Nonostante sia un Digimon di livello campione nella maggior parte dei media, viene considerato di livello intermedio in Digimon World. Digievolve in Dorbickmon Darkness Mode (FlareLizrdamon) (con Dorbickmon Darkness Mode (Huanglongmon)) e Dorbickmon Darkness Mode (Dragon Army) (con Dorbickmon Darkness Mode (Huanglongmon), Brachimon e Gigadramon).

### DarkMaildramon
DarkMaildramon (ダークメイルドラモン?, DākuMeirudoramon) è un Digimon Cyborg. Si tratta di una forma oscura di Maildramon; è il servitore di Knightmon che ha acquisito il potere del Digiuovo dei Miracoli. Ha abbandonato la giustizia in favore del male, che adesso considera la sua linea guida. La sua armatura composta completamente dal metallo cromato Digizoide (talvolta chiamato Digiclonoide) è stata tinta di colore scuro e cerca un cuore fatto di cattiveria e oscurità da parte del suo padrone Knightmon. Se il suo padrone è un Knightmon dal cuore molto malvagio, allora sarà obbediente a quest'ultimo, ma se percepisce anche solo un briciolo di coscienza per le proprie azioni, schiaccerà anche il suo stesso padrone sotto la sua mole. La sua mossa speciale è sbattere le ali sbrindellate, facendo piovere proiettili oscuri (Dark Wing). Digievolve da Maildramon.

### DarkTyrannomon
DarkTyrannomon (ダークティラノモン?, DākuTiranomon, DarkTyranomon in Giappone) è un Digimon Dinosauro il cui corpo è stato corroso da un feroce virus informatico. Sebbene fosse originariamente un Digimon della specie Tyrannomon, è stato infettato da un malvagio virus informatico, causando un bug nei dati di configurazione della sua carne e trasformandolo in un Digimon frenetico. Il suo corpo divenne nero, le sue braccia diventarono più robuste di quelle di Tyrannomon e il suo potere offensivo crebbe a dismisura. Identifica qualsiasi cosa riflessa nei suoi occhi come un nemico e inizia ad attaccare, mostrandosi molto furioso. Con la sua mossa speciale Soffio di Fuoco (Fire Blast), un getto di fiamme super potente, trasforma tutto ciò che lo circonda in un mare di fiamme. Digievolve da Agumon (Black) e digievolve in DarkTyrannomon (Anticorpo X) (tramite l'Anticorpo X).

### DarkTyrannomon (Anticorpo X)
DarkTyrannomon (Anticorpo X) (ダークティラノモン（X抗体）?, DākuTiranomon (X-Kōtai), DarkTyranomon (Anticorpo X) in Giappone) è un Digimon Dinosauro; si tratta di un DarkTyrannomon che ha subito gl effetti dell'Anticorpo X sul proprio Digicore. L'Anticorpo X gli ha conferito la compostezza per controllare le proprie abilità, così come la determinazione e la forza per sopravvivere alle sue battaglie. Ora è in grado di indurire una parte della sua carne e persino di produrre fiamme verdi manipolando il virus all'interno del suo corpo. La sua mossa speciale è afferrare l'avversario con gli artigli e costringerlo a subire l'emissione delle sue fiamme verdi, bruciandolo (Flame Snatch). Digievolve da DarkTyrannomon (tramite l'Anticorpo X).

### DexDorugamon
DexDorugamon (デクスドルガモン?, DekusuDorugamon, Death-X-DORUgamon in Giappone) è un Digimon Non Morto che fa parte della serie prototipo "Doru", che è stato sottoposto alla ricerca di ulteriori evoluzioni, e si diceva che, al momento dell'esperimento, assomigliasse alla sua forma di livello campione. Dal momento che continua a depredare i Digicore di altri Digimon, è attivo nonostante la sua condizione di non morto e sta tentando di evolversi allo stadio successivo. La sua mossa caratteristica è Cannonball. La sua mossa speciale è impalare l'avversario con le sue braccia d'acciaio e strappare il suo Digicore (Metal Cast). Digievolve da Dorumon e Ryudamon e digievolve in DexDoruGreymon, Samudramon e Hisyaryumon.

### Deckerdramon
Deckerdramon (デッカードラモン?, Dekkādoramon) è un Digimon Cyborg che si può definire come un nemico naturale di tutti i Digimon volanti. Con il terrificante Deckerdra-Launcher equipaggiato sul retro, nasconde anche la capacità di abbattere qualsiasi tipo di Digimon volante con una varietà di missili antiaerei. Inoltre è una minaccia reale in quanto la sua bassa altezza rende difficile la sua localizzazione dalle alte quote. Il tasso di uccisione degli aerei aumenta particolarmente quando si trova in un terreno pieno di ostacoli, dove è difficile discernere la fonte dei suoi attacchi. In un terreno con pochi ostacoli, Deckerdramon diffonde una cortina fumogena dalle sue zanne che producono fumo (Smoky Fang) e si prepara ad attaccare. Non è solo specializzato in attacchi antiaerei; ma è molto abile anche nel combattimento sulla terraferma, dove scaglia un potente colpo della sua Potente Coda Uncinata (Heavy Tailhook) polverizzando il nemico. Nonostante sia un Digimon di livello campione nella maggior parte dei media, viene considerato senza livello in  Digimon Jintrix. Digievolve in DeckerGreymon (con MetalGreymon (2010) oppure con Greymon (2010) e MailBirdramon) e Deckerdramon Float Mode.

### Deltamon
Deltamon (デルタモン?, Derutamon) è un Digimon Composito fuso da tre Digimon. Sebbene ognuno di loro sia esistito come un'esistenza autonoma, a causa di un computer che è impazzito dopo essere stato colpito dalle onde elettromagnetiche di una tempesta, sono stati costretti a fondersi a causa di un bug del sistema. Si dice che poiché questo Digimon, che possiede tre teste e due code, è specializzato in attacchi tripartiti che sfruttano i tratti del suo corpo, è persino in grado di combattere contro tre Digimon alla volta. Tuttavia, poiché ognuno di loro era un essere diabolico, la sua mente è votata totalmente alla distruzione e solitamente sono in cattivi rapporti e senza spirito di cooperazione. Le sue mosse speciali lo vedono fondere l'energia emessa da tutte e tre le bocche, Triplice Forza (Triplex Force) e protendere il braccio sinistro in avanti per mordere con la testa a forma di teschio (Skull Fang).

### Devidramon
Devidramon (デビドラモン?, Debidoramon) è un Digimon Drago Malvagio conosciuto e temuto come il "Demone dai molti occhi". Essendo una bestia demoniaca che è stata evocata dall'Area Oscura dal messaggero delle tenebre, Devimon, non ci sono altri Digimon così malvagi come lui. Sebbene sia un Digimon della specie Dramon, i suoi arti sono insolitamente sviluppati, quindi fa a pezzi l'avversario con le sue braccia allungate e vola nell'oscurità con le sue robuste gambe e ali. La sua personalità è l'epitome della malvagità, ed è insensibile a un qualsiasi spirito di compassione. Se lo si fissa nei suoi quattro occhi che ardono di un profondo cremisi, l'avversario diventa incapace di muoversi e Devidramon farà a pezzi il corpo di chi non gli resiste. Inoltre, la punta della sua coda è in grado di aprirsi e assumere la forma di un artiglio, che può infilzare l'avversario. Questo Digimon è stato probabilmente prodotto dai sentimenti malvagi degli hacker che abusavano della rete di computer per i propri desideri egoistici. La sua mossa speciale è fare a pezzi l'avversario con i suoi artigli giganteschi in maniera sanguinolenta, Unghie Vermiglio (Crimson Nail).

### Devimon
Devimon (デビモン?, Debimon) è un Digimon Angelo Caduto il cui corpo è rivestito di un panno nero corvino. Sebbene in origine fosse un brillante Digimon della specie Angemon, cadendo nell'Area Oscura, che esiste in una distorsione spaziale di Digiworld, è diventato un angelo caduto. A riprova di ciò, il Marchio del Male è affiorato drammaticamente sul suo petto. Ha una personalità astuta e diabolica, ma possiede anche un intelletto eccezionale. Si dice che coloro che hanno fissato i suoi due occhi, che brillano di un profondo cremisi, siano controllati dalla mente e completamente dominati da Devimon. La sua mossa speciale, Artiglio Letale (Death Claw), gli permette di allungare entrambe le sue braccia estensibili e imporre la sua volontà sul corpo dell'avversario. Digievolve da DemiDevimon (con o senza Impmon) e digievolve in DoneDevimon, NeoDevimon (con o senza i dati di Arcadiamon) e NeoVamdemon Darkness Mode (Vampire Army) (con NeoMyotismon e LadyDevimon).

### Diatrymon
Diatrymon (ディアトリモン?, Diatorimon) è un Digimon Uccello Antico che possiede una potente forza nelle gambe ed è chiamato fossile vivente. Le sue ali non hanno una superficie sufficiente per volare, ma in loro sostituzione è dotato di gambe che hanno una potente forza fisica ed è in grado di scattare a velocità superiori a 200 km/h. Inoltre, ha una personalità estremamente feroce e l'abitudine di considerare qualsiasi cosa si muova come un nemico e piombarci addosso. Le piume che ricoprono tutto il suo corpo contengono metallo, quindi sembra che sia difficile infliggere danni a Diatrymon salvo il più forte degli attacchi. Le sue mosse speciali sono un tempestoso attacco speronato (Mega Dash Impact) e un gigantesco ruggito che infligge ingenti danni (Destruction Roar). Digievolve da Falcomon.

### Dokugumon
Dokugumon (ドクグモン?) è un Digimon simile a un ragno e tende a cogliere il nemico di sorpresa.

### Drimogemon
Drimogemon (ドリモゲモン?, Dorimogemon) è un Digimon Bestia che si muove sottoterra ad alta velocità con una gigantesca trivella attaccata al muso. È un Digimon estremamente raro da incontrare perché scava sempre in profondità nel sottosuolo. Sebbene abbia una personalità mite e timida, è abbastanza malizioso e talvolta prende le ossa preferite che Garurumon ha seppellito sottoterra e le nasconde in luoghi diversi. Le sue mosse speciali lo vedono attaccare il nemico con la sua gigantesca trivella ovvero Trivella Supersonica (Drill Spin) e lanciare l'osso che ha rubato a Garurumon ovvero Osso Rotante (Crasher Bone). Nonostante sia un Digimon di livello campione nella maggior parte dei media, viene considerato di livello intermedio in Digimon Masters. Digievolve in Digmon e Mush-Upped MachLeomon (con MachLeomon, l'Abyss Truffle, la Zona Verde e il Codice Marrone).

### FlareRizamon
FlareRizamon (	フレアリザモン?, FureaRizamon), talvolta chiamato Flarerizamon in Digimon World e FlareLizardmon, è un Digimon Drago Fiammeggiante il cui intero corpo è avvolto dalle fiamme. È un Digimon a sangue caldo che possiede sia un cuore che arde come il fuoco sia il potere di un drago. Sebbene le fiamme in tutto il suo corpo siano generate dalla combustione della sua pelle ad alta temperatura, la sua pelle ha notevoli capacità rigenerative, e così FlareRizamon è in grado di continuare a bruciare fino a quando non si spegne. Inoltre, gli artigli su entrambe le sue braccia sono bruciati dalle fiamme attraverso il suo corpo e sono diventati estremamente caldi, quindi l'avversario che ha fatto a pezzi subisce il doppio dei danni essendo sia lacerato che bruciato. La sua mossa caratteristica lo vede far esplodere le fiamme di tutto il suo corpo contro il nemico sotto forma di un enorme pilastro, ovvero Fiammata Avvolgente (Flame Tower). La sua mossa speciale invece gli consente di sparare continuamente colpi infuocati ad alta temperatura (Flame Hit). Nonostante sia un Digimon di livello campione nella maggior parte dei media, viene considerato di livello intermedio in Digimon World. Digievolve in Dorbickmon Darkness Mode (FlareRizamon) (con Dorbickmon Darkness Mode (Huanglongmon)) e Dorbickmon Darkness Mode (Dragon Army) (con Dorbickmon Darkness Mode (Huanglongmon), Brachimon e Gigadramon.

### Frigimon
Frigimon (ユキダルモン?, Yukidarumon, Yukidarumon in Giappone) è un Digimon di livello campione completamente fatto di ghiaccio che assomiglia a un pupazzo di neve.

### Garurumon
Garurumon (ガルルモン?) è un Digimon che assomiglia a un lupo. Digievolve da Gabumon ed appare per la prima volta nel terzo episodio di Digimon Adventure per lottare contro Seadramon. La sua pelliccia è resistente quanto il leggendario Metallo Mitril (a detta di Tentomon). Digevolve da Gabumon e digievolve in WereGarurumon.

### Gatomon
Gatomon (テイルモン?, Teirumon, Tailmon in Giappone), chiamato in corso di sviluppo Hatsukanezumimon (ハツカネズミモン?) e Gatomon R (テイルモンＲ?, Teirumon R, Tailmon R in Giappone) in Digimon Digital Card Battle, è un Digimon Bestia Sacra con l'aspetto di un gatto bianco. Ha una gran curiosità e ama tendere scherzi al prossimo. Sebbene il suo corpo sia piccolo, è un prezioso Digimon di specie sacra e il suo aspetto non corrisponde alla vera forza che possiede. Indossa un Anello Sacro sulla coda, prova che è una specie sacra, ma se questo prezioso oggetto viene perso, il suo potere diminuisce e non può più sfruttare la sua forza originale. Per difendersi, indossa lunghi artigli copiati dai dati di SaberLeomon. Le sue mosse speciali gli permettono di usare i suoi lunghi artigli e attaccare l'avversario, Pugno Felino (Neko Punch), e manipolare il nemico con uno sguardo penetrante, Sguardo Ipnotico (Cat's Eye). Coloro che subiscono questo bagliore finiranno per attaccare se stessi. Nonostante sia un Digimon di livello campione nella maggior parte dei media, viene considerato di livello intermedio senza l'Anello Sacro così come nella carta partner presente in Digimon Digital Card Battle. Digievolve da Salamon (con o senza Kudamon (2006)) e digievolve in Angewomon (con o senza un determinato Digimon nella serie Pendulum, con la Digipietra della Luce, Starmon, Aquilamon oppure Wizardmon e Starmon), Butterflymon (con il Digiuovo della Conoscenza), Magnadramon (tramite mega digievoluzione), Nefertimon (con o senza il Digiuovo della Luce), Ophanimon (tramite mega digievoluzione), Ophanimon: Falldown Mode (tramite mega digievoluzione), Sylphymon (con o senza Aquilamon), SkullKnightmon, Gatomon (Anticorpo X) (tramite l'Anticorpo X) e Tylomon (con il Digiuovo della Sincerità).

### Gekomon
Gekomon (ゲコモン?) è un Digimon rana di livello campione. Nell'episodio 25 sono al servizio di Mimi di cui hanno fatto una principessa perché lei è l'unica che con il suo canto potrà risvegliare il loro re. Digevolve da Otamamon e digievolve in ShogunGekomon.

### Greymon
Greymon (グレイモン?, Gureimon) è un digisauro di livello campione e di tipo antivirus. Ha l'aspetto di un enorme dinosauro arancione a strisce blu. Appare per la prima volta in Finalmente Greymon. Un altro Greymon, non quello di Tai, è controllato da Etemon e il Greymon di Tai è costretto ad affrontarlo nell'episodio 16. Digievolve da Agumon e digievolve in MetalGreymon e SkullGreymon.

### Guardromon
Guardromon (ガードロモン?, Gādoromon) è un Digimon androide di livello campione, di tipo virus. Mekanorimon è un Digimon che può essere definito il suo alter ego. Digievolve da Hagurumon e digievolve in Andromon.

### Icemon
Icemon (アイスモン?, Aisumon) è un Digimon Ghiaccio. Il suo corpo è fatto di ghiaccio e sembra che si tratti di un'evoluzione o di una mutazione di Gotsumon, ma non vi sono prove autorevoli che possano confermare ciò e l'esito è ancora un mistero e perciò viene condotta una ricerca su questo argomento, che è ancora oggetto di studi. La sua mossa speciale è lanciare una bomba di ghiaccio solido contro il nemico (Iceball Bomb). Nonostante sia un Digimon di livello campione nella maggior parte dei media, viene considerato di livello intermedio in Digimon World. Digievolve da Gotsumon e digievolve in IceDevimon Enhancement Absorbent (con IceDevimon).

### IceDevimon
IceDevimon (アイスデビモン?, AisuDebimon) è un Digimon molto simile a Devimon, ma che controlla il ghiaccio. Può causare violenti incubi terrificanti infiniti.

### Ikkakumon
Ikkakumon (イッカクモン?) è un Digimon di livello campione. Appare per la prima volta in La furia di Gomamon mentre combatte per salvare Joe da Unimon, posseduto dal Black Gear. Digievolve da Gomamon e digievolve in Zudomon.

### Kabuterimon
Kabuterimon (カブテリモン?) è un Digimon insetto di livello campione. Assomiglia a un insetto gigantesco, il suo corno e la corazza sulla sua testa sono talmente dure da respingere qualunque cosa. Digievolve da Tentomon e digievolve in MegaKabuterimon.

### Kokatorimon
Kokatorimon (コカトリモン?, Kokatorimon, Cockatrimon in Giappone) è un Digimon Uccello Gigante con due gambe molto sviluppate. Poiché ha continuato a vivere sulla terra ferma per così tanto tempo, non può volare nell'aria e ha sviluppato un corpo adatto al terreno. Per questo motivo, il suo corpo è diventato ancora più grande e anche la forza delle gambe si è sviluppata enormemente. Parti delle sue ali sono completamente degenerate e in battaglia le allarga con la coda per intimidire l'avversario. È un tipo violentemente feroce, ma per preservare la sua grande corporatura non ama affrontare battaglie violente che consumano la sua energia. La sua mossa speciale è Sguardo Pietrificante (Petra Fire), una tecnica terrificante che pietrifica completamente il corpo dell'avversario. Digievolve in Megadramon (con Kuwagamon e Coredramon (Blue) o Coredramon (Green)).

### Kuwagamon
Kuwagamon (クワガーモン?) è un Digimon insetto di livello campione, di tipo Virus. Somiglia a un enorme scarafaggio volante rosso e le sue forbici sono un'arma letale capace di tagliare ogni materiale. È il primo Digimon sconfitto dai Digiprescelti in Digimon Adventure, mentre un Kuwagamon più potente appare nell'episodio 18. Digievolve da Kunemon e digievolve in Okuwamon.

### Leomon
Leomon (レオモン?, Reomon) è un Digimon di livello campione con un profondo senso della giustizia. In Digimon Adventure sarà per molto tempo sotto l'influsso di Devimon tramite il Black Gear ma poi si riscatterà e aiuterà i Digiprescelti nella lotta contro MetalEtemon. È il nemico giurato di Ogremon. Si può istituire un parallelo fra Leomon e Angemon: il primo rappresenta la regalità terrena mentre il secondo rappresenta il potere divino. questo raffronto riecheggia anche nel libro ufficiale della serie TV di A. Rayan Nerz, dove viene detto che "Leomon è, insieme ad Angemon, uno dei Digimon buoni più potenti". Uno stesso parallelo si può istituire tra Devimon e Ogremon. Sempre secondo Nerz: "se Devimon è il re degli Evil Digimon di Digiworld, Ogremon ne è lo sgradevole principe". Infatti Ogremon si contrappone a Leomon come Angemon si contrappone a Devimon. Digievolve da Elecmon, super digievolve in Panjyamon e GrapLeomon e mega digievolve in SaberLeomon. In Digimon Savers è la forma base di BanchouLeomon.

### Meramon
Meramon (メラモン?) è un Digimon fatto interamente di fuoco. In Digimon Adventure è il primo Digimon sconfitto da Birdramon. Digievolve da Candelmon e digievolve in SkullMeramon e BlueMeramon.

### Mojyamon
Mojiamon (モジャモン?) è un Digimon di livello campione molto peloso che vive sulle montagne innevate ed è molto difficile da incontrare. Normalmente ha un carattere mite e rilassato.

### Monochromon
Monochromon (モノクロモン?, Monokuromon) è un digisauro al livello campione di tipo dati. Appare in Digimon Adventure, Digimon 02, e Digital Monster X-Evolution. In Digimon Adventure viene usato da Etemon per trainare il suo rimorchio per la rete oscura del continente Server ma si incontra per la prima nel terzo episodio Una notte indimenticabile. Digievolve da Gotsumon e digievolve in Vermilimon.

### Numemon
Numemon (ヌメモン?) è un Digimon di tipo virus di livello campione. I Numemon abitano in luoghi bui e umidi come le fogne perché non sopportano la luce del sole. Non è particolarmente forte o intelligente e combatte tirando le proprie feci. Appare nel sesto episodio di Digimon Adventure.

### Ogremon
Ogremon (オーガモン?, Ōgamon, Orgemon in Giappone) è un Digimon a livello campione di tipo Virus. Trae energia dalla sua stessa ira e distrugge tutto ciò che trova. Anche se all'inizio è nemico dei Digiprescelti in Digimon Adventure diventerà alleato nella lotta contro i Padroni delle Tenebre. Il suo acerrimo nemico è Leomon. Appare in Digimon Adventure, nel manga V-Tamer, e nel film Activate Burst Mode. Digievolve da Goblimon e digievolve in WereGarurumon Black.

### Raremon
Raremon (レアモン?, Reamon) è un Digimon fatto di fango ed è immortale. In Digimon Adventure era un Digimon che faceva parte dell'esercito di Myotismon. In Digimon Frontier è stato il primo avversario sconfitto da Lobomon. Digievolve da Gazimon.

### SandYanmamon
SandYanmamon (サンドヤンマモン?, SandoYanmamon), chiamato SandYammamon in Digimon Adventure:, è un Digimon Insetto imparentato con Yanmamon e che vive nel deserto. Si nasconde nelle tempeste di sabbia e di solito è spensierato, ma quando i Digimon entrano nel suo territorio, li attacca senza pietà. Nonostante sia un Digimon di livello campione nella maggior parte dei media, viene considerato di livello intermedio in Digimon World.

### Seadramon
Seadramon (シードラモン?, Shīdoramon) è un Digimon acquatico di livello campione. In Digimon Adventure è il primo Digimon ad essere sconfitto da Garurumon, la digievoluzione di Gabumon. È di tipo dati. Digievolve da Betamon e digievolve in MegaSeadramon.

### Sealsdramon
Sealsdramon (シールズドラモン?, Shīruzudoramon) è un digidrago rivestito da una tuta anti esplosione ed è a prova di livello evoluto e di tipo antivirus. Digievolve da Commandramon e digievolve in Tankdramon.

### Shellmon
Shellmon (シェルモン?, Sherumon) è un Digimon campione di tipo dati. Il suo corpo si trova dentro una gigantesca conchiglia. È feroce e sanguinario ma viene sconfitto da Greymon nel secondo episodio poi riappare nell'episodio La vendetta di MetalSeadramon ma viene nuovamente sconfitto.

### Togemon
Togemon (トゲモン?) è un Digimon di livello campione che ha l'aspetto di un enorme cactus con i guantoni da box. Digievolve da Palmon e digievolve in Lilymon.

### Trailmon
I Trailmon (トレイルモン?) sono dei Digimon macchina di livello campione. Sono dei Digimon macchina il cui nome e design si ispirano alle rotaie (dall'inglese trail) e ai treni; tuttavia, ogni diverso modello di Trailmon è differente dagli altri nel suo aspetto fisico e trae ispirazione da una fonte differente allo scopo di individualizzarne ognuno. Inoltre, esiste più di un esemplare per ciascun modello.

### Trailmon Worm
Trailmon Worm (トレイルモン（ワーム）?, Trailmon (Worm)) è un modello di Trailmon il cui nome e design derivano dalla parola inglese "worm", ("verme"). È infatti molto lungo, di colore marrone, ha quattro fanali gialli che fungono da occhi ed una grossa bocca con denti aguzzi. Worm appare brevemente nell'episodio 20 di Digimon Fusion Battles. È uno dei Trailmon agli ordini di GranLocomon che trasportano materiale per lui.

### Trailmon Angler
Trailmon Angler (トレイルモン（アングラー）?, Trailmon (Angler)) è un modello di Trailmon il cui nome e design derivano dalla parola inglese "anglerfish", (una classe di pesci chiamata "lofiformi"). È piuttosto tozzo, di colore azzurro con le fiancate laterali, simili a due pinne, arancioni. Ha inoltre un singolo occhio rosso, un'antenna sulla testa che termina con una luce ed una bocca con denti piuttosto squadrati. Angler appare brevemente nell'episodio 20 di Digimon Fusion Battles. È uno dei Trailmon agli ordini di GranLocomon che trasportano materiale per lui.

### Trailmon Franken
Trailmon Franken (トレイルモン（フランケン）?, Trailmon (Franken)) è un modello di Trailmon il cui nome e design derivano dal Mostro di Frankenstein. È infatti piuttosto grosso, di colore rosso, ha due piccoli occhi verdi ed una grossa bocca metallica con denti squadrati. Ai lati della parte iniziale della locomotiva sono anche presenti due bulloni, tipici della creatura a cui questo Trailmon è ispirato. Franken appare brevemente nell'episodio 20 di Digimon Fusion Battles. È uno dei Trailmon agli ordini di GranLocomon che trasportano materiale per lui.

### Trailmon Mole
Trailmon Mole (トレイルモン（モール）?, Trailmon (Mole)) è un modello di Trailmon il cui nome e design derivano dalla parola inglese "mole" ("talpa"). È infatti piuttosto piccolo, di colore rosa, ha due occhi verdi ed un muso proprio delle talpe. Ai lati della locomotiva, inoltre, sono anche presenti due "zampe" che ricoprono le ruote del Trailmon. Mole appare brevemente nell'episodio 20 di Digimon Fusion Battles. È uno dei Trailmon agli ordini di GranLocomon che trasportano materiale per lui.

### Trailmon Buffalo
Trailmon Buffalo (トレイルモン（バッファロー）?, Trailmon (Buffalo)) è un modello di Trailmon il cui nome e design derivano dalla parola inglese "buffalo" ("bufalo"). È grosso e lungo, di colore grigio scuro, con un solo occhio verde. Sulla cima e ai lati della locomotiva, inoltre, sono anche presenti tre "corna" di colore dorato. Buffalo appare brevemente nell'episodio 20 di Digimon Fusion Battles. È uno dei Trailmon agli ordini di GranLocomon che trasportano materiale per lui.

### Trailmon Kettle
Trailmon Kettle (トレイルモン（ケトル）?, Trailmon (Kettle)) è un modello di Trailmon il cui nome e design derivano dalla parola inglese "kettle" ("bollitore"). È un Trailmon di medie dimensioni, di colore giallo con un beccuccio rosso sulla parte anteriore e due occhi azzurri. Kettle appare nell'episodio 20 di Digimon Fusion Battles. Ha un ruolo più importante rispetto agli altri Trailmon perché costituisce il mezzo di trasporto con cui Garbagemon, MetalMamemon e alcuni ToyAgumon fuggono dopo aver rubato il Digivice DigiXros di Taiki Kudo. Appare brevemente anche nell'episodio 21.

### Trailmon Raccoon Dog
Trailmon Raccoon Dog (トレイルモン（ラクーンドッグ）?, Trailmon (Raccoon Dog)) è un modello di Trailmon il cui nome e design derivano dalla parola inglese "raccoon dog", ("procione"). È di medie dimensioni, di colore verde, ha due occhi gialli ed una bocca molto simile a quella dei procioni. Raccoon Dog appare brevemente nell'episodio 20 di Digimon Fusion Battles. È uno dei Trailmon agli ordini di GranLocomon che trasportano materiale per lui.

### Tyrannomon
Tyrannomon (ティラノモン?, Tiranomon, Tyranomon in Giappone) è un digisauro di livello campione. Lo si incontra per la prima volta nell'episodio Piximon il mago al servizio di Etemon mentre insegue Matt e Izzy mentre cercano di recuperare le loro Digipietre. Digievolve in MetalTyrannomon e MasterTyrannomon.

### Unimon
Unimon (ユニモン?, Yunimon, Yunimon in Giappone) appare come un incrocio tra Pegaso e unicorno. È un Digimon alato che possiede un carattere saggio e pacifico. In Digimon Adventure è il primo Digimon sconfitto da Ikkakumon, la digievoluzione di Gomamon. Digievolve da Tapirmon e digievolve in Mammothmon.

### Valquimon
Valquimon (バルキモン?, Barukimon, Baluchimon) è un Digimon Bestia Sacra la cui esistenza è stata confermata in rovine dissotterrate sotto il Continente di Folder. Risulta che le rovine un tempo erano usate come fortezza per i Digimon Angelo, e si presume che i Valquimon fossero coloro che proteggevano la fortezza. Sebbene abbia una personalità calma e tranquilla, ha anche un lato feroce che gi fa attaccare senza pietà il nemico. È molto intelligente e, una volta che individua immediatamente l'ostilità di un intruso, lega il suo corpo con catene psicocinetiche (Psychic Chain) e lo allontana. Si dice che mostri illusioni a coloro che si perdono inconsapevolmente tra le rovine con le nuvole che sputa (Cloud Vision) e li conduce fuori dalle rovine mentre stanno sognando ad occhi aperti.

### Vegiemon
Vegiemon (ベジーモン?, Bejīmon, Vegimon in Giappone) è un Digimon di livello campione molto scaltro negli affari. È un essere codardo, astuto e crudele. Non ha una tecnica ma usa le liane che gli fanno da braccia come arma.

### Whamon
Whamon (ホエーモン?, Hoēmon) è un Digimon di livello campione simile a una balena. È l'essere più grosso dell'intero Digiworld tanto da sembrare un'isola. Crea gigantesche onde con la sua coda e aiutò i Digiprescelti a raggiungere il continente di Server, a trovare i Digimedaglioni e nella lotta contro MetalSeadramon.

### Yanmamon
Yanmamon (ヤンマモン?) è un Digimon Insetto che ha acquisito i dati di una libellula jumbo. Nonostante il suo aspetto snello, ha una personalità violenta e il suo corpo è ricoperto da un carapace estremamente duro. Nonostante sia un Digimon di livello campione nella maggior parte dei media, viene considerato di livello intermedio in Digimon World.

## Armor

### Allomon
Allomon (アロモン?, Aromon) è un Digimon Dinosauro che si è digievoluto grazie al potere del Digiuovo del Coraggio. Poiché è particolarmente feroce tra i Digimon Dinosauro, c'è un'accesa rivalità tra lui e Tyrannomon. Le caratteristiche speciali di Allomon sono la forza delle gambe e la capacità di correre a una velocità vertiginosa inclinando la testa verso il basso e assumendo una posizione orizzontale. La sua mossa speciale emette un vento ad altissima temperatura, Fiammata Preistorica (Dino Burst). Nonostante sia un Digimon di livello armor nella maggior parte dei media, viene considerato di livello campione nel gioco di carte, di livello evoluto nei giochi della serie Digimon Story e di livello intermedio in Digimon RPG. Digievolve in Allomon (Anticorpo X) (tramite l'Anticorpo X).

### Allomon (Anticorpo X)
Allomon (Anticorpo X) (アロモン（X抗体）?, Aromon (X-Kōtai)) è un Digimon Dinosauro; si tratta di un Allomon che ha subito gli effetti dell'Anticorpo X sul proprio Digicore. La sua forza nelle gambe si è ulteriormente sviluppata e ha acquisito un'agilità pari a quella di un piccolo Digimon nonostante sia un Digimon di grande dimensioni. Oltre alla sua velocità di corsa notevolmente aumentata, è diventato anche in grado di volare, e si dice che ci siano stati molti Digimon che l'hanno visto piombare in picchiata e catturare il nemico. Come risultato dell'adattamento al suo corpo agile, ha acquisito una nuova mossa speciale chiamata Dino Flash, ovvero un vento ad altissima temperatura rilasciato dalla sua bocca istantaneamente come un lampo. Digievolve da Allomon (tramite l'Anticorpo X).

### Archelomon
Archelomon (アーケロモン?, Ākeromon) è un Digimon Rettile di livello armor che si è evoluto grazie al potere del Digiuovo della Sincerità. Ha l'aspetto di una grande tartaruga marina ed entrambe le sue pinne sono diventate affilate come coltelli. Non si muove particolarmente velocemente nemmeno sott'acqua e ha una personalità spensierata, ma poiché ha pinne anteriori affilate e un guscio robusto, viene raramente assalito dal nemico. La sua mossa speciale gli consente di generare un gigantesco vortice nell'oceano, sommergendo l'avversario, Pinne Taglienti (Ocean Strom). Nonostante sia un Digimon di livello armor nella maggior parte dei media, viene considerato di livello campione nel gioco di carte.

### Baronmon
Baronmon (バロモン?, Baromon, Baromon in Giappone), chiamato Balongshou nel manhua di Digimon Frontier, è un Digimon Uomo Demoniaco che si è evoluto grazie al potere del Digiuovo del Coraggio. È anche una divinità guardiana che protegge le rovine (database) di un tempio in una giungla dimenticata. Si dice che Baronmon sia un sopravvissuto della vecchia generazione di Digimon e abbia diverse abilità di una tecnologia perduta che non si possono trovare tra gli attuali Digimon. Il terzo occhio sulla fronte è uno di questi, e si sostiene che questo gli permetta di vedere nel futuro, e si dice che sia stato in grado di sopravvivere anche durante il crollo dell'antico Digiworld. La sua mossa speciale gli consente di manipolare gli spiriti del cosmo, facendo piovere un gruppo di meteoriti sul nemico (Meteor Dance). Lo svantaggio è che ci vuole tempo per sincronizzarsi con gli spiriti del cosmo, ma una volta invocato, si dice che il bersaglio verrà annientato da 10 terabyte di dati. Nonostante sia un Digimon di livello armor nella maggior parte dei media, viene considerato equivalente al livello campione in Digital Monster Card Game α mentre è di livello campione nel gioco di carte. Digievolve da Patamon (con o senza il Digiuovo del Coraggio).

### BioQuetzalmon
BioQuetzalmon (バイオクアトルモン?, BaioKuatorumon, BioCoatlmon in Giappone) è un Digimon Bestia Mitica modificato da Akihiro Kurata, uno degli antagonisti di Digimon Savers. Quando si fonde con un essere umano, sia la sua forza che la velocità aumentano rispetto a quando era prima di essere rimodellato. Nonostante sia un Digimon di livello armor nella maggior parte dei media, viene considerato di livello campione in Digital Monster Card Game α. Digievolve da Nanami (tramite Hyper Bio digievoluzione).

### BioStegomon
BioStegomon (バイオステゴモン?, BaioSutegomon) è un Digimon Stegosauro modificato da Akihiro Kurata, uno degli antagonisti di Digimon Savers. Quando si fonde con un essere umano, sia la sua forza che la velocità aumentano rispetto a quando era prima di essere rimodellato. Nonostante sia un Digimon di livello armor nella maggior parte dei media, viene considerato di livello campione in Digital Monster Card Game α. Digievolve da Ivan (tramite Hyper Bio digievoluzione).

### BioThunderbirdmon
BioThunderbirdmon (バイオサンダーバーモン?, BaioSandābāmon) è un Digimon Uccello Gigante modificato da Akihiro Kurata, uno degli antagonisti di Digimon Savers. Quando si fonde con un essere umano, sia la sua forza che la velocità aumentano rispetto a quando era prima di essere rimodellato. Nonostante sia un Digimon di livello armor nella maggior parte dei media, viene considerato di livello campione in Digital Monster Card Game α. Digievolve da Kouki (tramite Hyper Bio digievoluzione).

### Boarmon
Boarmon (ボアモン?, Boamon) è un Digimon Mammifero a livello armor che si è evoluto grazie al potere del Digiuovo del Coraggio. È un Digimon avventato a tal punto da essere considerato la personificazione di questa parola, inoltre le sue gambe, la coda e la criniera sono avvolte da fiamme ardenti. Nessuno può fermare una fuga precipitosa di Boarmon e, secondo una teoria, si dice che il programma che governa il pensiero di Boarmon non ha il concetto di "svolta". Poiché il suo Totsugeki Hitai-ate (ovvero la parte superiore del suo muso), è rivestito del metallo cromato Digizoide (talvolta chiamato Digiclonoide), è attaccato alla sua fronte, tutti gli ostacoli che si trovano davanti ad esso saranno completamente distrutti. La sua mossa speciale consiste nell'inalare grandi quantità di aria nell'atmosfera e rilasciare il respiro ad alta temperatura tutto in una volta dal suo muso (Nose Blaster). Nonostante sia un Digimon di livello armor nella maggior parte dei media, viene considerato equivalente al livello campione in Digital Monster Card Game α e di livello campione nel gioco di carte.

### Bullmon
Bullmon (ブルモン?, Burumon) è un Digimon Mammifero di livello armor che si è evoluto grazie al potere del Digiuovo della Speranza. Il suo aspetto è quello di un toro da combattimento e possiede un enorme potere distruttivo di carica. Tuttavia, a causa del fatto che è in grado di caricare solo in avanti e che lo fa sempre alla massima velocità, non è in grado di invertire o svoltare. Inoltre ha un carattere piuttosto irascibile e una debolezza in quanto si agita nel momento in cui vede qualcosa di rosso. La sua mossa speciale gli permette di caricare in avanti a grande velocità usando le sue due corna per colpire il nemico (Matador Dash). Nonostante sia un Digimon di livello armor nella maggior parte dei media, viene considerato equivalente al livello campione in Digital Monster Card Game α e di livello campione nel gioco di carte. Digievolve in Ruthless Tuwarmon Beast Mode (con Tuwarmon, Axemon, l'energia degli Inferi e Sethmon, assieme a diversi Grizzlymon, Oryxmon, Dobermon e Gorillamon).

### Butterflymon
Butterflymon (バタフラモン?, Batafuramon, Butterflamon in Giappone) è un Digimon Insetto a livello armor che si è evoluto grazie al potere del Digiuovo della Conoscenza. Come FlyBeemon e HoneyBeemon, è un mitico Digimon nato grazie al potere delle Digiuova durante una grande epidemia di Kunemon. Preferisce vivere in zone prative caratterizzate da un clima caldo. Odia i conflitti e ha una personalità amichevole. La sua mossa speciale Sweet Pheromone è una tecnica che gli serve per proteggersi facendo piovere sull'avversario una polvere di fosforo contenente un programma allucinogeno immagazzinato nelle sue ali che serve a confonderlo, anche se utilizza questa mossa esclusivamente quando non ha nessun'altra opzione. Questo programma allucinogeno ha anche l'effetto di alleviare l'ostilità del Digimon avversario ed è in grado di porre fine alla battaglia senza ferirlo. Nonostante sia un Digimon di livello armor nella maggior parte dei media, viene considerato di livello campione nel gioco di carte e di livello evoluto in Digimon Savers: Another Mission. Digievolve da Gatomon (con o senza il Digiuovo della Conoscenza).

### Chamelemon
Chamelemon (カメレモン?, Kameremon), talvolta chiamato Chameleonmon in alcune traduzione del gioco di carte, è un Digimon Rettile a livello armor che si è evoluto grazi al potere del Digiuovo della Bontà. La pelle di Chamelemon ha una struttura unica e ha la capacità di mimetizzarsi scansionando l'ambiente circostante e ricoprendo la consistenza della sua pelle. Essendo un Digimon adatto allo spionaggio, è in grado di passare inosservato anche con la sicurezza più inespugnabile ed entrare nei database. Proprio per questo motivo, ci sono delle occasioni in cui viene utilizzato da qualche azienda per entrare nei database delle società rivali e rubare informazioni utili ai loro profitti. Inoltre, è in grado di muovere abilmente entrambi i suoi occhi, che sono dotati di dispositivi di scansione, e di ottenere una vista a 360°. La sua mossa speciale è attaccare con la sua potente lingua estensibile come una frusta, Lingua Sferzante (Tongue Whip). Nonostante sia un Digimon di livello armor nella maggior parte dei media, viene considerato di livello campione nel gioco di carte. Digievolve da Armadillomon (con o senza il Digiuovo della Bontà).

### Depthmon
Depthmon (デプスモン?, Depusumon) è un Digimon Uomo Bestia Acquatico a livello di armor che si è evoluto attraverso il potere del Digiuovo della Sincerità. È specializzato in attività subacquee grazie al potere del Digiuovo ed è in grado di muoversi velocemente come un pesce. Inoltre, la sua armatura ha un'elevata capacità di resistere all'acqua e alla pressione, quindi è in grado di immergersi nelle zone più profonde del mare, riuscendo ad andare ancora più lontano del compagno della stessa specie, Divermon. Con la sua capacità di immersione, si contende anche il primo posto con Whamon. La sua mossa speciale è una bomba schiumosa che esplode al contatto (Bubble Bomb). Nonostante sia un Digimon di livello armor nella maggior parte dei media, viene considerato di livello campione nel gioco di carte.

### Digmon
Digmon (ディグモン?, Digumon) è un Digimon Insetto a livello di armor che si è evoluto attraverso il potere del Digiuovo della Conoscenza. Quest'ultima ha l'attributo "Terra", e coloro che usano questo Digiuovo esercitano il potere di manipolare il terreno. Come si può vedere dalla sua forma unica, non perde mai contro nessun Digimon nelle battaglie sotterranee. La sua mossa caratteristica è impattare sul terreno con le sue trivelle rotanti, causando una fessura, Scossa Tellurica (Big Crack). La sua mossa speciale è fare ruotare rapidamente i trapani sul muso e su entrambe le mani, eseguendo un attacco simultaneo con i suoi trapani, Trivelle Rotanti (Gold Rush). Nonostante sia un Digimon di livello armor nella maggior parte dei media, viene considerato equivalente al livello campione in Digital Monster Card Game α, inoltre è considerato di livello campione nel gioco di carte e in Digimon Masters e di livello intermedio in Digimon RPG. Digievolve da Armadillomon (con o senza il Digiuovo della Conoscenza) e Drimogemon.

### Flamedramon
Flamedramon (フレイドラモン?, Fureidoramon, Fladramon in Giappone) ha una forma somigliante a Veemon ma più alta e snella, con un'armatura che ricorda il motivo del Digiuovo del Coraggio. Digievolve da Veemon tramite il Digiuovo del Coraggio.

### Halsemon
Halsemon (ホルスモン?, Horusumon, Holsmon in Giappone) ha una forma che ricorda un grifone rosso con un elmo e con ali argentate. Digievolve da Hawkmon tramite il Digiuovo dell'Amore.

### Magnamon
Magnamon (マグナモン?, Magunamon) è uno dei tredici Cavalieri Reali, l'unico al livello armor.

### Quetzalmon
Quetzalmon (クアトルモン?, Kuatorumon, lett. "Coatlmon") è un Digimon Bestia Mitica a livello armor che si è evoluto grazi al potere del Digiuovo della Luce. È l'incarnazione del Sole e del vento e ha l'aspetto di un serpente bianco alato. Sebbene sia considerato come estremamente sacro e pacifico, si dice che se attaccato con noncuranza e fatto infuriare, lancerà una maledizione mortale al suo aggressore. Tuttavia, non sfiderà mai qualcuno di sua spontanea volontà in una battaglia per via del suo carattere calmo. La sua mossa speciale costringe l'avversario con fasci di luce, generati avvolgendo il suo corpo in una spirale, finché non smette di respirare, Vento Tolteco (Freeze Wave). Nonostante sia un Digimon di livello armor nella maggior parte dei media, viene considerato equivalente al livello campione in Digital Monster Card Game α e di livello campione nel gioco di carte. Digievolve da Wormmon (con o senza il Digiuovo della Luce).

### Rabbitmon
Rabbitmon (ビットモン?, Bittomon, Bitmon) è un Digimon Mammifero di livello armor che si è evoluto con il potere del Digiuovo dell'Amicizia. Ha le orecchie lunghe e gli artigli sulle zampe anteriori abbastanza affilati da rompere persino i diamanti, e che usa per scavare attraverso gli strati del terreno, anche quelli più solidi e apparentemente irremovibili. Si dice che quando svolge i suoi viaggi sottoterra di tanto in tanto riesca a trovare degli antichi fossili, che poi conserva come parte della sua collezione. Il suo corpo e la sua testa sono ricoperti da un'armatura creata dalla raccolta di minerali, che gli consente di assorbire l'impatto degli attacchi quando avvolge il suo corpo in una palla. Ha una personalità molto gentile e di solito affronta il nemico mantenendo la calma; è un Digimon difensivo in tutto e per tutto. La sua mossa speciale è entrare in una posizione offensiva, facendo sì che le sue orecchie solitamente cadenti si raddrizzino e si affilino, e usandole per perforare il nemico (Ear Lancer). Tuttavia è molto raro che faccia utilizzo di attacchi offensivi. Nonostante sia un Digimon di livello armor nella maggior parte dei media, viene considerato di livello campione nel gioco di carte e in Digimon RPG.

### Submarimon
Submarimon (サブマリモン?, Sabumarimon, Sabmarimon in Giappone) ha una forma che ricorda sia un sottomarino sia il narvalo. Ha una cavità che permette a chi lo controlla di viaggiare sott'acqua con lui e comandarlo. Digievolve da Armadillomon tramite il Digiuovo dell'Affidabilità.

## Evoluto

### Andromon
Andromon (アンドロモン?, Andoromon) è un Digimon che somiglia ad un robot. È il primo digimon di livello evoluto incontrato dai Digiprescelti ed è un essere completamente meccanizzato. Sarà un grande alleato nella battaglia con i Signori delle Tenebre. Digievolve da Guardromon e digievolve in HiAndromon.

### BlueMeramon
BlueMeramon (ブルーメラモン?, BurūMeramon) è un Digimon Fiamma che brucia con fiamme a temperatura più elevata rispetto al Meramon di livello campione. La sua mossa speciale infligge ustioni all'avversario con aria super raffreddata (Ice Phantom). Nonostante sia un Digimon di livello evoluto nella maggior parte dei media, viene considerato di livello campione in Digimon World. Digievolve da Meramon.

### Datamon
Datamon (ナノモン?, Nanomon, Nanomon in Giappone) è un Digimon di livello evoluto dall'intelligenza superiore. Con la sua tecnologia può far funzionare qualsiasi programma, è una macchina perfetta. In Digimon Adventure fu sconfitto da Etemon per costringerlo gestire la sua rete oscura e da allora vuole vendicarsi ma vedendo che i Digiprescelti non riescono a sconfiggerlo rapisce Sora e Biyomon per fare sì che Biyomon digievolva grazie al potere della Digipietra. Perciò crea una copia di Sora ma Tai salva la vera ragazza e la copia viene distrutta nell'esplosione della piramide. Digievolve da Mekanorimon.

### Deva
I Deva (デーヴァ?, Dēva) sono dodici Digimon con le sembianze di animali. Per la loro creazione si sono ispirati ad una leggenda indiana dove sarebbero i generali che proteggono il Buddha della medicina. Ogni Deva ricorda un simbolo dello zodiaco cinese. La caratteristica che li contraddistingue è la presenza di tre corna sulla loro testa. I Deva sono (in ordine di apparizione): Mihiramon, Sandiramon, Sinduramon, Pajiramon, Vajramon, Indramon, Kumbhiramon, Vikaralamon, Makuramon, Majiramon, Caturamon e Antylamon.

### Digitamamon
Digitamamon (デジタマモン?, Dejitamamon) è un Digimon di livello evoluto. È un digimon perfetto con le sembianze di un uovo e gestisce un ristorante in Digimon Adventure. Digievolve da Nanimon e digievolve in DeviTamamon.

### Etemon
Etemon (エテモン?) è un Digimon burattino di tipo virus a livello evoluto. Appare solamente in Digimon Adventure e in Digimon Frontier. Etemon è la personificazione di un cantante rock malvagio. Si definisce "il re dei Digimon" o "il Digimon più potente mai esistito". Ha una forma umanoide completamente coperto da un costume da scimmia, con due occhiali da sole e un piccolo Monzaemon vicino al ventre. Il suo acerrimo rivale è Volcamon, infatti anche a lui piace cantare. In Digimon Adventure è il secondo nemico che i prescelti devono affrontare, e fa la sua comparsa nell'episodio 15 (Etemon e la prima Digi-Pietra), mentre viene sconfitto nell'episodio 20 (Il momento giusto) grazie a MetalGreymon. In seguito si scopre che Etemon non viene completamente eliminato, infatti nel vortice digitale in cui è stato spedito si è scomposto, ma anche rigenerato, uscendone sotto forma di MetalEtemon. In Digimon Frontier viene visto al lavoro per la fiera della foglia di autunno durante la prima visita dei Digiprescelti, e un altro Etemon si vede al negozio di Digitamamon. Digievolve in MetalEtemon e KingEtemon.

### LadyDevimon
LadyDevimon (レディーデビモン?, RedīDebimon) è in grado di convertire la forza del nemico in energia del male, è l'acerrima nemica di Angewomon. Digievolve in Lilithmon.

### Tankdramon
Tankdramon (タンクドラモン?, Tankudoramon) è un digidrago con le sembianze di carro armato al livello evoluto di tipo antivirus. Digievolve da Sealsdramon e digievolve in Darkdramon.

### Mammothmon
Mammothmon (マンモン?, Mammon, Mammon in Giappone) è un Digimon simile a un mammut di livello evoluto che si credeva estinto ma che appare nella prima serie al servizio di Myotismon. Digievolve da Unimon e digievolve in SkullMammothmon.

### MarineDevimon
MarineDevimon (マリンデビモン?, MarinDebimon, MarinDevimon in Giappone) è il più potente dei tre servi del grande Demon, vive nelle acque, e anche se il nome può far pensare a un collegamento a Devimon, con lui non ha niente a che vedere.

### MegaKabuterimon
MegaKabuterimon (アトラーカブテリモン?, AtorāKabuterimon, AtlurKabuterimon) è un Digimon insetto di livello evoluto apparso per la prima volta nell'episodio Il trionfo di MegaKabuterimon per proteggere Izzy da Vademon. Il suo corno è estremamente duro e può frantumare diversi materiali. Digievolve da Kabuterimon e digievolve in HerculesKabuterimon.

### MetalGreymon
MetalGreymon (メタルグレイモン?, MetaruGureimon) è un Digimon di livello evoluto che appare per la prima volta nell'episodio 20 di Digimon Adventure, Il momento giusto. È il primo Digimon a super digievolvere grazie al coraggio di Tai e una perfetta macchina da combattimento. Fu lui a sconfiggere Etemon però la distorsione dimensionale che si generò fece tornare lui e Tai nel mondo reale. Digievolve da Greymon e digievolve in WarGreymon.

### Meteormon
Meteormon (インセキモン?, Insekimon, Insekimon in Giappone) è un Digimon Minerale. Si tratta di una forma di Gotsumon che per qualche motivo ha fatto apparire sulla superficie della sua pelle i dati del meteorite di cui è composto il suo corpo minerale. Il colore del suo corpo è grigio chiaro e per questo viene talvolta scambiato erroneamente per Icemon, che è invece di colore bianco; inoltre in alcuni videogiochi come ad esempio Digimon World, esiste una variante colorata di marrone chiaro. È fatto di un materiale duro che esiste solamente nello spazio e possiede una potente capacità difensiva. La sua mossa speciale emette una misteriosa onda di energia cosmica, Lampeggiatore Cosmico (Cosmo Flash). Nonostante sia un Digimon di livello evoluto nella maggior parte dei media, viene considerato di livello intermedio in Digimon World. Digievolve da Gotsumon (tramite mega digievoluzione o con Starmon e MudFrigimon).

### Monzaemon
Monzaemon (もんざえモン?) è un Digimon che ha l'aspetto di un enorme orsacchiotto. In Digimon Adventure è il sindaco della Città dei Balocchi dove vive in pace con i giocattoli.

### Myotismon
Myotismon (ヴァンデモン?, Vandemon, Vamdemon in Giappone) è un Digimon non morto di tipo virus al livello evoluto. Appare in Digimon Adventure, Digimon 02 e nel manga V-Tamer. In Digimon Adventure è il terzo nemico che i ragazzi devono fronteggiare ed è immortale, crudele e molto astuto. Possiede l'ottavo digivice e l'ottavo Digimedaglione e cerca di impedire ai Digiprescelti di scoprire che Kari è una di loro finché viene sconfitto da Angewomon nella puntata numero 37 Una grande scoperta. Myotismon ha l'aspetto di un vampiro e racchiude in sé molte delle caratteristiche classiche di questi esseri: beve sangue, dorme in una bara, sembra capace di ipnotizzare con lo sguardo, si sposta su una carrozza trainata da esseri demoniaci o invisibili e non sopporta la luce del sole. Digievolve da Devimon e Bakemon e digievolve in VenomMyotismon e MaloMyotismon.

### Piximon
Piximon (ピッコロモン?, Pikkoromon, Picklemon in Giappone) è un Digimon folletto di livello evoluto. Sa usare la magia tramite la bacchetta che si porta sempre appresso. Si offre di addestrare i Digiprescelti nel 18 episodio di Digimon Adventure e sarà uno di quelli che perderanno la vita aiutandoli contro i Padroni delle Tenebre.

### ShogunGekomon
ShogunGekomon (トノサマゲコモン?, TonosamaGekomon, TonosamaGekomon in Giappone) è il re degli Otamamon e dei Gekomon. Era costretto a un sonno perenne per aver perso una competizione canora e solo la voce di Mimi può risvegliarlo ma scoprono che è un tiranno solo dopo averlo svegliato. Viene sconfitto da MetalGreymon. Digievolve da Gekomon.

### SkullGreymon
SkullGreymon (スカルグレイモン?, SukaruGureimon) è il livello evoluto "sbagliato" di Greymon. È un Digimon feroce che quando si arrabbia distrugge tutto ciò che tocca. Ha la forma di un immenso scheletro di dinosauro. Appare per la prima volta nell'episodio 16 Greymon contro Etemon nel quale Tai, cercando di stimolare Greymon a fare la super digievoluzione, lo fa digievolvere in modo sbagliato e distrugge tutto. Digievolve da Greymon e digievolve in BlackWarGreymon.

### SkullSatanmon
SkullSatanmon (スカルサタモン?, SukaruSatamon, SkullSatamon in Giappone) è un potentissimo Digimon fantasma al livello evoluto al servizio del grande Demon, che nonostante le sembianze è un digispettro. Digievolve da Ogremon e Devimon (tramite la DNA digievoluzione).

### Vademon
Vademon (ベーダモン?, Bēdamon) è un Digimon alieno di livello evoluto che sembra provenire dalla fine di un lontano universo. Appare nell'episodio 24 di Digimon Adventure dove cerca di rubare a Izzy la sua mente avida di sapere e, in seguito, il suo medaglione e digivice. Digievolve da Vegiemon e digievolve in Ebemon.

### WereGarurumon
WereGarurumon (ワーガルルモン?, WāGarurumon) è un Digimon di livello evoluto in grado di reggersi su due zampe. Appare per la prima volta nell'episodio Un grande amico dopo che Matt ha riaffermato la sua amicizia con Joe infondendo così tutti i suoi sentimenti di amicizia a Garurumon che poi digievolve. Esiste una variante di colore nero chiamata ShadowWereGarurumon. Digievolve da Garurumon e digievolve in MetalGarurumon.

## Mega

### AncientVolcamon
AncientVolcamon (エンシェントボルケーモン?, EnshentoBorukēmon) fa parte dei Dieci Leggendari Guerrieri. È il creatore dei digispirit della terra Grumblemon e Gigasmon loro diretti discendenti. In lui scorre in continuazione del magma incandescente e se s'arrabbia il vulcano posto sulla schiena incomincia ad eruttare lanciando lava e lapilli infuocati. Nella serie Fusion Battles AncientVolcamon assorbe i Meramon diventando Fused AncientVolcamon.

### Apokarimon
Apokarimon (アポカリモン?, Apokarimon, Apoclymon in Giappone) è un Digimon di classe ignota, nato dall'assimilazione dei dati di tutti i Digimon che sono morti senza essere riusciti a digievolvere. Ha un corpo umanoide, dalla vita in giù composto da un gigantesco dodecaedro, sul quale spiccano artigli con catene a forma di elica di DNA. È colui che ha creato i quattro Padroni delle tenebre e possiede il potere di far regredire gli altri Digimon.

### Azulongmon
Azulongmon (チンロンモン?, Chinronmon, Qinglongmon in Giappone) è uno dei quattro Supremi che hanno il compito di tenere lontane le entità maligne da Digiworld, ma anche uno dei quattro digidraghi sacri. Può raggiungere una lunghezza di 3 km, e può anche controllare le sue catene con la mente. Il suo nome e design derivano dal mitologico Dragone Azzurro dell'Est (青龍?, Qīng Lóng), conosciuto in Giappone come "Seiryū" (せいりゅう?), con il prefisso "Azu-" (derivato dalla parola spagnola "Azul" che significa "azzurro") che fa riferimento a quel nome. Il suo aspetto deriva anche dal Re Drago del Mare Orientale, Ào Guǎng (敖廣?), che governa sul Mar Cinese orientale. È l'esistenza maggiormente deificata tra i Quattro Grandi Draghi. È in grado di rilasciare potenti colpi elettrici e, anche se è un essere divino, non coopererà facilmente né con gli esseri umani né con i più deboli, non intervenendo in aiuto dei suoi alleati se non in seguito ad un fatto particolarmente serio.

### ShadowSeraphimon
ShadowSeraphimon (ブラックセラフィモン?, BurakkuSerafimon, BlackSeraphimon in Giappone) è un Digimon malvagio (angelo caduto) a livello mega di tipo variabile. Nasce dalla fusione dei dati di Seraphimon e quelli di Mercurymon. Appare solo in Digimon Frontier. Nel videogioco Digimon World 2003 compare BlackSeraphimon, che nonostante l'omonimia con il nome giapponese del Digimon, presenta delle caratteristiche particolari, difatti assume un colore rosso, diverso da quello originale. La sua variante è Seraphimon.

### Beelzemon
Beelzemon (ベルゼブモン?, Beruzebumon, Beelzebumon in Giappone) è un Digimon malvagio di livello mega ed è la digievoluzione di Impmon.

### Crusadermon
Crusadermon (ロードナイトモン?, RōdoNaitomon, LordKnightmon in Giappone) è un compagno di Dynasmon, e vuole conquistare il mondo reale con lui. È uno dei tredici Cavalieri Reali, il cavaliere della poesia.

### Demon
Demon (デーモン?, Dēmon) è uno dei Sette Digimon malvagi, ma nella forma col mantello non lo è. È il più potente dei Digimon malvagi, tanto che nella disperazione i Digiprescelti per sconfiggerlo sono stati costretti a rinchiuderlo nel mare oscuro di Dragomon, un mondo parallelo indipendente. È alla ricerca del Seme delle Tenebre, e si dimostra molto più potente di quanto i Digiprescelti possano mai immaginare. Prima che Demon fosse un evil digimon, era un digimon angelico (si pensa Seraphimon) che, nel tentativo di invadere Digiworld è stato bandito all'Area Oscura.

### Dynasmon
Dynasmon (デュナスモン?, Dyunasumon) è uno dei tredici Cavalieri Reali, il cavaliere della passione. È un compagno di Crusadermon ed il suo obiettivo consiste nel conquistare il mondo reale insieme a lui.

### Gallantmon
Gallantmon (デュークモン?, Dyūkumon, Dukemon in Giappone) è uno dei tredici Cavalieri Reali, di tipo virus, ed è la biodigievoluzione di Guilmon.

### Goldramon
Goldramon (ゴッドドラモン?, Goddodoramon, Goddramon in Giappone) è un Digimon Drago Sacro il cui aspetto deriva anche dal mitologico Re Drago del Mare Occidentale, Ào Rùn (敖閏?), che governa sullo Shichahai, il mare di Xīhǎi, e si manifesta come fiume Huáng Hé. È un Digidrago divino che possiede sei ali corazzate ed uno splendente corpo dorato. Possiede un Anello Sacro che indossa intorno al braccio sinistro, anche se in alcune carte del gioco dedicato indossa due Anelli Sacri, uno per braccio. Inoltre, ci sono dei piccoli Digidraghi sigillati nei cannoni sulle sue braccia; il drago racchiuso nel cannone destro è conosciuto come Amon della Fiamma Rossa (紅炎のアモン?, Kouen no Amon), che governa sulla "distruzione", mentre quello sigillato nel cannone sinistro è conosciuto come Umon del Tuono Blu (蒼雷のウモン?, Sourai no Umon), che governa sulla "rigenerazione". Fa parte dei Quattro Grandi Draghi.

### GranKuwagamon
GranKuwagamon (グランクワガーモン?, GuranKuwagāmon) è un Digimon di livello mega. Si tratta di una versione molto più grossa e potente di un normale di Kuwagamon. Il suo corpo è quasi tutto nero e le sue forbici sono ancora più letali rispetto alle sue forme precedenti. Abita nelle foreste dove è attivo solo di notte, inoltre è il rivale giurato di tutti gli HerculesKabuterimon, con i quali si scontra periodicamente.

### Gryphonmon
Gryphonmon (グリフォモン?, Gurifomon, Griffomon in Giappone) è un Digimon di livello mega dall'aspetto simile a quello di un grifone.

### Kerpymon
Kerpymon (ケルビモン?, Kerubimon, Cherubimon in Giappone) è uno dei Digimon angelici, secondo a Seraphimon in ordine di potenza di tutti i Digimon. Quando si è ribellato ai due compagni, ha improvvisamente attaccato Seraphimon, il quale fu salvato da Ophanimon che dimezzò i suoi poteri per salvarlo. Domina i poteri del fulmine, ed è divorato da un potente virus nella forma Virus. È stato incaricato dopo la fine di Lucemon di custodire il potere della conoscenza di Dio.

### Lucemon Larva
Lucemon Larva (ルーチェモン：ラルバ?, Rūchemon: Raruba) è la vera forma mega di Lucemon.

### Lucemon Shadowlord Mode
Lucemon Shadowlord Mode (ルーチェモン：サタンモード?, Rūchemon: Satan Mōdo, Lucemon: Satan Mode in Giappone) è la forma mega di Lucemon. Ha l'aspetto di un possente drago viola dotato di una forza smisurata, è in grado di assorbire facilmente gli attacchi avversari. Porta sempre fra le mani una sfera, contenente il vero Lucemon, ovvero Lucemon Larva.

### Machinedramon
Machinedramon (ムゲンドラモン?, Mugendoramon, Mugendramon in Giappone) è un Digimon macchina di livello mega, digievolve da Megadramon, ed è il terzo dei quattro Padroni delle Tenebre a scontrarsi coi Digiprescelti. Ha le sembianze di un drago meccanico essendo costituito dalle parti di numerosi Digimon androidi. Il suo unico scopo è quello di distruggere tutto quello che lo circonda, ha una grande intelligenza e sembra avere poteri illimitati, ma viene comunque sconfitto dallo Stermina Dramon di WarGreymon.

### MaloMyotismon
MaloMyotismon (ベリアルヴァンデモン?, BeriaruVandemon, BelialVamdemon in Giappone) è l'ultima digievoluzione di Myotismon. Sulle sue spalle sono poste due teste mostruose Sodoma e Gomorra. È molto spietato durante i suoi combattimenti e sfrutta le teste sulle spalle per annientare i suoi avversari e utilizzare i poteri delle tenebre.

### Magnadramon
Magnadramon (ホーリードラモン?, Hōrīdoramon, Holydramon in Giappone) è un digidrago di livello mega, con il corpo bianco e rosa, tre paia di ali e un volto leonino. Insieme a Ophanimon è una delle due forme mega di Gatomon, e appare nel terzo film. Il suo nome giapponese ed aspetto derivano da Dramon Sacro (Holy), mentre il suo nome inglese deriva da Dramon eccezionale, grandioso (Magna). Il suo aspetto deriva anche dal Re Drago del Mare Meridionale, Áo Qīn (敖欽?), che governa sul Mar Cinese meridionale e si manifesta come Fiume delle Perle. Fa parte dei Quattro Grandi Draghi.

### Megidramon
Megidramon (メギドラモン?, Megidoramon) è un Digimon Drago Malvagio il cui nome giapponese e aspetto derivano da Dramon di Megiddo. Il suo aspetto deriva inoltre dal mitologico Re Drago del Mare Settentrionale, Ào Shùn (敖順?), che governa sul mare di Běihǎi e si manifesta come Fiume Hēilóng Jiāng. È uno dei Quattro Grandi Draghi.

### MetalEtemon
MetalEtemon (メタルエテモン?, MetaruEtemon) è un Digimon androide al livello mega, che digievolve da Etemon. Ha un WaruMonzaemon legato intorno alla cintura, e il suo corpo è fatto completamente di Digizoide (chiamato Digiclonoide in Tamers). Appare in principalmente in Digimon Adventure, dove è la diretta digievoluzione di Etemon, il secondo boss della serie. Ritornato nel mondo digitale si scontra con Gomamon, che super digievolve Zudomon, e dopo un attacco, MetalEtemon gli rivela che il suo corpo è completamente rivestito da materiale Digizoide. Zudomon lo spiazza dicendogli che anche il suo martello è fatto dello stesso materiale, e attaccandolo lo scalfisce, mentre viene distrutto definitivamente da un ultimo disperato attacco di SaberLeomon.

### MetalSeadramon
MetalSeadramon (メタルシードラモン?, MetaruShīdoramon) è un Digimon di livello mega, digievolve da MegaSeadramon, è il signore dell'Oceano virtuale e il primo dei quattro Padroni delle Tenebre a scontrarsi coi Digiprescelti. Viene sconfitto da WarGreymon che riesce a riflettere contro di lui il suo stesso attacco.

### Omnimon
Omnimon (オメガモン?, Omegamon, Omegamon in Giappone) è uno dei tredici Cavalieri Reali. Nel secondo film dei Digimon nasce dalla fusione di WarGreymon e MetalGarurumon con gli spiriti e le speranze sotto forma di email delle persone nel mondo.

### Ophanimon
Ophanimon (オファニモン?, Ofanimon, Ofanimon in Giappone) è un Digimon angelico di livello mega, che digievolve da Angewomon o da Gatomon in Battle Spirit ver. 1.5. Insieme a Seraphimon e Kerpymon è il terzo Digimon angelico che veglia sul Digiworld dai tempi dei suoi albori. Possiede dieci ali (otto dorate e due normali), un giavellotto e uno scudo. La digievoluzione di Angewomon in Ophanimon è totalmente indipendente. Ha una variante chiamata Ophanimon Core.

### Piedmon
Piedmon (ピエモン?, Piemon, Piemon in Giappone) è un Digimon mago di livello mega dalle sembianze simili a quelle di Pierrot. Maestro dell'inganno, è il quarto, ultimo e più crudele dei quattro Padroni delle Tenebre a scontrarsi coi Digiprescelti. Ha il potere di controllare mentalmente la spada che ha sulla schiena e quello di trasformare le altre cose, umani e Digimon inclusi, in ciò di cui ha bisogno.

### Puppetmon
Puppetmon (ピノッキモン?, Pinokkimon, Pinochimon in Giappone) è un Digimon di livello mega ed è il secondo dei quattro Padroni delle Tenebre a scontrarsi coi Digiprescelti. Ha le sembianze di una marionetta molto simile a Pinocchio e, proprio come un marionettista è capace di usare dei fili per controllare le persone; col pensiero riesce anche a controllare la sua abitazione sfruttandola come arma contro i nemici. Puppetmon ha il carattere di un bambino viziato ed irascibile: tutto quello che vuole è divertirsi e giocare, anche se i giochi che lo divertono comportano spesso morte e distruzione. Non conosce il vero concetto dell'amicizia, pensando che tutto quello che gli altri dovrebbero fare è ciò che lui ordina loro. Infatti, molti dei suoi seguaci gli sono fedeli solo per la paura che nutrono nei suoi confronti.

### VenomMyotismon
VenomMyotismon (ヴェノムヴァンデモン?, VenomuVandemon, VenomVamdemon in Giappone) è la mega digievoluzione di Myotismon. L'unica caratteristica che lo differenzia da MaloMyotismon, è il fatto che quest'ultimo possiede un cervello e sa ragionare. Un altro fattore che rende questo Digimon imponente è l'altezza. La sua comparsa è predetta da una profezia scoperta da Izzy e Gennai. Dopo essere stato sconfitto da WarGreymon e MetalGarurumon, VenomMyotismon si rifugerà in Yukio Oikawa, per evolversi e digievolvere MaloMyotismon.

### Zanbamon
Zanbamon (ザンバモン?) è un Digimon di livello mega. Ha l'aspetto di un guerriero a cavallo.

### Zhuqiaomon
Zhuqiaomon (スーツェーモン?, Sūtsēmon) è uno dei Quattro Supremi e custodiva le Digipietre di Amore e Coraggio. Odia gli esseri umani perché li ritiene i colpevoli di aver lasciato Digiworld in balia della sua sorte. Ha mandato i Deva nel mondo reale per acquisire dati sugli esseri umani.

## Ibrido

### Agunimon
Agunimon (アグニモン?, Agunimon, Agnimon in Giappone), chiamato in corso di sviluppo Ifrimon (イフリーモン?, Ifurīmon), è un Digimon Uomo Demoniaco che possiede il potere sul fuoco e che detiene il potere di uno dei dieci Leggendari Guerrieri. Poiché il suo Digicore è avvolto dallo Spirit del fuoco, il quale è talvolta chiamato sacra fiammata, è in grado di manipolare liberamente le fiamme. È un'incarnazione del Firewall che difende la rete ed è una divinità custode. Siccome ha una personalità facilmente irascibile, ha un aspetto simile a quello di un soldato che pratica un costante allenamento mentale eseguendo esercizi di yoga e il suo modo di parlare è un po' arcaico, come un'artista di kenpō. In battaglia, combatte usando liberamente le arti marziali orientali e accumula le fiamme in un punto del suo corpo con un trucco che focalizza il suo Spirit, ciò gli permette di aumentare la sua capacità offensiva. Le sue mosse speciali gli consentono di scatenare un drago fiammeggiante dal suo pugno rivestito di fiamme, Bolidi Iperincandescenti (Burning Salamander) ed emanare un turbine di fiamme, Distorsione Esplosiva (Salamander Break). Nonostante sia un Digimon di livello ibrido nella maggior parte dei media, viene considerato equivalente al livello campione nel gioco di carte, di livello campione in Digital Monster Card Game α, di livello evoluto in Digimon World: Next Order e di livello intermedio in Digimon Pendulum Z. Digievolve da Flamemon e Takuya Kanbara (con il Digispirit Umano del Fuoco) e digievolve in AncientGreymon (tramite leggendaria digievoluzione Spirit), Aldamon (con o senza BurningGreymon o MetalGreymon) e BurningGreymon (con o senza la digievoluzione Slide e la digievoluzione Slide inversa, con il Digispirit Animale del Fuoco o con qualsiasi Digimon di livello campione).

### Arbormon
Arbormon (アルボルモン?, Aruborumon) è un Digimon di livello Spirit Umano di livello campione. La sua digievoluzione Slide è Petaldramon.

### Calmaramon
Calmaramon (カルマーラモン?, Karumāramon, Calamaramon in Giappone) è un Digimon di livello Spirit Animale di livello evoluto. Digievolve da Lanamon.

### Duskmon
Duskmon (ダスクモン?, Dasukumon) è un Digimon Uomo Demoniaco che possiede il potere sull'oscurità che detiene il potere di uno dei dieci Leggendari Guerrieri. Il rimpianto di varie specie estinte di Digimon e dei "Dati Proibiti" in rete si sono trasformati in un'intensa energia oscura e si fusi assieme formando così Duskmon. L'energia oscura esiste per opporsi alla luce degli esseri celestiali, e colui che possiede potere sulla luce è di conseguenza il rovescio della medaglia. Ha una personalità completamente voltata al male più estremo, quindi è sia insensibile che crudele. È il possessore di una dignità simile a un signore dei demoni che trabocca di perfezionismo e fiducia. È invincibile in battaglia quando brandisce le sue spade e non esita con i suoi attacchi disumani; è pronto a tutto pur di raggiungere i suoi fini, anche tradire i suoi stessi alleati. Le sue mosse speciali gli permettono di illuminare i propri occhi su tutto il corpo e porre così l'avversario sotto ipnosi tramite lo Sguardo Folgorante (Geist Abend), assorbire il potere dell'avversario con le sue due spade demoniache denominate Bruto Evoluzione e facendola propria tramite il Plasma Lunare (Eroberung). Inoltre ha sia tre teste e sette occhi sulla sua armatura che agiscono come creature autonome; in queste parti del corpo è sigillato il vero male nonché tutto il suo potere. Nonostante sia un Digimon di livello ibrido nella maggior parte dei media, viene considerato di livello intermedio in Digital Monster X Ver.2 e di livello campione nel gioco di carte. Digievolve in Lowemon (sia tramite la digievoluzione slide che quella inversa), DarkKnightmon (Duskmon) (con DarkKnightmon) e Velgemon (sia tramite la digievoluzione slide che quella inversa oppure tramite il Digispirit Animale delle Tenebre corrotto).

### Flamemon
Flamemon (フレイモン?, Fureimon, Flamon in Giappone) è un Digimon Uomo Demoniaco che è stato trasformato in una forma metà bestia e metà uomo quando Agunimon ha perso il suo potere. Gli manca l'"istinto di combattimento" che il Digimon possiede naturalmente e, inoltre, ha perso potenza. Tuttavia, è un essere che ha ereditato uno Spirit dei dieci Leggendari Guerrieri, il quale possiede la forza suprema, quindi anche se ha perso il suo potere originale, i normali Digimon di livello campione non sono alla sua altezza. È caratterizzato da una gentilezza inappropriata per un Digimon ed è simile ad uno di primo stadio, controbilanciando la sua parte maliziosa. La sua mossa speciale è lanciare un'aura di fiamme (Baby Salamander). Nonostante sia un Digimon di livello ibrido nella maggior parte dei media, viene considerato di livello intermedio nel gioco di carte. Digievolve in Agunimon.

### Gigasmon
Gigasmon (ギガスモン?, Gigasumon) è un Digimon di livello Spirit Animale di livello evoluto. Digievolve da Grumblemon.

### Kumamon
Kumamon (チャックモン?, Chakkumon, Chackmon in Giappone), chiamato in corso di sviluppo Shirokumon (シロクモン?) e Polarmon (ポーラモン?, Pōramon), è un Digimon Uomo Bestia che possiede il potere sul ghiaccio e che detiene il potere di uno dei dieci Leggendari Guerrieri; non va confuso con Bearmon, che nella versione occidentale di alcuni videogiochi viene chiamato a sua volta Kumamon. Si definisce come un membro della forza di difesa della regione polare di un particolare esercito. Dato che quando gli si chiede qualcosa al riguardo risponde che la questione è top secret, la verità risulta tuttora sconosciuta, anche se si crede che queste sue affermazioni siano solamente frutto della sua immaginazione, in ogni caso non è dato sapere. Tuttavia, il funzionamento del lanciatore che trasporta (soprannominato Romeo) e la sua condotta di precisione in battaglia sono entrambe autentiche, così come la sua conoscenza nel campo della sopravvivenza dove si rivela essere un'esistenza forte e veramente affidabile. Poiché raramente agisce di propria volontà, opera principalmente in risposta alle richieste o agli ordini di qualcuno. Nel caso nessuno volesse fare affidamento su di lui, probabilmente inizierà a preoccuparsi del suo scopo nella vita, finendo per deprimersi del tutto. I colpi sparati dal suo lanciatore sono palle di neve speciali, quindi ci sono diverse varietà a seconda dello scopo. Le sue mosse speciali sono quella di assumere la forma di un ghiacciolo e di lanciarsi contro l'avversario, Stalattite Infrangibile (Tsurararara~), e lanciare alla cieca palle di neve super raffreddate dal lanciatore, Raffica Ghiacciata (Snow Bomber). Nonostante sia un Digimon di livello ibrido nella maggior parte dei media, viene considerato equivalente al livello campione nel gioco di carte e di livello campione in Digimon New Century. Digievolve da Tommy Hiyomi (con il Digispirit Umano del Ghiaccio) e digievolve in AncientMegatheriummon (tramite Leggendaria digievoluzione Spirit), Korikakumon (con o senza digievoluzione Slide e digievoluzione Slide inversa oppure con il Digispirit del Ghiaccio) e Daipenmon (con Korikakumon).

### Lanamon
Lanamon (ラーナモン?, Ranamon) è un Digimon di livello Spirit Umano di livello campione. La sua digievoluzione Slide è Calmaramon.

### Lobomon
Lobomon (ヴォルフモン?, Vorufumon, Wolfmon in Giappone) è un Digimon Guerriero che possiede il potere della luce che detiene il potere di uno dei leggendari Dieci Guerrieri. Le parti color lavanda su tutto il corpo sono fatte di Saint Amethyst (un'ametista sacra), in cui è contenuta la luce sacra. Per via della luce sacra, l'ametista conserva la sua straordinaria durezza finché mantiene il suo Spirit virtuoso, ma nel momento in cui uno Spirit negativo sorge all'interno del suo possessore, diventa fragile. Possiede uno spirito cavalleresco che mette la sua vita in pericolo per gli ideali in cui crede e odia l'ingiustizia. Poiché Lobomon è taciturno e non ama occuparsi degli altri, spesso dà l'impressione di essere freddo e insensibile, ma in realtà è un guerriero di buon cuore. Le sue mosse speciali dividono l'avversario in due con le sue spade leggere chiamate Licht Schwert impiegando la tecnica denominata Spada Luminosa (Licht Sieger) e collegando le lame delle sue spade, tagliando l'avversario in molti pezzi (Zwei Sieger). Nonostante sia un Digimon di livello ibrido nella maggior parte dei media, viene considerato di livello campione nel gioco di carte e in Digimon Story: Cyber Sleuth – Hacker's Memory mentre di livello intermedio in Digimon Pendulum Z II. Digievolve da Koji Minamoto (tramite il Digispirit della Luce) e da Strabimon e digievolve in AncientGarurumon (tramite leggendaria digievoluzione Spirit), BeoWolfmon (con KendoGarurumon o WereGarurumon) e KendoGarurumon (con o senza digievoluzione Slide e digievoluzione Slide inversa oppure con il Digispirit Animale della Luce).

### Mercurymon
Mercurymon (メルキューレモン?, Merukyūremon, Mercuremon in Giappone) è un Digimon di livello Spirit Umano di livello campione. La sua digievoluzione Slide è Sakkakumon.

### Petaldramon
Petaldramon (ペタルドラモン?, Petarudoramon) è un Digimon di livello Spirit Animale di livello evoluto. Digievolve da Arbormon.

### Sakkakumon
Sakkakumon (セフィロトモン?, Sefirotomon, Sephirothmon in Giappone) è un Digimon di livello Spirit Mutante di livello evoluto. Digievolve da Mercurymon.

### Strabimon
Strabimon (ストラビモン?, Sutorabimon, Storabimon in Giappone) è un Digimon Uomo Demoniaco che è stato trasformato in una forma metà bestia e metà uomo quando il potere di Lobomon è stato dimezzato. Poiché non ha perso il suo "istinto di combattimento", a differenza del simile Flamemon per metà bestia e per metà uomo, ha un lato feroce. Per questo motivo, sebbene abbia l'aspetto di un Digimon di livello intermedio, a volte si scatenerà abbastanza da essere fuori controllo anche per un Digimon di livello campione. Come per il caso di Flamemon, sebbene il suo potere sia diminuito, sembra che i Digimon di classe superiore non siano all'altezza di affrontarlo. La sua mossa speciale è fare a pezzi l'avversario con gli artigli lucenti sulle sue mani (Licht Nagel). Nonostante sia un Digimon di livello ibrido, viene considerato equivalente al livello intermedio nel gioco di carte del 2020 mentre appare semplicemente come intermedio in quello classico. Digievolve in Lobomon.